# 港鐵
- 關於與「港鐵」名稱相近或相同的條目，請見「港鐵 (消歧義)」。
- 關於自1979年至今，以鐵路為運輸系統基礎的香港鐵路有限公司，請見「港鐵公司」。
- 關於自1979年至2007年的香港地鐵系統的介紹，請見「香港地鐵」。
- 關於北非柏柏人使用的字母，請見「ⵣ」。

港鐵（英語：Mass Transit Railway，簡稱）是香港的主要大眾運輸網絡，由香港鐵路有限公司（港鐵公司）營運。港鐵網絡主要圍繞其全長204.4公里的地鐵系統，並使用輕軌鐵路、巴士提供接駁服務。於2017年，港鐵累積載客量過20億人次，平均每周日的載客量約580萬人次，是全球最繁忙的鐵路系統之一。此外，港鐵在香港專營公共交通工具市場整體佔有率不斷上升，由2013年的46.9％，增至2018年的49.3％，當中港鐵在過海交通工具市場的佔有率更達69.1％。
現在的港鐵網絡由香港地鐵和九廣鐵路於2007年12月2日合併而成，九廣鐵路公司根據《兩鐵合併條例》將大眾運輸業務交予更名為香港鐵路有限公司的原地鐵有限公司，形成現今的港鐵網絡。此前，兩鐵分別為國際地鐵聯盟及軌道運輸標竿聯盟的創始會員，兩鐵合併後港鐵亦繼承香港地鐵於國際地鐵聯盟（現國際地鐵標竿聯盟）的會員席位。

## 定義
「港鐵」狹義上指能夠通過一張港鐵單程票通行的9條「市區綫」（包括港島綫、荃灣綫、觀塘綫、將軍澳綫、南港島綫、東涌綫、迪士尼綫、東鐵綫及屯馬綫，並不包括機場快綫及12條輕鐵路綫），廣義上亦包括機場快綫及輕鐵，合共長268.4公里。同時，港鐵公司營運的昂坪360纜車系統、接駁巴士、高速鐵路及城際直通車亦被視為港鐵網絡的一部分。

## 歷史

### 兩鐵合併（2007年）

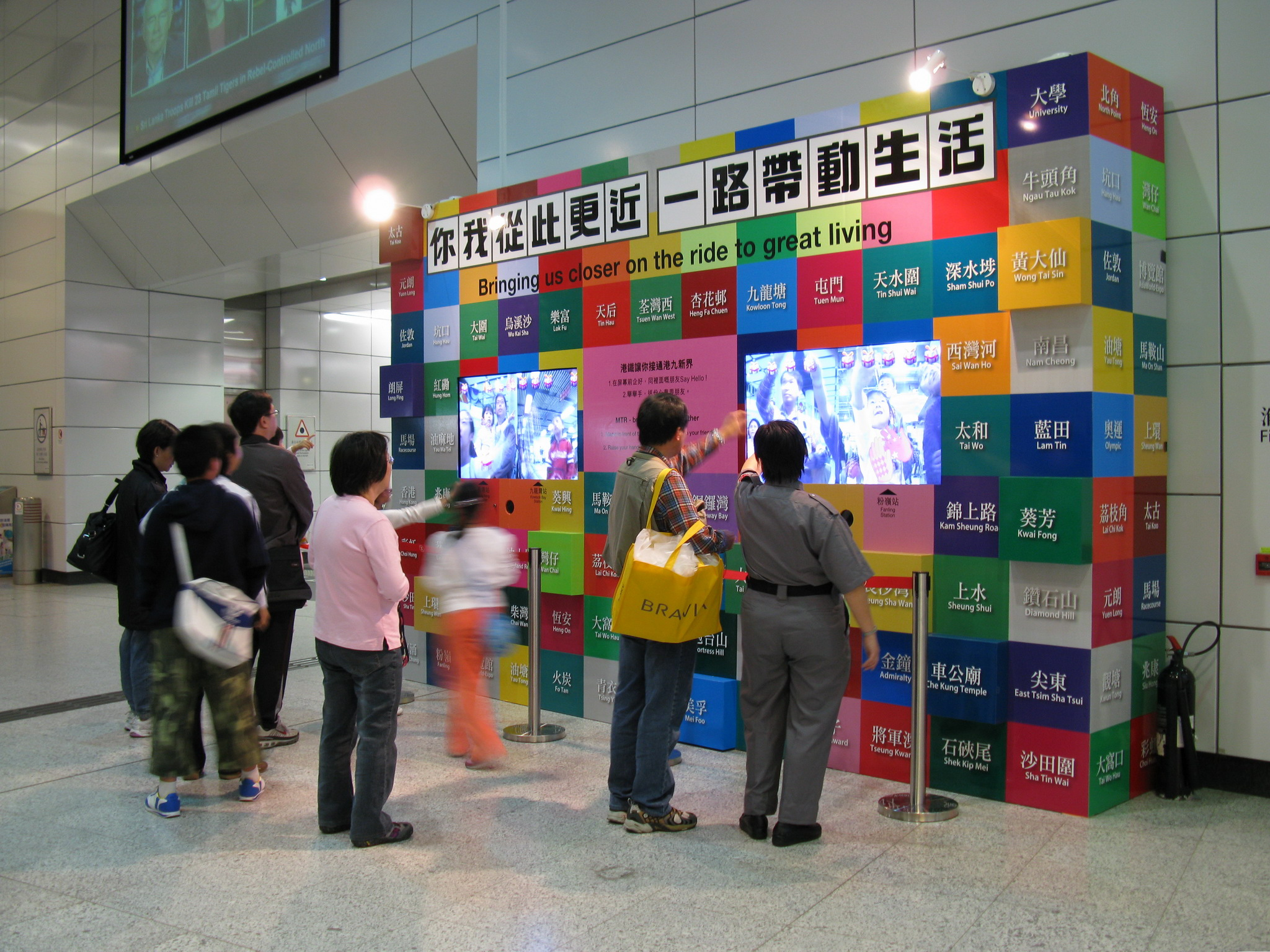
港鐵公司的互動遊戲，宣傳兩鐵合併為乘客帶來的好處

2006年4月11日，香港政府和香港地鐵有限公司達成有關地鐵和九廣鐵路合併的共識，其後行政長官會同行政會議通過兩鐵合併方案，政府和地鐵亦簽署了兩鐵合併諒解備忘錄。備忘錄內容包括地鐵租用九鐵網絡50年的服務經營權、購入九鐵公司的物業資產發展權，並會對車務結構進行調整、提供更方便的轉綫安排等。兩鐵合併曾引起廣泛爭議，有人認為合併後產生的協同效應可節省成本及營運開支，並能取消轉乘車費。反對者則認為會失去競爭造成壟斷，並擔心合併後會以上市公司名義遠離監管。
2007年6月8日，《兩鐵合併條例草案》獲香港立法會三讀通過，為兩鐵合併提供了法律基礎。10月9日，地鐵公司股東在特別股東大會以八成支持率，投票通過兩鐵合併方案。政府當局在2007年10月18日公佈兩鐵合併日期為12月2日。
2007年12月2日，九廣鐵路系統正式結束其長達97年的服務，並與有28年歷史的地鐵系統合併成為「港鐵」系統。港鐵根據《香港法例》第556章《香港鐵路條例》在同日獲得50年專營權。原屬九鐵的東鐵、西鐵、馬鐵分別易名為東鐵綫、西鐵綫及馬鞍山綫，而東鐵的旺角車站亦改稱旺角東站。由當日起整體票價獲得調低，轉乘車費亦同時取消，但由於票務系統整合需時，至2008年9月28日方統一單程車票的使用。合併後的港鐵同時改善兩鐵原有轉車站的設施，並拆除九龍塘站、美孚站和南昌站原來的轉綫用閘機以方便乘客轉乘。
2008年4月9日，港鐵在丹麥哥本哈根舉行的2008年度鐵路大獎中，獲得全球知名的獨立軌道及交通專家評選為亞太區最佳鐵路。同年，鐵路網絡繼續擴展，將軍澳綫二期康城站於2009年7月26日啟用，九龍南綫亦於8月16日投入服務。
2010年6月13日，港鐵首次按兩鐵合併時開始採用的「可加可減機制」調整票價，平均加幅百分之2.05；由兩鐵合併至2019年共11年間，港鐵有9年按照該機制加價，幅度由百分之2.05至5.4不等，直至2020年受2019冠狀病毒病疫情影響才首次根據機制減價。
2012年12月21日起，負責牽引城際直通車於東鐵綫及廣深鐵路行走的東風11型柴油機車正式由韶山8型電力機車全面取代，自此所有在港鐵系統內的載客列車（包括直通車）均以電力推動，實施完全電氣化；在完全電氣化前一天晚上10時許開出往廣州東的T819次廣九直通車，成為港鐵最後一班載客柴油火車。

### 邁進新紀元（2007年－2009年）
2007年中，港鐵公司已經開始運作並開始在車站內更改車站內的路綫圖、指示牌。在指示牌方面，安裝在幕門上的指示已經於2007年7月12日起陸續更換。以觀塘綫往調景嶺的方向為例，指示牌原本寫上「觀塘綫往調景嶺」的字樣，但已經被換上為「往調景嶺」，以配合現時港鐵的格式，但亦有部分非轉綫站至2010年5月仍使用舊格式。另外，所有西鐵綫車站，東鐵綫尖東站的幕門指示亦已經被轉換成港鐵的格式。2007年11月，部分地鐵站的垃圾桶上已經換上「請保持港鐵清潔」的字樣，且在上方「嚴禁吐痰 免生細菌」的告示已換上「違反港鐵附例罰款港幣5,000元」字樣，上面貼有小小的港鐵貼紙，遮掩著地鐵的標誌；出入口旁標有出入口英文字母的膠牌亦已更換成港鐵的模樣，全部路線都嚴禁飲食。
為加快兩鐵標誌換置，很多需要改動的九廣鐵路焗漆指示版在合併前先給換成港鐵樣式（例如兩鐵交匯的轉車站），再在新告示版上貼上紙板。好讓職員可以在12月1日收車後快速換走。這些的臨時紙板所有全部都是以地鐵字體仿照九鐵樣式製造。直到2008年5月，大部分在車站出口的「一路帶動生活 The ride to great living」標語後面仍是蓋住九鐵的「多謝乘搭九廣鐵路 Thank you for travelling by KCR」標語。同樣地，地鐵也提早為合併作出準備。例如九龍塘站、美孚站和南昌站，由於會在港鐵成立（2007年12月2日）後合併車站，因此部分指示牌已經於該日前改用港鐵的格式，並貼上臨時貼紙。九龍塘站北面大堂亦已經於2008年9月28日完成工程，遷移商店及拆除閘機；而南昌站亦已經完成工程，在分隔一號及四號月台間的牆壁開設轉車通道，方便乘客轉乘；美孚站亦有進行工程，於轉乘通道拆除共2條扶手電梯，改為升降機，並將C2出口的升降機改入已付費區，獨立為E出口，方便殘疾人士轉乘兩綫；而在該站轉綫通道將有八成劃為收費區，方便乘客轉乘，而有關工程亦已於2008年9月28日完成。
2009年，港鐵為慶祝通車30週年。公司進行「心繫香江－重溫往日情」計劃，邀請了數名人士，包括攝影師翟偉良供應香港舊照片，讓市民了解未通車前的香港面貌模樣。展示的車站包括灣仔、上環、北角、佐敦、深水埗、青衣、東涌、將軍澳、九龍塘、坚尼地城、藍田、大圍、罗湖、上水、荃灣、金钟及中环站。

### 將軍澳南支綫（康城站）及九龍南綫（2009－2014）
隨著位於將軍澳南，鄰近將軍澳車廠的全新大型物業發展區日出康城入伙，港鐵於2009年7月26日正式開放康城站，而之前單純用來讓空車往返將軍澳車廠和將軍澳站、長達3.5公里的路軌亦開始負責康城站至沿線各站的客運服務。康城站啟用後，將軍澳綫於繁忙時間以「3+1」（後來加密為「2+1」）形式行走兩條路綫：北角站至寶琳站，及北角站至康城站，即每3班往寶琳站的列車就有一班往康城站的列車提供服務。非繁忙時間則設有來往調景嶺站及康城站的穿梭列車，每12分鐘一班，並不會有列車直接來往北角站和康城站，由北角站至油塘站、坑口站、寶琳站以及其他路線沿途各站前往康城站的乘客須在調景嶺站或將軍澳站轉乘穿梭列車前往康城站，而來往北角站至寶琳站的列車服務不受影響。
九龍南綫是港鐵西鐵綫的延伸路綫，從南昌站開始，向南延伸，經過西九龍的柯士甸站，連接現有的東鐵綫尖東站，全長3.8公里，共3個車站，耗資83億港元建造。現在，港鐵西鐵綫由屯門站直接連到紅磡站。九龍南綫工程於2005年開始，於2009年8月16日通車，紅磡站成為現時東鐵綫和西鐵綫的終點站，尖東站由東鐵綫終點站改為西鐵綫中途站。工程由當時的九廣鐵路公司規劃、批出合約及出資，但因兩鐵合併關係，該綫由香港鐵路有限公司（前身為地鐵有限公司）負責監督建造及營運。香港政府在《鐵路發展策略2000》中建議興建「九龍南環線」。2002年9月24日，香港政府邀請當時的九廣鐵路公司就九龍南環線著手進行詳細規劃和設計工作。2003年12月20日，九廣西鐵（今西鐵綫）正式通車，以深水埗區的南昌站作為終點站 。雖然打著方便新界西北居民直達市區的旗號，但始終南昌站並非市區中心，以市區邊緣作為終點站的做法為人詬病，這被認為是西鐵綫通車後乘客量比預期中要低得多的主因。當時有人認為，九龍南綫的興建對西鐵綫的日後發展尤為重要。九龍南綫接駁東鐵綫尖東站和西鐵綫南昌站，策略性地把東鐵綫、西鐵綫的南面兩端連接起來，乘客可透過鐵路由新界東直達新界西。香港特區政府於2005年6月24日將已審批的九龍南綫方案刊登憲報，8月開始批出合約，而土木工程則於2006年開始，還有（啟德環保架空鐵路）不過可能2027年興建，九龍灣連接到鑽石山丶啟德站途經啟德郵輪碼頭邊緣。
2013年7月8日起，港鐵將免費熱點服務擴展到全綫車站。

### 港島綫西延、觀塘綫延綫、南港島綫（2014年－2016年）
港島綫西延是港鐵港島綫第三期的發展項目，將原有港島綫向西伸延，共設3個車站：西營盤站、香港大學站及堅尼地城站，為香港島西區提供鐵路服務，並且接駁香港島其他地區。西港島綫於2009年8月10日動工，堅尼地城站及香港大學站如期在2014年12月28日通車，西營盤站則於2015年3月29日啟用。
觀塘綫延綫將原有觀塘綫向東南延伸，共設2個車站：何文田站及黃埔站。而何文田站會與屯馬綫交匯。項目於2011年7月25日動工，何文田站及黃埔站於2016年10月23日啟用。其中黃埔站由於月台限制，部分觀塘綫列車以何文田站為總站。
南港島綫為《2007至2008年度香港行政長官施政報告》中的十大基建之一，它由金鐘站起連接南區，除擴建金鐘站外，共興建4個新車站：海洋公園站、黃竹坑站、利東站和海怡半島站，解決南區的交通擠塞問題。鐵路為中型鐵路系統，每列列車有三節車廂，並採用全自動化列車服務，為香港第二條以全自動列車營運的市區通勤鐵路。項目於2011年動工，耗資152億港元，2016年12月28日投入服務。南港島綫通車後，香港十八區皆有鐵路到達。

### 廣深港高速鐵路及沙田至中環綫（2018年－2022年）

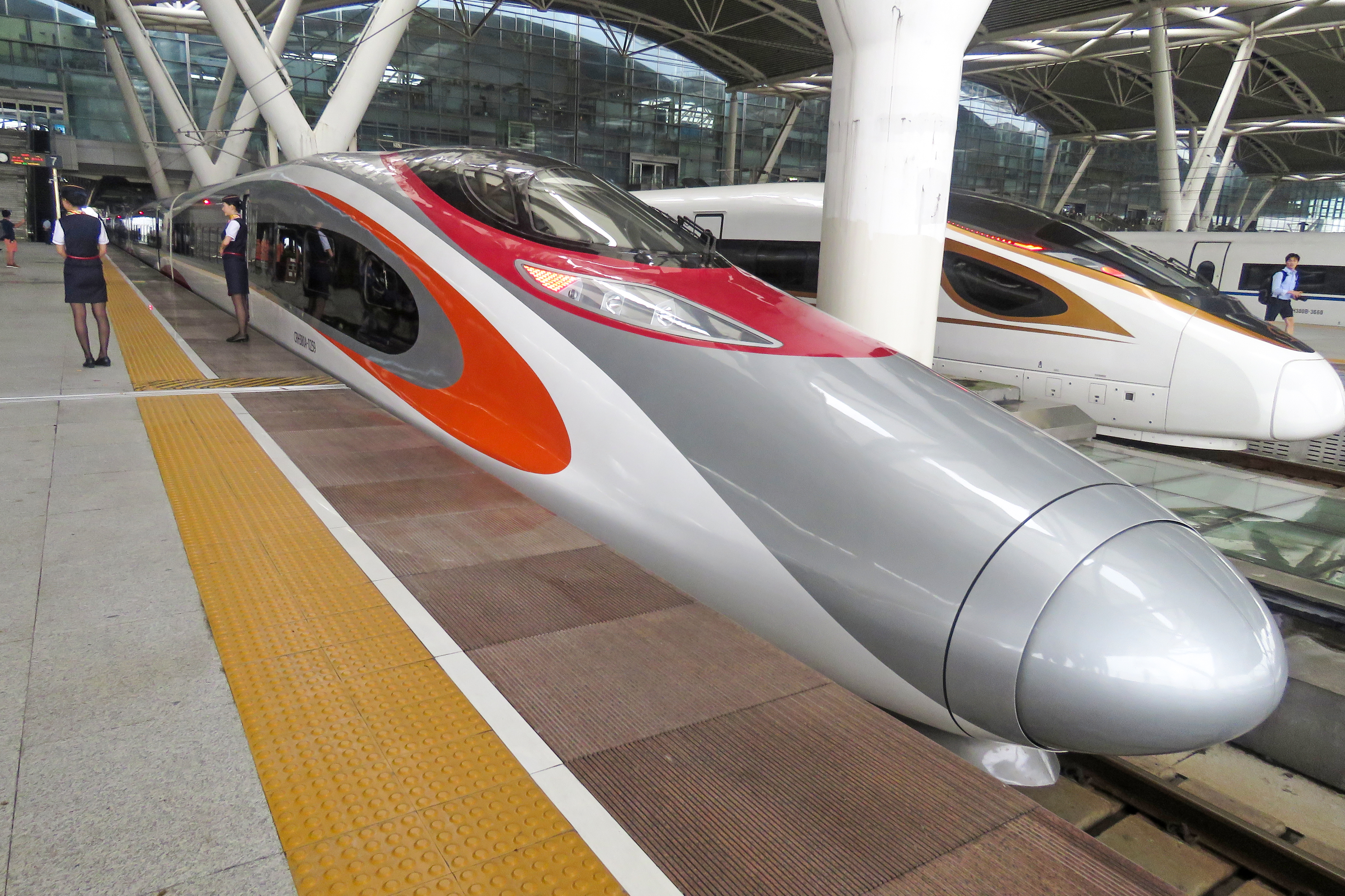
港铁动感号担当的G6581次列车停靠广州南站

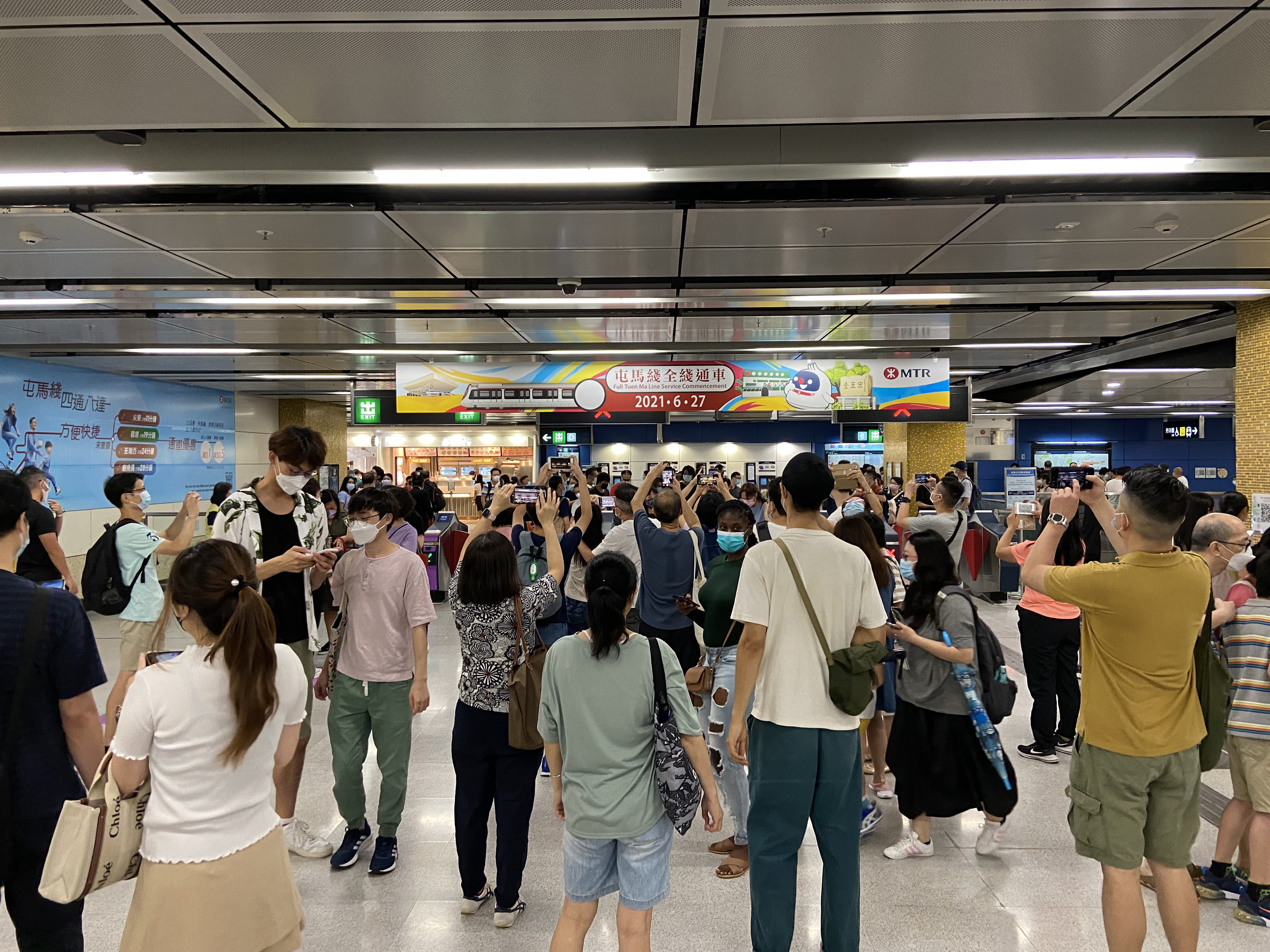
2021年6月27日，屯馬綫啟德至紅磡段通車，不少市民在宋皇臺站拍照留念

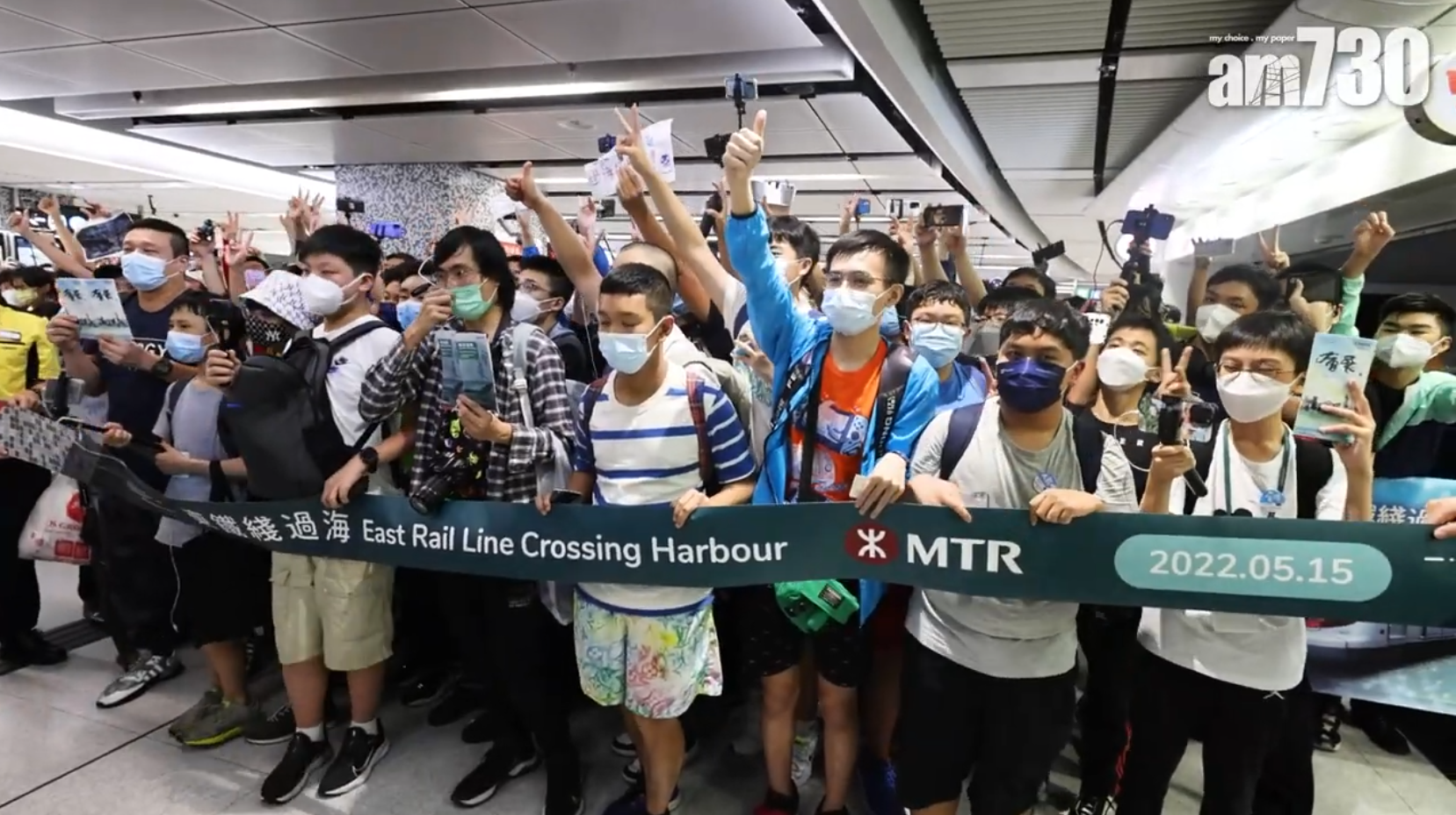
2022年5月15日，東鐵綫紅磡至金鐘段通車，會展站大堂有大批鐵路迷等候入閘

廣深港高速鐵路（香港段）總站設於香港西九龍站，實施一地兩檢的安排，並於2018年9月23日通車，與中國內地高鐵接軌。由香港西九龍站前往廣州南站最快需時48分鐘。
沙田至中環綫分為兩段，即大圍至紅磡和紅磡至金鐘段（過海段），分別與西鐵綫及東鐵綫連接，隨著九廣鐵路於2002年獲得沙田至中環綫的發展權，便於2004年重提以九廣東鐵（今東鐵綫）延伸過海的計劃，即沙中綫過海段。根據2008年沙中綫的最新建議，香港政府將會興建第四條過海鐵路，並租予港鐵營運，從現時的紅磡站往南延伸至香港島，屆時東鐵綫南行列車會在駛經紅磡站後，再經計劃建於灣仔北部地底的會展站以及和現有的金鐘站交匯，形成策略性鐵路走廊南北走廊。行政長官會同行政會議於2012年3月27日批准進行沙田至中環綫鐵路項目，項目於同年6月22日啟動工程。大圍至紅磡段於2021年6月27日貫通屯馬綫全綫，而紅磡至金鐘段（即整條南北走廊）則於2022年5月15日通車。
沙中綫項目把西鐵綫向東伸延，西鐵綫在經過紅磡站後，可以再途經何文田站、土瓜灣站、宋皇臺站、啟德站、鑽石山站及顯徑站到達大圍站，再連接整條馬鞍山綫（大圍至烏溪沙站），形成策略性鐵路走廊東西走廊，後來改稱為屯馬綫。屆時，乘客毋須轉車便可以往返屯門站至烏溪沙站沿途各站。
2020年2月14日，屯馬綫局部通車，大圍至啟德段正式啟用，馬鞍山綫被併入屯馬綫一期運作。
2021年6月27日，原屯馬綫啟德至紅磡段通車，屯馬綫一期及西鐵綫正式合併運作並由屯馬綫取代，乘客毋須轉車便可以往返屯門站至烏溪沙站沿途各站。
2022年5月15日，東鐵綫紅磡至金鐘段通車，正式標誌著沙田至中環綫全綫完工通車。

## 營運路線
兩鐵合併後，港鐵公司將原有的地鐵系統及九鐵系統合併為綜合港鐵系統，使港鐵現時共有9條重型及中型鐵路系統路綫（包括9條市區綫及1條機場聯絡軌道系統路綫）、12條輕鐵系統路綫及往返中國大陸的城際客運服務，以及多條港鐵巴士及港鐵接駁巴士路綫等巴士服務。
現時港鐵所經營的鐵路路綫全長266.3公里，當中的輕鐵系統則長36.2公里。整個網絡共有167個車站，包括99個港鐵車站和68個輕鐵車站。位於市區的車站大多設於地底，建於距離地面12至37米之下。而位於新界的車站，很多都以地面或高架形式建造，但坑口站、將軍澳站、調景嶺站、大窩口站、荃灣西站及東涌站等新界車站的月台則因為路段及車站設計問題而須建於地底。
除了以上鐵路及巴士路綫外，港鐵公司亦經營來往東涌至昂坪的旅遊纜車系統──昂坪360。
所有列車服務由港鐵公司車務部負責，而列車維修則由港鐵公司車輛維修部負責。

### 重型及中型鐵路系統
港鐵市區綫為連接香港各區的主要鐵路網，在大部份日子提供每日約19小時的服務，其中東鐵綫及屯馬綫為19.5小時，大約由香港時間上午5時28分至翌日凌晨1時30分（而訊號系統會自動於每天凌晨2時重設一次，由此作為上下兩個車務日的劃分）。非行車時間則進行鐵路沿綫結構、路軌及其他固定裝置的維修保養，由港鐵公司基建維修部負責。在一些節日，例如平安夜、大除夕、中秋節及農曆新年前夕，或大型活動進行（如2008年奧運會馬術比賽、2008年夏季奧林匹克運動會香港區火炬接力、港鐵競步賽、香港馬拉松等），港鐵曾以往有特別服務安排，部分路綫甚至會提供通宵列車服務（迪士尼綫通常只會延長服務時間，東鐵綫過境路段及機場快綫則不會延長服務；而在兩個車務日之間行駛的通宵列車，由於需重設訊號系統，會額外在車站多停數分鐘才駛出）唯此上述特別服務安排因受禁制令及節省營運成本下自2024年起已永久取消通宵列車服務。
港鐵路綫不是利用數字或字母來命名，而是利用特定的站名（如觀塘綫、荃灣綫、將軍澳綫、東涌綫）、地理位置（如東鐵綫、港島綫、南港島綫、屯馬綫）或用途（如機場快綫、迪士尼綫）等來命名的，為方便乘客識別，各路線附以不同配色。
兩鐵合併前的地鐵於2006年12月22日冬至日，創下單日乘客量超過294萬人次的新高，2007年11月的平均每日乘客量有266.5萬，成為世界上最繁忙的鐵路系統之一，而最繁忙的五個地鐵車站依次序為尖沙咀站、銅鑼灣站、中環站、旺角站及九龍塘站。至2013年，每周日的乘客量為449.0萬人次。
機場快綫為專為機場而設的鐵路系統，連接市區至香港國際機場及亞洲國際博覽館。
|            |                                          |          |          |      |               |                   |                                  |
| 路綫名稱   | 通車日期                                 | 總站     | 總站     | 站數 | 長度 （公里） | 行駛時間 （分鐘） | 港鐵車廠/列車停放處              |
| 市區綫     |                                          |          |          |      |               |                   |                                  |
| █ 東鐵綫   | 1910年10月1日 1983年7月23日 (全面電氣化) | 金鐘     | 羅湖     | 16   | 45.8          | 44                | 何東樓車廠                       |
| █ 東鐵綫   | 1910年10月1日 1983年7月23日 (全面電氣化) | 金鐘     | 落馬洲   | 16   | 45.8          | 50                | 何東樓車廠                       |
| █ 觀塘綫   | 1979年10月1日                            | 黃埔     | 調景嶺   | 17   | 14.2          | 35                | 九龍灣車廠                       |
| █ 荃灣綫   | 1982年5月10日                            | 中環     | 荃灣     | 16   | 16            | 32                | 荃灣車廠                         |
| █ 港島綫   | 1985年5月31日                            | 堅尼地城 | 柴灣     | 17   | 16            | 31                | 柴灣車廠                         |
| █ 東涌綫   | 1998年6月22日                            | 香港     | 東涌     | 8    | 31.1          | 31                | 小蠔灣車廠                       |
| █ 將軍澳綫 | 2002年8月18日                            | 北角     | 寶琳     | 8    | 11.9          | 17                | 將軍澳車廠                       |
| █ 將軍澳綫 | 2002年8月18日                            | 北角     | 康城     | 8    | 11.9          | 18                | 將軍澳車廠                       |
| █ 屯馬綫   | 2003年12月20日                           | 屯門     | 烏溪沙   | 27   | 56.5          | 74                | 八鄉車廠 大圍車廠 紅磡列車停放處 |
| █ 迪士尼綫 | 2005年8月1日                             | 欣澳     | 迪士尼   | 2    | 3.3           | 6                 | 小蠔灣車廠                       |
| █ 南港島綫 | 2016年12月28日                           | 金鐘     | 海怡半島 | 5    | 7             | 12                | 黃竹坑車廠                       |
| 機場鐵路   |                                          |          |          |      |               |                   |                                  |
| █ 機場快綫 | 1998年7月6日                             | 香港     | 博覽館   | 5    | 35.2          | 28                | 小蠔灣車廠                       |

現時，超級車務控制中心負責所有路綫車務運作。東鐵綫及馬鞍山綫（現屯馬綫烏溪沙至大圍段）車務運作在2013年3月28日前由火炭車務中心負責；西鐵綫（現屯馬綫紅磡至屯門段）在2013年6月24日前則由錦田車務中心負責。

#### 轉乘站
港鐵現有轉線站21個（不包括下方帶^號的車站）：
| 轉乘車站列表                                 | 轉乘車站列表             | 轉乘車站列表                     | 轉乘車站列表         | 轉乘車站列表             | 轉乘車站列表                                           | 轉乘車站列表                                                                     | 轉乘車站列表                                            |
| 車站                                         | 路綫                     | 路綫                             | 路綫                 | 路綫                     | 轉乘方式                                               | 建議轉乘方向                                                                     | 建議轉乘方向                                            |
| 車站                                         | 1                        | 2                                | 3                    | 4                        | 轉乘方式                                               | 由                                                                               | 至                                                      |
| -------------------------------------------- | ------------------------ | -------------------------------- | -------------------- | ------------------------ | ------------------------------------------------------ | -------------------------------------------------------------------------------- | ------------------------------------------------------- |
| 紅磡站                                       | 東鐵綫                   | 屯馬綫                           | 城際直通車（已關閉） | -                        | 上下層                                                 | 屯馬綫                                                                           | 東鐵綫                                                  |
| 紅磡站                                       | 東鐵綫                   | 屯馬綫                           | 城際直通車（已關閉） | -                        | 站内轉乘                                               | 東鐵綫 屯馬綫                                                                    | 城際直通車（ 廣東綫、 上海綫、 北京綫）（以上都已關閉） |
| 紅磡站                                       | 東鐵綫                   | 屯馬綫                           | 城際直通車（已關閉） | -                        | 站内轉乘                                               | 城際直通車（ 廣東綫0、 上海綫、 北京綫）（以上都已關閉）                         | 東鐵綫 屯馬綫                                           |
| 旺角東站 ^                                   | 東鐵綫                   | -                                | -                    | -                        | 大堂                                                   | 1 東鐵綫總站列車（部份時間由新界開出之列車以旺角東站為終點站）                   | 3 東鐵綫往金鐘                                          |
| 九龍塘站                                     | 東鐵綫                   | 觀塘綫                           | -                    | -                        | 大堂經付費區內通道                                     | 東鐵綫                                                                           | 觀塘綫                                                  |
| 九龍塘站                                     | 東鐵綫                   | 觀塘綫                           | -                    | -                        | 大堂經付費區內通道                                     | 觀塘綫                                                                           | 東鐵綫                                                  |
| 大圍站                                       | 東鐵綫                   | 屯馬綫                           | -                    | -                        | 跨月台                                                 | 2 東鐵綫往金鐘                                                                   | 3 屯馬綫往屯門                                          |
| 大圍站                                       | 東鐵綫                   | 屯馬綫                           | -                    | -                        | 跨月台                                                 | 3 屯馬綫往屯門                                                                   | 2 東鐵綫往金鐘                                          |
| 大圍站                                       | 東鐵綫                   | 屯馬綫                           | -                    | -                        | 大堂                                                   | 1 東鐵綫往羅湖／落馬洲                                                           | 屯馬綫                                                  |
| 大圍站                                       | 東鐵綫                   | 屯馬綫                           | -                    | -                        | 大堂                                                   | 2 東鐵綫往金鐘                                                                   | 4 屯馬綫往烏溪沙                                        |
| 大圍站                                       | 東鐵綫                   | 屯馬綫                           | -                    | -                        | 大堂                                                   | 3 屯馬綫往屯門                                                                   | 1 東鐵綫往羅湖／落馬洲                                  |
| 大圍站                                       | 東鐵綫                   | 屯馬綫                           | -                    | -                        | 大堂                                                   | 4 屯馬綫往烏溪沙                                                                 | 東鐵綫                                                  |
| 沙田站 ^                                     | 東鐵綫                   | -                                | -                    | -                        | 同月台／跨月台                                         | 1 2 東鐵綫經火炭往羅湖／落馬洲                                                   | 1 2 東鐵綫經馬場往羅湖／落馬洲                          |
| 沙田站 ^                                     | 東鐵綫                   | -                                | -                    | -                        | 同月台／跨月台                                         | 1 2 東鐵綫經馬場往羅湖／落馬洲                                                   | 1 2 東鐵綫經火炭往羅湖／落馬洲                          |
| 沙田站 ^                                     | 東鐵綫                   | -                                | -                    | -                        | 大堂                                                   | 3 4 東鐵綫經火炭往金鐘                                                           | 1 2 東鐵綫經馬場往羅湖／落馬洲                          |
| 沙田站 ^                                     | 東鐵綫                   | -                                | -                    | -                        | 大堂                                                   | 3 4 東鐵綫經馬場往金鐘                                                           | 1 2 東鐵綫經火炭往羅湖／落馬洲                          |
| 大學站 ^                                     | 東鐵綫                   | -                                | -                    | -                        | 同月台                                                 | 2 東鐵綫經火炭往金鐘                                                             | 2 東鐵綫經馬場往金鐘                                    |
| 大學站 ^                                     | 東鐵綫                   | -                                | -                    | -                        | 同月台                                                 | 2 東鐵綫經馬場往金鐘                                                             | 2 東鐵綫經火炭往金鐘                                    |
| 大埔墟站 ^                                   | 東鐵綫                   | -                                | -                    | -                        | 同月台                                                 | 1 東鐵綫總站列車（部份時間由南方開出之列車以大埔墟站為終點站）                   | 1 東鐵綫往羅湖／落馬洲                                  |
| 上水站 ^                                     | 東鐵綫                   | -                                | -                    | -                        | 同月台                                                 | 1 東鐵綫往羅湖                                                                   | 1 東鐵綫往落馬洲                                        |
| 上水站 ^                                     | 東鐵綫                   | -                                | -                    | -                        | 同月台                                                 | 1 東鐵綫往落馬洲                                                                 | 1 東鐵綫往羅湖                                          |
| 上水站 ^                                     | 東鐵綫                   | -                                | -                    | -                        | 大堂                                                   | 2 東鐵綫由羅湖往金鐘                                                             | 1 東鐵綫往落馬洲                                        |
| 上水站 ^                                     | 東鐵綫                   | -                                | -                    | -                        | 大堂                                                   | 2 東鐵綫由落馬洲往金鐘                                                           | 1 東鐵綫往羅湖                                          |
| 何文田站                                     | 觀塘綫                   | 屯馬綫                           | -                    | -                        | 上下層                                                 | 觀塘綫                                                                           | 屯馬綫                                                  |
| 何文田站                                     | 觀塘綫                   | 屯馬綫                           | -                    | -                        | 上下層                                                 | 屯馬綫                                                                           | 觀塘綫                                                  |
| 何文田站                                     | 觀塘綫                   | 屯馬綫                           | -                    | -                        | 同月台                                                 | 2 觀塘綫總站列車（部份時間由調景嶺開出之列車以何文田站為終點站）                 | 2 觀塘綫往黃埔                                          |
| 油麻地站                                     | 觀塘綫                   | 荃灣綫                           | -                    | -                        | 上下層                                                 | 1 荃灣綫往荃灣                                                                   | 4 觀塘綫往黃埔                                          |
| 油麻地站                                     | 觀塘綫                   | 荃灣綫                           | -                    | -                        | 上下層                                                 | 3 觀塘綫往調景嶺                                                                 | 2 荃灣綫往中環                                          |
| 旺角站                                       | 觀塘綫                   | 荃灣綫                           | -                    | -                        | 跨月台                                                 | 1 荃灣綫往荃灣                                                                   | 3 觀塘綫往調景嶺                                        |
| 旺角站                                       | 觀塘綫                   | 荃灣綫                           | -                    | -                        | 跨月台                                                 | 2 荃灣綫往中環                                                                   | 4 觀塘綫往黃埔                                          |
| 旺角站                                       | 觀塘綫                   | 荃灣綫                           | -                    | -                        | 跨月台                                                 | 3 觀塘綫往調景嶺                                                                 | 1 荃灣綫往荃灣                                          |
| 旺角站                                       | 觀塘綫                   | 荃灣綫                           | -                    | -                        | 跨月台                                                 | 4 觀塘綫往黃埔                                                                   | 2 荃灣綫往中環                                          |
| 太子站                                       | 觀塘綫                   | 荃灣綫                           | -                    | -                        | 跨月台                                                 | 2 觀塘綫往黃埔                                                                   | 1 荃灣綫往荃灣                                          |
| 太子站                                       | 觀塘綫                   | 荃灣綫                           | -                    | -                        | 跨月台                                                 | 4 荃灣綫往中環                                                                   | 3 觀塘綫往調景嶺                                        |
| 鑽石山站                                     | 觀塘綫                   | 屯馬綫                           | -                    | -                        | 大堂經付費區內通道                                     | 觀塘綫                                                                           | 屯馬綫                                                  |
| 鑽石山站                                     | 觀塘綫                   | 屯馬綫                           | -                    | -                        | 大堂經付費區內通道                                     | 屯馬綫                                                                           | 觀塘綫                                                  |
| 油塘站                                       | 觀塘綫                   | 將軍澳綫                         | -                    | -                        | 跨月台                                                 | 1 觀塘綫往調景嶺                                                                 | 4 將軍澳綫往北角                                        |
| 油塘站                                       | 觀塘綫                   | 將軍澳綫                         | -                    | -                        | 跨月台                                                 | 3 將軍澳綫往寶琳／康城                                                           | 2 觀塘綫往黃埔                                          |
| 調景嶺站                                     | 觀塘綫                   | 將軍澳綫                         | -                    | -                        | 跨月台                                                 | 觀塘綫                                                                           | 3 將軍澳綫往寶琳／康城                                  |
| 調景嶺站                                     | 觀塘綫                   | 將軍澳綫                         | -                    | -                        | 跨月台                                                 | 4 將軍澳綫總站列車（於非繁忙時間由康城開出之列車以調景嶺站為終點站）／往北角     | 觀塘綫                                                  |
| 調景嶺站                                     | 觀塘綫                   | 將軍澳綫                         | -                    | -                        | 同月台                                                 | 4 將軍澳綫總站列車（於非繁忙時間由康城開出之列車以調景嶺站為終點站）             | 4 將軍澳綫往北角                                        |
| 中環站 ／香港站                              | 荃灣綫（中環站）         | 港島綫（中環站）                 | 東涌綫（香港站）     | 機場快綫（香港站）       | 上下層                                                 | 荃灣綫                                                                           | 4 港島綫往堅尼地城                                      |
| 中環站 ／香港站                              | 荃灣綫（中環站）         | 港島綫（中環站）                 | 東涌綫（香港站）     | 機場快綫（香港站）       | 上下層                                                 | 3 港島綫往柴灣                                                                   | 荃灣綫                                                  |
| 中環站 ／香港站                              | 荃灣綫（中環站）         | 港島綫（中環站）                 | 東涌綫（香港站）     | 機場快綫（香港站）       | 付費區內通道                                           | 荃灣綫 港島綫                                                                    | 東涌綫                                                  |
| 中環站 ／香港站                              | 荃灣綫（中環站）         | 港島綫（中環站）                 | 東涌綫（香港站）     | 機場快綫（香港站）       | 付費區內通道                                           | 東涌綫                                                                           | 荃灣綫 港島綫                                           |
| 中環站 ／香港站                              | 荃灣綫（中環站）         | 港島綫（中環站）                 | 東涌綫（香港站）     | 機場快綫（香港站）       | 出閘轉乘                                               | 荃灣綫 港島綫 東涌綫                                                             | 機場快綫                                                |
| 中環站 ／香港站                              | 荃灣綫（中環站）         | 港島綫（中環站）                 | 東涌綫（香港站）     | 機場快綫（香港站）       | 出閘轉乘                                               | 機場快綫                                                                         | 荃灣綫 港島綫 東涌綫                                    |
| 金鐘站                                       | 荃灣綫                   | 港島綫                           | 東鐵綫               | 南港島綫                 | 跨月台                                                 | 2 港島綫往堅尼地城                                                               | 1 荃灣綫往荃灣                                          |
| 金鐘站                                       | 荃灣綫                   | 港島綫                           | 東鐵綫               | 南港島綫                 | 跨月台                                                 | 4 荃灣綫往中環                                                                   | 3 港島綫往柴灣                                          |
| 金鐘站                                       | 荃灣綫                   | 港島綫                           | 東鐵綫               | 南港島綫                 | 上下層                                                 | 荃灣綫 港島綫                                                                    | 東鐵綫 南港島綫                                         |
| 金鐘站                                       | 荃灣綫                   | 港島綫                           | 東鐵綫               | 南港島綫                 | 上下層                                                 | 南港島綫                                                                         | 東鐵綫 荃灣綫 港島綫                                    |
| 金鐘站                                       | 荃灣綫                   | 港島綫                           | 東鐵綫               | 南港島綫                 | 上下層                                                 | 東鐵綫                                                                           | 南港島綫 荃灣綫 港島綫                                  |
| 尖沙咀站 ^ ／尖東站 ^                        | 荃灣綫（尖沙咀站）       | 屯馬綫（尖東站）                 | -                    | -                        | 出閘經通道轉乘（使用單程票／車票二維碼者分開兩程收費） | 荃灣綫                                                                           | 屯馬綫                                                  |
| 尖沙咀站 ^ ／尖東站 ^                        | 荃灣綫（尖沙咀站）       | 屯馬綫（尖東站）                 | -                    | -                        | 出閘經通道轉乘（使用單程票／車票二維碼者分開兩程收費） | 屯馬綫                                                                           | 荃灣綫                                                  |
| 美孚站                                       | 荃灣綫                   | 屯馬綫                           | -                    | -                        | 大堂經付費區內通道                                     | 荃灣綫                                                                           | 屯馬綫                                                  |
| 美孚站                                       | 荃灣綫                   | 屯馬綫                           | -                    | -                        | 大堂經付費區內通道                                     | 屯馬綫                                                                           | 荃灣綫                                                  |
| 荔景站                                       | 荃灣綫                   | 東涌綫                           | -                    | -                        | 跨月台                                                 | 1 荃灣綫往荃灣                                                                   | 3 東涌綫往東涌                                          |
| 荔景站                                       | 荃灣綫                   | 東涌綫                           | -                    | -                        | 跨月台                                                 | 2 荃灣綫往中環                                                                   | 4 東涌綫往香港                                          |
| 荔景站                                       | 荃灣綫                   | 東涌綫                           | -                    | -                        | 跨月台                                                 | 3 東涌綫往東涌                                                                   | 1 荃灣綫往荃灣                                          |
| 荔景站                                       | 荃灣綫                   | 東涌綫                           | -                    | -                        | 跨月台                                                 | 4 東涌綫往香港                                                                   | 2 荃灣綫往中環                                          |
| 荔景站                                       | 荃灣綫                   | 東涌綫                           | -                    | -                        | 上下層經大堂                                           | 1 荃灣綫往荃灣                                                                   | 4 東涌綫往香港                                          |
| 荔景站                                       | 荃灣綫                   | 東涌綫                           | -                    | -                        | 上下層經大堂                                           | 2 荃灣綫往中環                                                                   | 3 東涌綫往東涌                                          |
| 荔景站                                       | 荃灣綫                   | 東涌綫                           | -                    | -                        | 上下層經大堂                                           | 3 東涌綫往東涌                                                                   | 2 荃灣綫往中環                                          |
| 荔景站                                       | 荃灣綫                   | 東涌綫                           | -                    | -                        | 上下層經大堂                                           | 4 東涌綫往香港                                                                   | 1 荃灣綫往荃灣                                          |
| 北角站                                       | 港島綫                   | 將軍澳綫                         | -                    | -                        | 跨月台                                                 | 將軍澳綫                                                                         | 2 港島綫往堅尼地城                                      |
| 北角站                                       | 港島綫                   | 將軍澳綫                         | -                    | -                        | 跨月台                                                 | 1 港島綫往柴灣                                                                   | 將軍澳綫                                                |
| 鰂魚涌站                                     | 港島綫                   | 將軍澳綫                         | -                    | -                        | 付費區內通道                                           | 4 將軍澳綫往北角                                                                 | 1 港島綫往柴灣                                          |
| 鰂魚涌站                                     | 港島綫                   | 將軍澳綫                         | -                    | -                        | 付費區內通道                                           | 2 港島綫往堅尼地城                                                               | 3 將軍澳綫往寶琳／康城                                  |
| 九龍站 ／香港西九龍站                        | 東涌綫（九龍站）         | -                                | 機場快綫（九龍站）   | 高速鐵路（香港西九龍站） | 出閘同站轉乘                                           | 東涌綫                                                                           | 機場快綫                                                |
| 九龍站 ／香港西九龍站                        | 東涌綫（九龍站）         | -                                | 機場快綫（九龍站）   | 高速鐵路（香港西九龍站） | 出閘同站轉乘                                           | 機場快綫                                                                         | 東涌綫                                                  |
| 九龍站 ／香港西九龍站                        | 東涌綫（九龍站）         | -                                | 機場快綫（九龍站）   | 高速鐵路（香港西九龍站） | 出閘轉乘                                               | 東涌綫 機場快綫                                                                  | 高速鐵路                                                |
| 九龍站 ／香港西九龍站                        | 東涌綫（九龍站）         | -                                | 機場快綫（九龍站）   | 高速鐵路（香港西九龍站） | 出閘轉乘                                               | 高速鐵路                                                                         | 東涌綫 機場快綫                                         |
| 柯士甸站 ／香港西九龍站                      | -                        | 屯馬綫（柯士甸站）               | -                    | 高速鐵路（香港西九龍站） | 出閘轉乘                                               | 屯馬綫                                                                           | 高速鐵路                                                |
| 柯士甸站 ／香港西九龍站                      | -                        | 屯馬綫（柯士甸站）               | -                    | 高速鐵路（香港西九龍站） | 出閘轉乘                                               | 高速鐵路                                                                         | 屯馬綫                                                  |
| 南昌站                                       | 東涌綫                   | 屯馬綫                           | -                    | -                        | 跨月台                                                 | 1 屯馬綫往屯門                                                                   | 4 東涌綫往香港                                          |
| 南昌站                                       | 東涌綫                   | 屯馬綫                           | -                    | -                        | 跨月台                                                 | 4 東涌綫往香港                                                                   | 1 屯馬綫往屯門                                          |
| 南昌站                                       | 東涌綫                   | 屯馬綫                           | -                    | -                        | 大堂                                                   | 1 屯馬綫往屯門                                                                   | 3 東涌綫往東涌                                          |
| 南昌站                                       | 東涌綫                   | 屯馬綫                           | -                    | -                        | 大堂                                                   | 2 屯馬綫往烏溪沙                                                                 | 東涌綫                                                  |
| 南昌站                                       | 東涌綫                   | 屯馬綫                           | -                    | -                        | 大堂                                                   | 3 東涌綫往東涌                                                                   | 屯馬綫                                                  |
| 南昌站                                       | 東涌綫                   | 屯馬綫                           | -                    | -                        | 大堂                                                   | 4 東涌綫往香港                                                                   | 2 屯馬綫往烏溪沙                                        |
| 青衣站                                       | 東涌綫                   | 機場快綫                         | -                    | -                        | 出閘轉乘                                               | 東涌綫                                                                           | 機場快綫                                                |
| 青衣站                                       | 東涌綫                   | 機場快綫                         | -                    | -                        | 出閘轉乘                                               | 機場快綫                                                                         | 東涌綫                                                  |
| 青衣站                                       | 東涌綫                   | 機場快綫                         | -                    | -                        | 同月台                                                 | 3 東涌綫總站列車（於部份時間由香港開出之列車以青衣站為終點站）                   | 3 東涌綫往東涌                                          |
| 欣澳站                                       | 東涌綫                   | 迪士尼綫                         | -                    | -                        | 跨月台                                                 | 1 東涌綫往東涌                                                                   | 迪士尼綫                                                |
| 欣澳站                                       | 東涌綫                   | 迪士尼綫                         | -                    | -                        | 跨月台                                                 | 迪士尼綫                                                                         | 1 東涌綫往東涌                                          |
| 欣澳站                                       | 東涌綫                   | 迪士尼綫                         | -                    | -                        | 付費區內天橋                                           | 2 東涌綫往香港                                                                   | 迪士尼綫                                                |
| 欣澳站                                       | 東涌綫                   | 迪士尼綫                         | -                    | -                        | 付費區內天橋                                           | 迪士尼綫                                                                         | 2 東涌綫往香港                                          |
| 東涌綫東涌站 ^ 昂坪360東涌站 ^               | 東涌綫（東涌綫東涌站）   | 昂坪360（昂坪360東涌站）         | -                    | -                        | 出站轉乘                                               | 東涌綫                                                                           | 昂坪360                                                 |
| 東涌綫東涌站 ^ 昂坪360東涌站 ^               | 東涌綫（東涌綫東涌站）   | 昂坪360（昂坪360東涌站）         | -                    | -                        | 出站轉乘                                               | 昂坪360                                                                          | 東涌綫                                                  |
| 將軍澳站 ^                                   | 將軍澳綫                 | -                                | -                    | -                        | 跨月台                                                 | 2 將軍澳綫由寶琳往北角                                                           | 1 將軍澳綫往康城                                        |
| 將軍澳站 ^                                   | 將軍澳綫                 | -                                | -                    | -                        | 跨月台                                                 | 2 將軍澳綫由康城往北角／調景嶺（於非繁忙時間由康城開出之列車以調景嶺站為終點站） | 1 將軍澳綫往寶琳                                        |
| 將軍澳站 ^                                   | 將軍澳綫                 | -                                | -                    | -                        | 同月台                                                 | 1 將軍澳綫往寶琳                                                                 | 1 將軍澳綫往康城                                        |
| 將軍澳站 ^                                   | 將軍澳綫                 | -                                | -                    | -                        | 同月台                                                 | 1 將軍澳綫往康城                                                                 | 1 將軍澳綫往寶琳                                        |
| 屯馬綫元朗站 ^ 輕鐵元朗站 ^                  | 屯馬綫（屯馬綫元朗站）   | 輕鐵（輕鐵元朗站）               | -                    | -                        | 出站轉乘                                               | 屯馬綫                                                                           | 輕鐵 610 614 615 761P                                   |
| 屯馬綫元朗站 ^ 輕鐵元朗站 ^                  | 屯馬綫（屯馬綫元朗站）   | 輕鐵（輕鐵元朗站）               | -                    | -                        | 出站轉乘                                               | 輕鐵 610 614 615 761P                                                            | 屯馬綫                                                  |
| 屯馬綫天水圍站 ^ 輕鐵天水圍站 ^ 輕鐵天耀站 ^ | 屯馬綫（屯馬綫天水圍站） | 輕鐵（輕鐵天水圍站、輕鐵天耀站） | -                    | -                        | 出站轉乘                                               | 屯馬綫                                                                           | 輕鐵天水圍站 705 706 751 751P 輕鐵天耀站 705 706 761P   |
| 屯馬綫天水圍站 ^ 輕鐵天水圍站 ^ 輕鐵天耀站 ^ | 屯馬綫（屯馬綫天水圍站） | 輕鐵（輕鐵天水圍站、輕鐵天耀站） | -                    | -                        | 出站轉乘                                               | 輕鐵天水圍站 705 706 751 751P 輕鐵天耀站 705 706 761P                            | 屯馬綫                                                  |
| 屯馬綫兆康站 ^ 輕鐵兆康站                    | 屯馬綫（屯馬綫兆康站）   | 輕鐵（輕鐵兆康站）               | -                    | -                        | 出站轉乘                                               | 屯馬綫                                                                           | 輕鐵 505 610 614 614P 615615P 751                       |
| 屯馬綫兆康站 ^ 輕鐵兆康站                    | 屯馬綫（屯馬綫兆康站）   | 輕鐵（輕鐵兆康站）               | -                    | -                        | 出站轉乘                                               | 輕鐵 505 610 614 614P 615615P 751                                                | 屯馬綫                                                  |
| 屯馬綫屯門站 ^ 輕鐵屯門站 ^ 輕鐵河田站 ^     | 屯馬綫（屯馬綫屯門站）   | 輕鐵（輕鐵屯門站、輕鐵河田站）   | -                    | -                        | 出站轉乘                                               | 屯馬綫                                                                           | 輕鐵屯門站 505 507 751 輕鐵河田站 507 751               |
| 屯馬綫屯門站 ^ 輕鐵屯門站 ^ 輕鐵河田站 ^     | 屯馬綫（屯馬綫屯門站）   | 輕鐵（輕鐵屯門站、輕鐵河田站）   | -                    | -                        | 出站轉乘                                               | 輕鐵屯門站 505 507 751 輕鐵河田站 507 751                                        | 屯馬綫                                                  |

### 輕鐵
輕鐵是香港一個位於新界西北運行的輕型鐵路系統，行駛於新界西的屯門區及元朗區，總長度36.15公里，68個車站。路線圖代表顏色為泥黃色。

### 接駁巴士服務

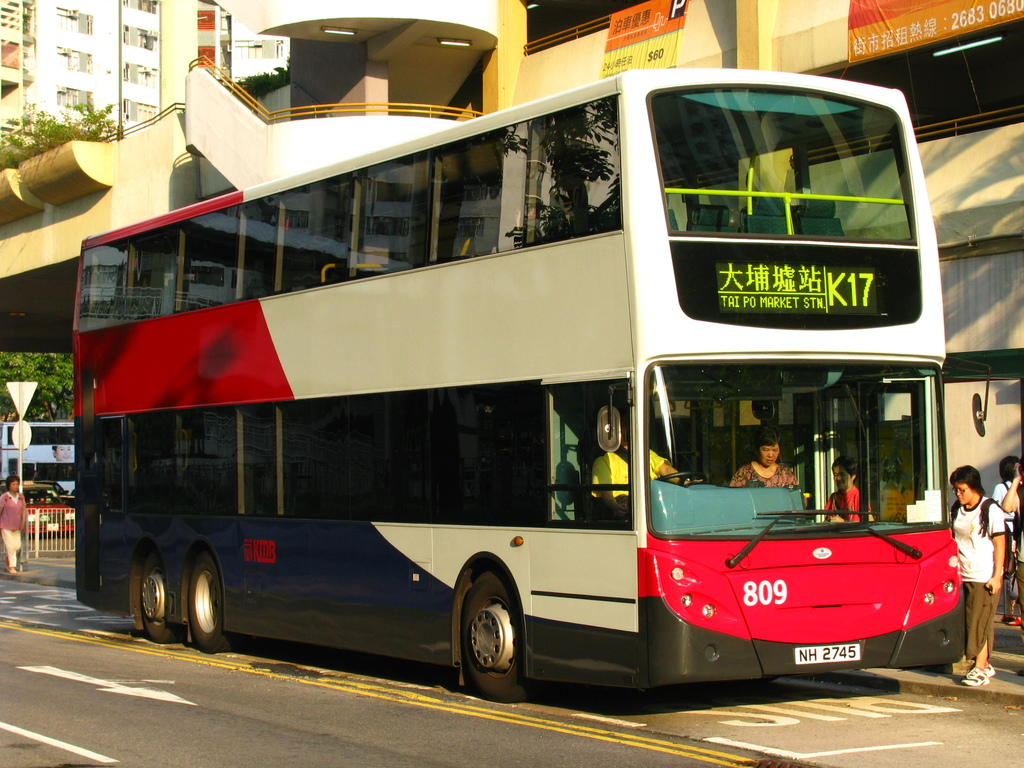
港鐵接駁巴士

港鐵接駁巴士是由港鐵委託九巴營運，往返各主要屋苑與東鐵綫車站，方便距離東鐵綫車站較遠的乘客前往港鐵車站轉車。前身為東鐵接駁巴士，由九廣鐵路公司於1985年起開始提供服務。
港鐵巴士是由港鐵直接營運，提供新界西北區內交通服務及協助乘客前往屯馬綫和輕鐵車站。前身為九鐵巴士，開辦原因是因為興建輕鐵時，政府在新界西北劃定輕鐵專區，不容許其他公司經營區內巴士路綫，九鐵遂開始在該區經營巴士路綫。
機場快綫接駁巴士則來往各主要酒店與機場快綫車站之間，方便旅客轉乘前往機場，凡持有乘搭當日機場快綫及高速鐵路的證明即可免費上車。不過由於客量低迷，港鐵已於2020年6月永久停運機場快綫接駁巴士。

### 昂坪360
昂坪360是一條由前地鐵公司的子公司昂坪纜車有限公司營運的纜車，來往東涌至昂坪，全長5.7公里。

### 高速鐵路
廣深港高鐵南起於西九龍填海區香港西九龍站，北訖於香港與深圳市的邊界，總長26公里，途經大角咀、深水埗、長沙灣、葵涌以及新界的大帽山、石崗、雞公嶺、牛潭尾及米埔等地的地底。沿途不設站，最高營運時速為每小時200公里，每方行車方向每小時可以接載約10,000名乘客。該路段北端連接廣深港高速鐵路廣深段，並與38,000公里長的中國高速鐵路網絡相通。
高鐵香港段原定預計於2015年竣工及通車，後來延至預計於2016年竣工、並以2017年年底通車為目標，但因工程嚴重延誤而延遲至2018年9月23日通車。高鐵香港段通車後，成為香港繼城際直通車（廣九鐵路）後，第二條跨境鐵路。
同時为了配合广深港高铁香港段的開通，香港特別行政區政府委託港鐵公司招標採購高速动车组，經過一系列招標程序后，最終批出由中車青島四方機車車輛承造高鐵列車。港鐵公司將該系列高鐵列車命名為動感號。

## 已停止營運路線

### 城際客運服務
城際客運服務曾經是九廣鐵路公司最重要的服務之一，而且是當年興建九廣鐵路的主要原因。可是東鐵綫的本地客運大幅擴張，使直通車不論增加班次或縮短行車時間上都遇上困難，可能要等待廣深港高速鐵路通車方有改善。在停駛前共有三條直通車路綫，在香港境內都沿東鐵綫的路綫行走，分別是每日9班的粵港直通車（廣東綫），和每兩日一班的京九直通車（北京綫）及滬九直通車（上海綫）。
由于2019冠状病毒病疫情，2020年1月30日所有城際直通車暂停。到2022年时香港已经析出撤销城際直通車相应运营机能（解散部门、停止列车维护、下架相应服务应用）的迹象，直到2023年疫情过后，内地逐渐使用高速铁路列车服务取代城際直通車相应目的地的普通列车服务，2024年7月31日，内地关闭其境内相应的普速铁路口岸，意味着相应的普速列车城際直通車实质上终止。

## 車資

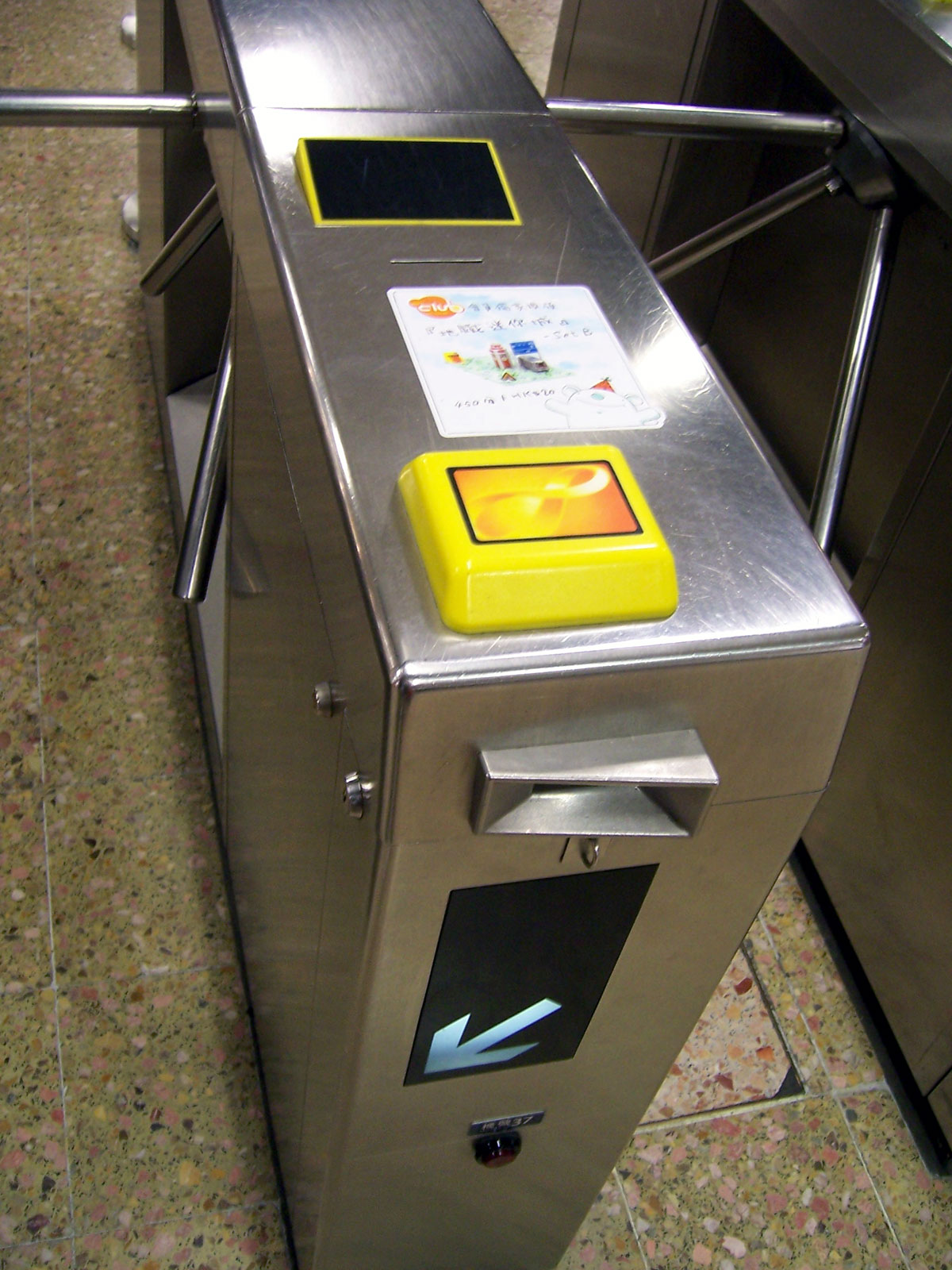
出閘機上的八達通讀卡器及車票入口處（圖為中環站，該閘機已被陸續更換）

港鐵鐵路綫、機場快綫、輕鐵、昂坪360、城際客運均設有各自的車票，港鐵巴士（新界西北）及港鐵接駁巴士上車時以現金繳費，而八達通也是乘客常用的車票。到2021年1月23日起，推出二維碼付費乘車服務，乘客可使用智能手機應用程式「MTR Mobile」綁定其AlipayHK帳戶，或直接使用AlipayHK內的「易乘碼」，可於港鐵掃描二維碼出入閘。目前已經有1000部出入閘機安裝了二維碼掃描器。
由2024年8月24日起，港鐵接受 Visa、Mastercard及銀聯感應式信用卡或扣賬卡（不包括銀聯扣賬卡）拍卡出入閘支付車費。不適用於機場快綫車站、輕鐵及港鐵巴士，其他港鐵提供的車費優惠及政府公共交通費用補貼計劃均不適用。
另港鐵亦設有多款推廣及旅遊車票，包括屯門—南昌全月通加強版、港鐵都會票、遊客全日通等。

### 車費結構
有別於一些單一票價的鐵路系統，港鐵收費並非劃一，票價收費亦不一定完全根據路程長短而定，轉線次數亦有機會影響票價，票價的高低亦同時取決於是否過海（來往香港島與九龍）、連接邊境、乘車等級以及是否涉及合併前的不同網絡等因素。一般而言，乘客不能以所乘搭的距離越長，收費就會越高的常理推斷車資，在一些情況下，更有短程較長程貴的現象出現。
此外，一些同地區但合併前屬不同網絡之車站（如奧運站與旺角站與旺角東站、荃灣站與荃灣西站、九龍站與柯士甸站與佐敦站與紅磡站等），其收費存在明顯不合理差異，最高可相差超過5元。例如使用成人八達通由屯門前往荃灣收費$21.2，但前往荃灣西只需$14.5，兩者路面距離相若但相差$6.7。因為這樣更會出現短貴長平的現象，例如鑽石山前往何文田收費$8.9，但多一站前往紅磡只需$6.9。這是因為港鐵票價定價主要考慮乘客付費能力以及巴士服務競爭，而非成本。
雖然單程票經營成本比電子收費更高，但港鐵利用大多市民已經習慣使用八達通電子收費模式，現時輕鐵有70個車程組合（約0.15%）更出現使用單程票，收費比八達通更低情況。
由於車費結構的隨意性，整個系統的車資有逾百個不同的價目，沒有法則推算車費，故只能透過港鐵公司製作的「港鐵車費及優惠（页面存档备份，存于）」查閱特定車程的車費。
乘客如於旅途中乘搭東鐵綫享用頭等服務，需另繳交相等於該程東鐵綫車程普通等車費的「頭等額外車費」（學生則須支付成人頭等額外費）。

### 收費系統
市區綫、機場快綫、輕鐵、港鐵巴士及昂坪360的收費為各自獨立的系統，當中輕鐵及港鐵巴士屬開放式系統，不設閘機；乘客在不同的系統之間來往，必須在每個系統分別購買車票，車費獨立計算，但使用八達通於市區綫、機場快綫、輕鐵及港鐵巴士之間轉乘，可享有轉乘優惠。

#### 於尖沙咀及尖東站轉乘之特別事項
尖沙咀站及尖東站為兩個獨立車站，單程車票／車票二維碼不可在尖沙咀站及尖東站轉車。由於兩站只由行人隧道連接以及沿途設有多個出入口，不能像香港站–中環站般設立封閉式收費區通道，故兩站間不實施免閘機轉乘，因此無法接受使用單程車票、車票二維碼、感應式卡或全國交通一卡通乘客在此於屯馬綫和荃灣綫之間轉乘；如單程車票乘客有需要在此轉乘，則必需分別購買車票；如車票二維碼、感應式卡或全國交通一卡通乘客有需要在此轉乘，會按兩段獨立車費計算車費。而使用八達通或港鐵都會票的乘客，於30分鐘內在該兩站轉綫（中途沒有使用八達通進行其他交易超過9次，或是乘搭過其他交通工具），則可連續計算旅程。

### 身份優惠
港鐵的收費主要分為成人、特惠和學生三種。成人車費適用於所有乘客，3至11歲的小童可於全綫繳付特惠車費乘車，而由繳費乘客陪同的3歲以下兒童無須繳費。65歲或以上長者則可於機場快綫以外繳付特惠車費乘車。年齡介乎12至25歲，並持有「學生身分」個人八達通的全日制學生，則可於機場快綫、東鐵綫過境路段以外繳付特惠車費。注意的是「學生身分」或「殘疾人士身分」個人八達通持有者雖可透過八達通享用優惠車資，但不能以特惠單程票／車票二維碼進行車程，否則將視作逃票，並須繳交附加費HK$1,000。
特惠車費原則上約為成人車費的一半，但部份車程的特惠車費高於成人車費的一半，尤其是短程（例如：美孚－荔枝角，成人$4.9，小童／長者／學生$3.2）的特惠車費，只有約三分之一的折扣。
為配合政府推行的「長者及合資格殘疾人士公共交通票價優惠計劃」，由2012年6月28日起，長者使用長者八達通或個人八達通及合資格殘疾人士使用「殘疾人士身分」個人八達通使用港鐵本地服務（包括輕鐵、港鐵巴士（新界西北）及港鐵接駁巴士，但不包括機場快綫、往返羅湖及落馬洲站之車程和東鐵綫頭等額外費；港鐵接駁巴士則於同年8月5日起實施），任何時間車費為每程2元或原有特惠車費（以較低者為準）；而在2022年2月27日起，優惠擴展至60-64歲使用「樂悠咭」的香港居民。政府為打擊濫用長者八達通問題，由2024年8月25日起限制只有年滿60歲的香港居民必須使用「樂悠咭」和未滿60歲的合資格殘疾人士必須使用已加註「殘疾人士身分」個人八達通才可使用相關優惠。而使用長者八達通或個人八達通會被改回繳付上述的特惠車資。
| 票種及身分                                                                                                | 八達通         | 八達通         | 八達通                                                        | 八達通                             | 八達通                              | 感應式卡 （只設成人票價） | 車票二維碼                  | 車票二維碼          | 單程票（現金）              | 單程票（現金）      |
| 票種及身分                                                                                                | 成人           | 特惠           | 特惠                                                          | 60-64歲香港居民 （使用「樂悠咭」） | 學生 （使用「學生身分」個人八達通） | 感應式卡 （只設成人票價） | 成人 （包括學生／殘疾人士） | 特惠 （小童／長者） | 成人 （包括學生／殘疾人士） | 特惠 （小童／長者） |
| 票種及身分                                                                                                | 成人           | 小童（3-11歲） | 長者（65歲或以上） 殘疾人士（使用「殘疾人士身分」個人八達通） | 60-64歲香港居民 （使用「樂悠咭」） | 學生 （使用「學生身分」個人八達通） | 感應式卡 （只設成人票價） | 成人 （包括學生／殘疾人士） | 特惠 （小童／長者） | 成人 （包括學生／殘疾人士） | 特惠 （小童／長者） |
| --- | -------------- | -------------- | ------------------------------------------------------------- | ---------------------------------- | ----------------------------------- | ------------------------- | --------------------------- | ------------------- | --------------------------- | ------------------- |
| 本地車程 （機場快綫、輕鐵、港鐵巴士、港鐵接駁巴士、往返羅湖、落馬洲及馬場站之車程和東鐵綫頭等額外費除外） | HK$3.9－$33.0  | HK$1.4－$17.3  | HK$1.4－$2.0                                                  | HK$2.0                             | HK$1.4－$17.3                       | HK$3.9－$33.0             | HK$3.9－$33.0               | HK$1.4－$17.3       | HK$4.0－$35.5               | HK$1.5－$19.0       |
| 往來馬場站之車程 （往返羅湖及落馬洲站之車程和東鐵綫頭等額外費除外）                                       | HK$7.5－$33.8  | HK$3.7－$17.9  | HK$2.0                                                        | HK$7.5－$33.8                      | HK$3.7－$17.9                       | HK$7.5－$33.8             | HK$7.5－$33.8               | HK$3.7－$17.9       | HK$7.5－$36.5               | HK$4.0－$19.0       |
| 過境車程 （往返羅湖及落馬洲站之車程） （東鐵綫頭等額外費除外）                                            | HK$25.7－$59.2 | HK$12.9－$29.5 | HK$12.9－$29.5                                                | HK$25.7－$59.2                     | HK$25.7－$49.0                      | HK$25.7－$59.2            | HK$25.7－$59.2              | HK$12.9－$29.5      | HK$27.0－$64.0              | HK$15.0－$31.5      |
| 機場快綫車程                                                                                              | HK$5.5－$110.0 | HK$2.7－$55.0  | HK$5.5－$110.0                                                | HK$5.5－$110.0                     | HK$5.5－$110.0                      | 不適用                    | 不適用                      | 不適用              | HK$6.0－$115.0              | HK$3.0－$57.5       |
| 輕鐵車程                                                                                                  | HK$4.9－$7.5   | HK$2.1－$3.7   | HK$2.0                                                        | HK$2.0                             | HK$2.1－$3.7                        | 不適用                    | 不適用                      | 不適用              | HK$5.5－$7.5                | HK$2.0－$4.0        |
| 港鐵巴士、港鐵接駁巴士車程                                                                                | HK$4.5－$4.9   | HK$2.1－$2.2   | HK$2.0                                                        | HK$2.0                             | HK$2.1－$4.3                        | 不適用                    | 不適用                      | 不適用              | HK$4.5－$4.9                | HK$2.1－$2.2        |
| 東鐵綫頭等額外費                                                                                          | HK$3.9－$50.8  | HK$1.4－$25.4  | HK$1.4－$25.4                                                 | HK$3.9－$50.8                      | HK$3.9－$50.8                       | HK$3.9－$50.8             | HK$3.9－$50.8               | HK$1.4－$25.4       | HK$4.0－$54.0               | HK$1.5－$26.5       |

### 車票種類

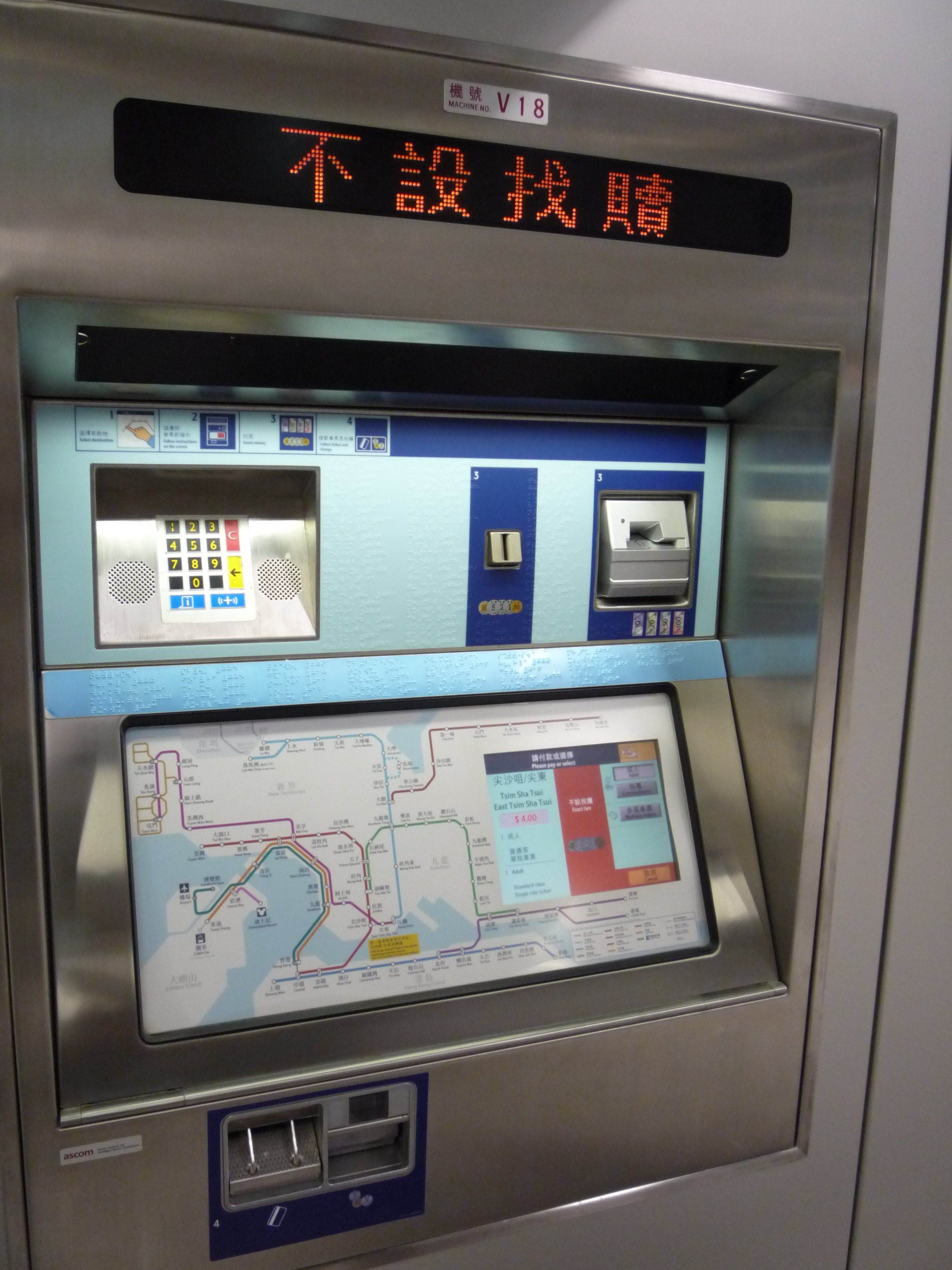
車站大堂的自動售票機（圖為柯士甸站）

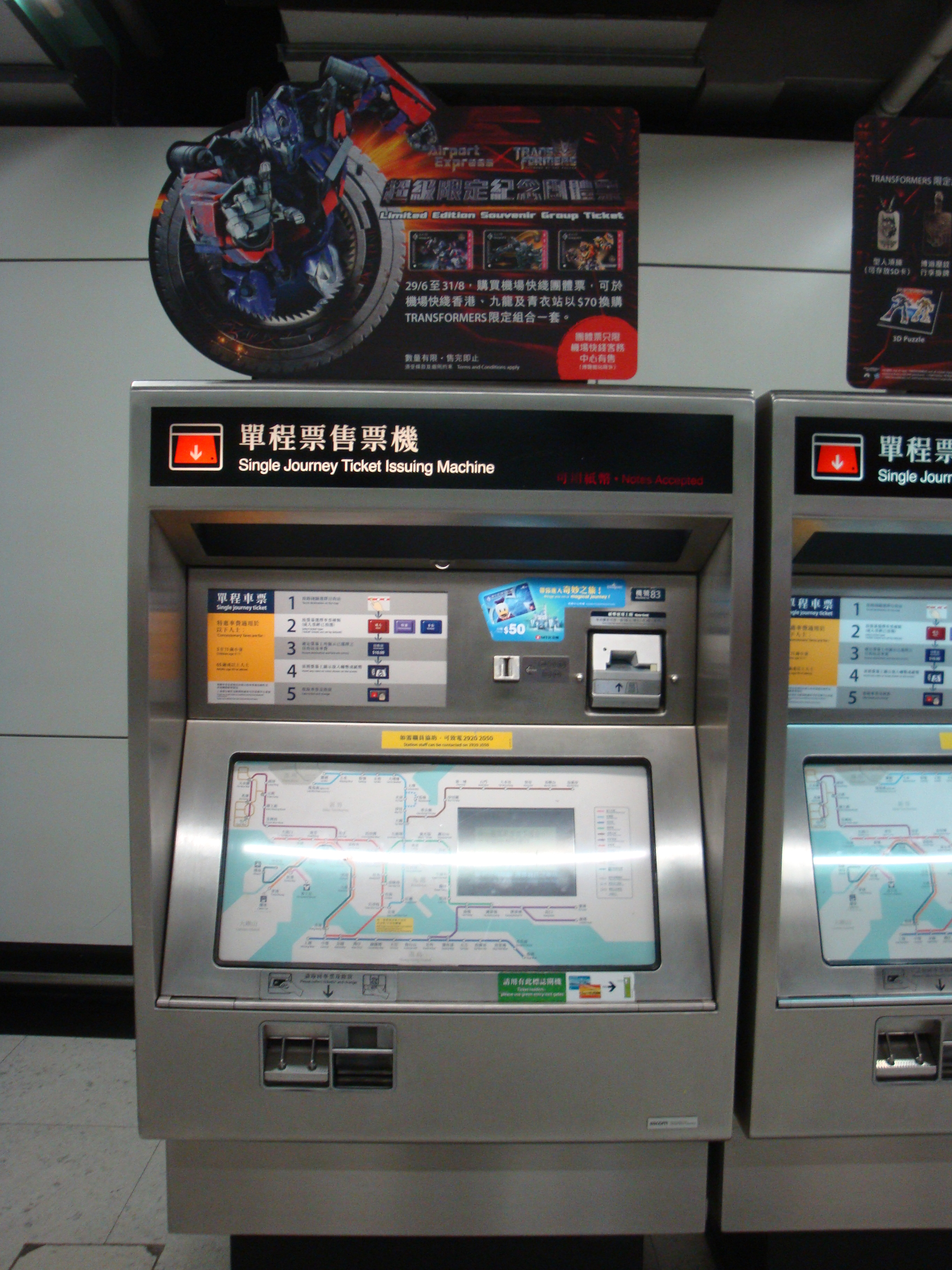
車站大堂的自動售票機

#### 交通卡（八达通、交通联合）

##### 八達通
八達通是香港的輕觸式電子收費系統，普通卡片的大小和信用卡相若，內置晶片，使用時把卡片放在接收器上即能完成付款過程。港鐵的前身，地鐵和九鐵，均為八達通始創者；本身即是最常使用八達通收費系統的業者。使用八達通乘搭港鐵可享受優惠，大部份車費比使用單程票便宜，例如來往金鐘和尖沙咀，成人八達通收費為HK$10.3，但單程票收費則需HK$12。
八達通亦提供了各類優惠的可行性（包括轉乘優惠、月票、第二程折扣優惠等），可替複雜的轉車組合準確計算單一車資，取代其未通用前派發及出示轉車券的做法；現時上水／烏溪沙－尖東全月通加強版、屯門－南昌全月通加強版、東涌－香港全月通加強版和東涌－南昌全月通加強版及由2009年12月起之屯門－紅磡全月通加強版的優惠都透過八達通使用，儲存記錄在八達通的晶片內。

##### 交通联合
2025年3月22日起，港铁开始支持使用交通联合卡乘搭重铁网络列车（僅限普通等），乘客可使用在香港以外城市发行的“全国交通一卡通”，在附有“交通联合”标志的指定闸机出入闸乘车。使用交通联合卡的车资与使用成人八达通相同，并实时以人民币汇率兑换港币完成车资结算。現時未支援任何車資優惠。

#### 單程票
港鐵市區綫的單程票是一種智能車票，只須在讀卡器上啪一下至聽到嘟聲便可入閘，而附有磁帶的車票亦已經在2014年3月19日停用。
車票可在入閘前購買，並只限即日有效。各車站大堂設有自動售票機售賣各種單程票，另頭等單程票或前往過境車站的車票可於客務中心購買。機場快綫則使用塑膠及紙製智能車票，亦是港鐵唯一設有來回車票的系統。輕鐵是使用紙製車票，於車站月台購買。由於單程票是港鐵公司資產，除紀念車票外，出閘機會回收使用。如在車站內或街道上拾獲，一律歸還客務中心。
港鐵建議乘客如需前往較繁忙的車站，如中環、尖沙咀、尖東、旺角及旺角東等車站時，或前往馬場站前（因該站不設售票機，如需購票即需在客務中心排隊購買），可預先多購一張車票作即日回程之用。

#### 二維碼付款
2021年1月23日起，港鐵推出二維碼付費乘車服務，乘客可使用手機應用程式「MTR Mobile」綁定其AlipayHK帳戶，或直接使用AlipayHK內的「易乘碼」，可於港鐵掃描二維碼出入閘。而內地用戶可使用支付寶帳戶內的「乘車碼」乘搭港鐵，系統會自動將車費由港幣換算成人民幣。目前已經有1000部出入閘機安裝了二維碼掃描器。
港鐵宣佈在2022年2月20日起引入微信支付及銀聯雲閃付多兩款電子錢包付費乘車，乘客可使用手機應用程式「MTR Mobile」綁定其微信支付及銀聯雲閃付帳戶，亦可選擇透過微信支付內的「騰訊乘車碼」小程序或使用銀聯雲閃付內的「港鐵乘車碼」小程序於港鐵掃描二維碼出入閘。
2023年1月8日起，乘客可以使用“深圳地铁”App、“AlipayHK”App、“支付宝”App中的任意一个App，在香港扫码乘坐港铁重铁线路。扫码乘车互联互认范围不包括港铁的机场快线、轻铁及和港铁接驳巴士服务。此外，使用“深圳地铁”App扫码搭乘港铁的支付渠道仅限支付宝，且暂时无法累计里程。
另外，因為內地支付不可避免的是存在漏洞的問題，由於非實體卡，任何人只需要出示某個照片進行掃碼即可，因此可以透過他人二維碼來逃票，而另還有一種手法，只要使用兩個帳戶，透過操作入閘手法，互相將區間設置在臨站，就能透過較短的車資實現技術性逃票，而港鐵則警告，違者將處以罰款之外，濫用二維碼本有的設計缺陷、與他人共享二維碼等破解技巧，均可能面臨刑事指控。

#### 银行卡付款
由2024年8月24日起，港铁接受Visa、Mastercard及銀聯感應式信用卡或扣賬卡（不包括銀聯扣賬卡）拍卡出入閘支付車費。不適用於機場快綫車站、輕鐵及港鐵巴士，其他港鐵提供的車費優惠及政府公共交通費用補貼計劃均不適用。

#### 其他
港鐵設有不同的推廣車票，包括港鐵都會票、全月通1（上水／烏溪沙－尖東）、全月通2（屯門－南昌）、全月通2（屯門－紅磡）、全月通4（東涌－南昌）及全月通5（東涌－香港）。除全月通1（上水／烏溪沙－尖東）可與全月通2（屯門－南昌）或全月通3（屯門－紅磡）編錄於同一張八達通內之外，其餘全月通均不能編錄於同一張八達通內。
此外，港鐵亦有多項旅遊車票，專供留港少於14天的遊客購買，在購買時要出示身分證明。旅遊車票包括遊客全日通、遊客過境旅遊票及機場快綫旅遊票。
港鐵亦不時推出優惠，如搭十送一，乘客只需乘十程港鐵，即送免費單程票一張。

## 載客量
|                                                    | 東鐵綫       | 屯馬綫       | 將軍澳綫     | 港島綫       | 南港島綫       | 觀塘綫       | 荃灣綫       | 迪士尼綫     | 東涌綫     | 機場快綫   |
| -------------------------------------------------- | ------------ | ------------ | ------------ | ------------ | -------------- | ------------ | ------------ | ------------ | ---------- | ---------- |
| 最繁忙路段                                         | 大圍至九龍塘 | 荃灣西至美孚 | 油塘至鰂魚涌 | 天后至銅鑼灣 | 金鐘至海洋公園 | 彩虹至九龍灣 | 深水埗至太子 | 欣澳至迪士尼 | 奧運至九龍 | 青衣至機場 |
| 最頻密列車班次下的最高可載客量（每平方米站立六人） | 82,500       | 70,000       | 67,600       | 80,000       | 27,000         | 71,400       | 75,000       | 9,600        | 45,000     | 4,800      |
| 可載客量（每平方米站立六人）(a)                    | 62,500       | 58,800       | 67,600       | 80,000       | 16,800         | 71,400       | 75,000       | 8,300        | 42,500     | 4,200      |
| 現時乘客量（b)                                     | 42,400       | 35,700       | 40,400       | 46,300       | 9,800          | 34,500       | 38,800       | 3,200        | 21,200     | 1,700      |
| 現時載客率（每平方米站立六人） [(b)/(a)]           | 68%          | 61%          | 60%          | 58%          | 58%            | 48%          | 52%          | 39%          | 50%        | 40%        |
| 現時載客率（每平方米站立四人）                     | 94%          | 85%          | 84%          | 81%          | 82%            | 68%          | 73%          | 54%          | 70%        | -          |
| 相對2022年的變化（百份點）                         | +11%         | +3%          | 0%           | +2%          | +6%            | +1%          | +3%          | -18%         | +4%        | -          |
| 每月平均乘客量（百萬人次）                         | 23.7         | 23.9         | 9.8          | 25.7         | 2.2            | 18.2         | 27.7         | 0.5          | 6.5        | 0.9        |
| 總乘客量（百萬人次）                               | 283.6        | 280.3        | 114.8        | 311.0        | 25.8           | 215.1        | 344.6        | 5.8          | 77.1       | 10.8       |

## 設施

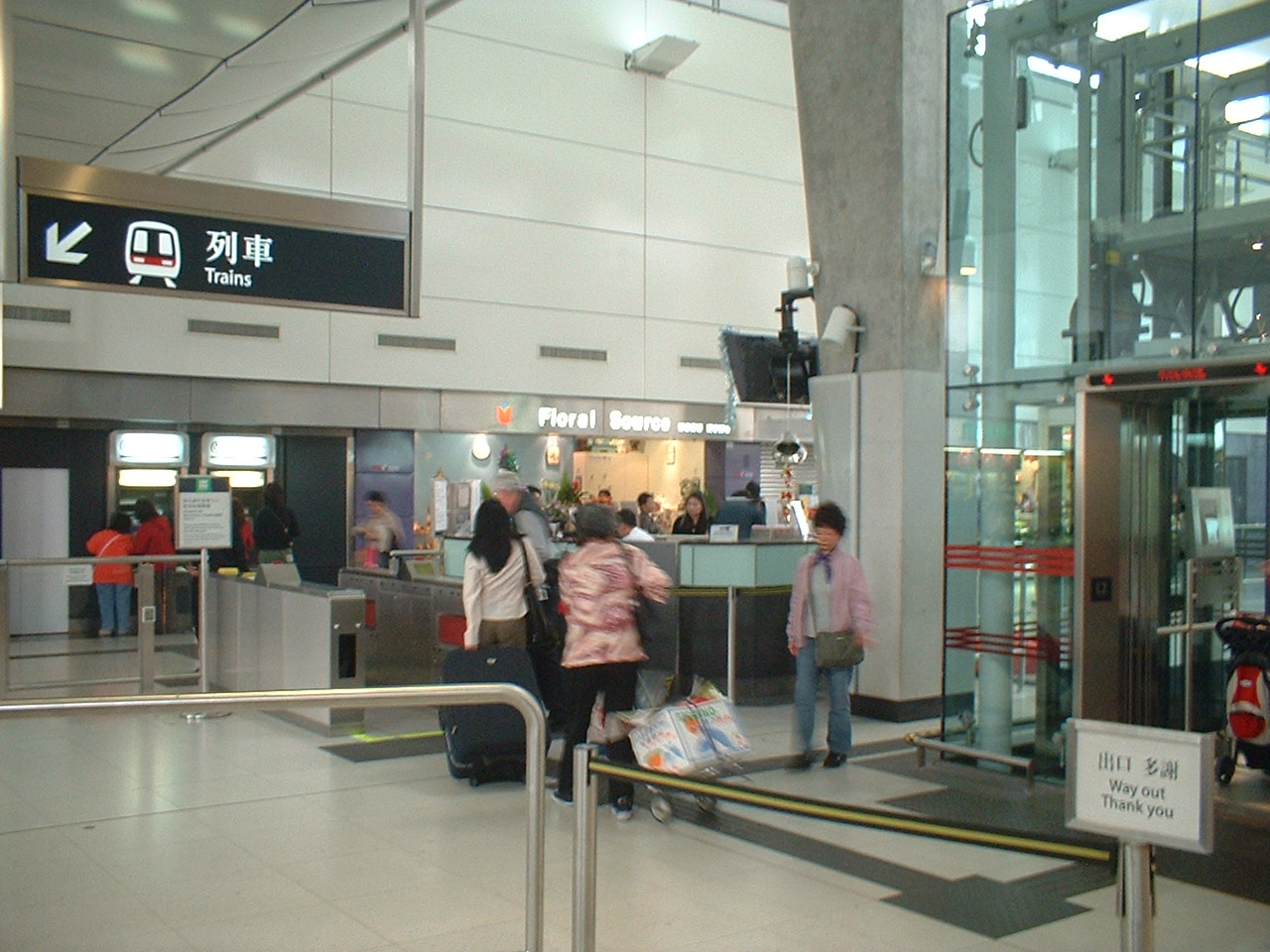
港鐵升降機及加闊入閘機（圖為東涌站）

每個港鐵車站的設計各有不同，不少車站採用較為簡單的箱形結構，以2至3層的結構容納大堂及月台，亦有部份車站則採用較為複雜的佈局結構，月台設於鑽挖隧道內，而大堂則位於路面以下，更有多層的地庫結構，以提供更多空間給容納車站大堂售票設施、商店、控制室及機房等設施。
所有車站運作由港鐵公司車務部負責。
2010年尾，港鐵推出MTR Mobile，令乘客可以搜尋路綫資料及港鐵站設施。

### 大堂及月台設施

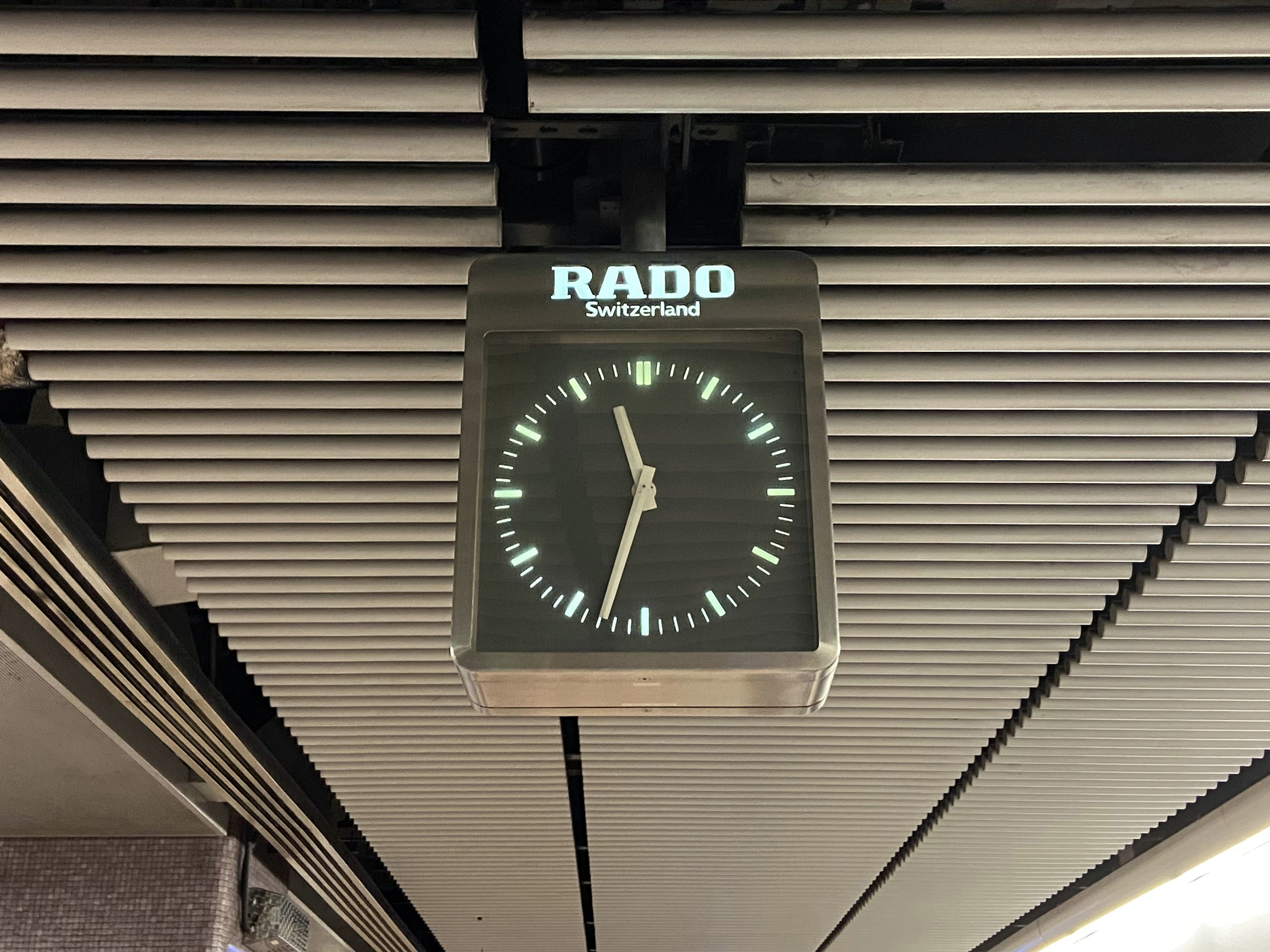
黑色方形雷達（RADO）大鐘，全世界只有香港地鐵獨有，不過到2020年，港鐵指相關公司的合約已經完結為由，決定陸續清拆已損壞的時鐘

由於每日有大量乘客使用港鐵，因此月台均設有大量扶手電梯，雖然早期有意見認為傷殘人士不適合乘搭鐵路而未設旅客用升降機，但因應機場快綫及東涌綫的開通，所有車站均最少有一部升降機；此外，另有個別車站亦已陸續安裝自助式輪椅升降台，以便解決部份車站未能加裝升降機的問題。
與此同時，為配合無障礙運輸，合併前的地鐵在1998年起作出多項改善措拖，以方便傷健人士使用地鐵。包括在車廂內加設輪椅專用位置、失明人士引導徑、闊閘機及升降機等。
車站大堂同時設有客務中心處理乘客票務問題。此外，每個港鐵車站亦設有收費電話、自動售賣機及自動照相機等自助服務。此外，有14個車站設有互聯網服務──iCentre，供予乘客瀏覽網頁，車站包括香港、中環、灣仔、銅鑼灣、鰂魚涌、金鐘、太古、九龍塘、九龍灣、旺角、太子、深水埗、葵芳及荃灣。2013年7月8日起，全綫港鐵車站均設置最少一個免費WiFi熱點，讓乘客每日可以享用最多5節，每節15分鐘的免費WiFi服務。
而月台各個車站在1979年地鐵通車時安裝雷達（RADO）時鐘，方便乘客。而該時鐘更是全世界只有香港地鐵獨有。不過到2020年，港鐵指相關公司的合約已經完結為由，決定陸續清拆已損壞的時鐘。

### 洗手間
有別於世界各大地鐵系統，當時的前地鐵基於衛生及安全理由，除了機場快綫及迪士尼綫之外，大部份車站均不設洗手間設施，對乘客不便。現時乘客如有需要，可向職員提出，由港鐵職員帶領下使用職員洗手間。相反地，前九鐵的各個車站在興建時已包括洗手間設施（不包括馬場站），所以在2007年討論兩鐵合併時，有立法會議員建議港鐵在其原來路綫的車站加建洗手間。相隔9年，港鐵才表示在7個轉線車站陸續添置洗手間，爭取在2020年前完成。
為協助身體不適的乘客，自2015年每逢冬季，港鐵於星期一至五的繁忙時間（早上7:30至9:30及下午5:30至7:30）在九龍灣、彩虹、黃大仙、九龍塘、金鐘和北角站設立「乘客不適支援點」。到達後會有站員提供協助。

### 車站商舖

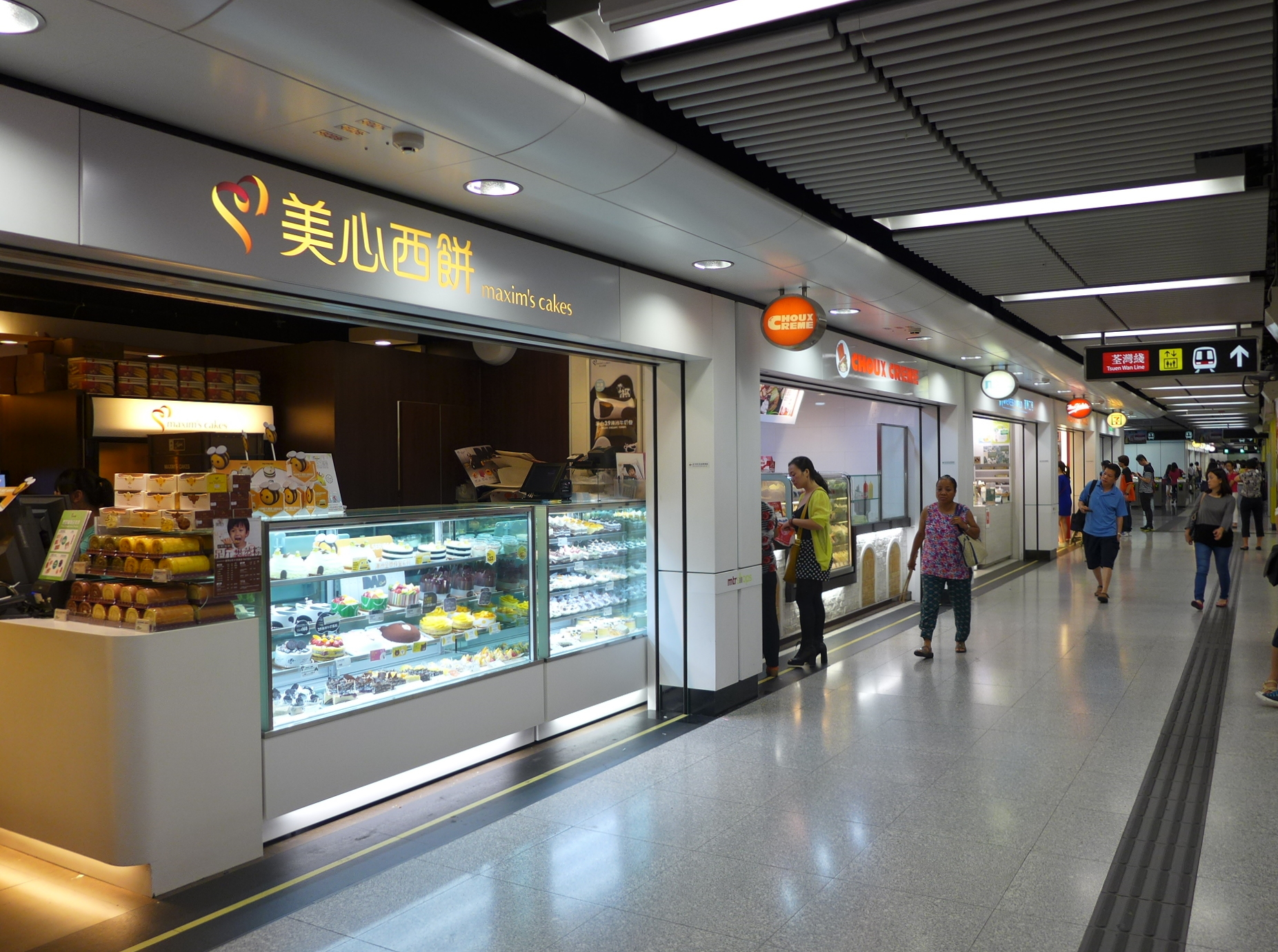
港鐵車站商店（圖為尖沙咀站）

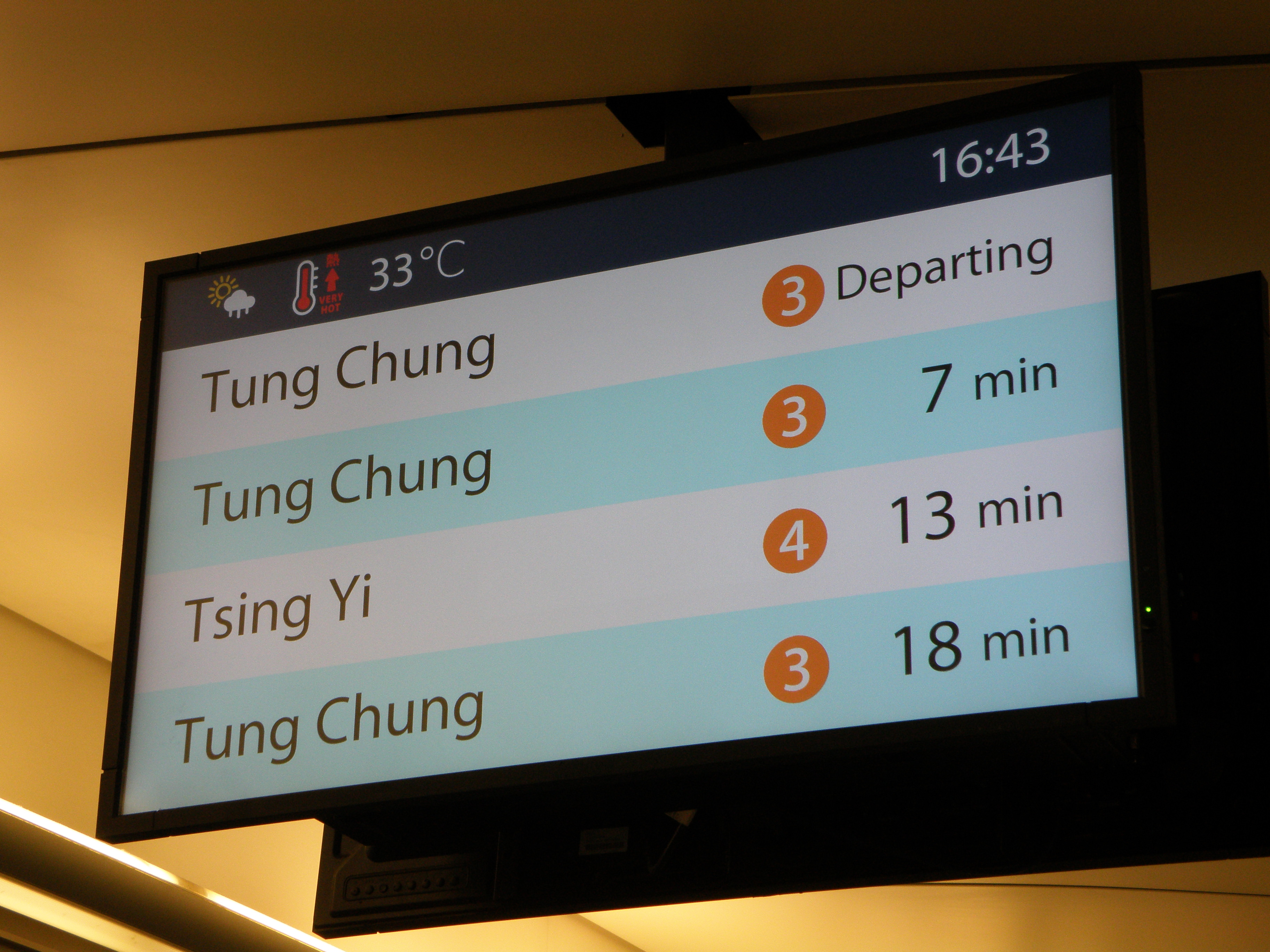
港鐵新式班次及天氣資訊屏

港鐵車站擁有不少商店，種類不斷增多。由初期的便利店和銀行，到現在的快餐店和成衣店，部份客流量高的車站已儼如小型商場。在大部份港鐵車站內，都有以下服務：
- 恒生銀行分行或自動櫃員機
- 中國銀行自動櫃員機
- 7-11便利店或OK便利店
- 美心西餅

由於不少車站都有上面的設施或商店，遂成為等候親友的主要地標。例如相約朋友到「尖地恒」，意思就是在尖沙咀站的恒生銀行見面。
此外，港鐵在羅湖站、落馬洲站、九龍塘站及紅磡站設有免稅店，為過境乘客提供免稅商品的銷售服務。

### 免費報刊
站內的報刊派發處及客務中心，分別派送不同的免費報刊。早期有Recruit和JobMarket求職廣場招聘雜誌，到2000年代中免費報紙興起，都市日報、Metropop、都市盛世、頭條日報和am730在站內派發。不過近年智能手機和網上媒體發展成熟，已經減少了免費報刊。
| 報刊名稱                  | 派發時間                                   | 派發地點 |
| ------------------------- | ------------------------------------------ | --- |
| 頭條日報                  | 星期一至六早上 （公眾假期除外）            | 東鐵綫（紅磡站、馬場站、大學站、上水站、羅湖站及落馬洲站除外）、以及屯馬綫（錦上路站、尖東站、啟德站、鑽石山站、顯徑站、車公廟站、石門站、大水坑站、恆安站及烏溪沙站除外）各站 |
| Recruit                   | 星期二及五下午                             | 東鐵綫的紅磡站、九龍塘站、大圍站、沙田站及大埔墟站、以及屯馬綫的屯門站、天水圍站、元朗站、美孚站、紅磡站及鑽石山站                                                             |
| JobMarket求職廣場         | 星期二及五下午                             | 港島綫（西營盤站、天后站及杏花邨站除外）、荃灣綫、觀塘綫（何文田站除外）及將軍澳綫（調景嶺站及康城站除外）各站、東涌綫的南昌站、青衣站及東涌站、以及南港島綫的黃竹坑站         |
| 鐵路地圖雜誌 （車站指南） | 在購買遊客車票時（迪士尼綫全日通除外）派發 | 各港鐵站客務中心（若果馬場站沒有開放，馬場站車站指南側可在火炭站索取）及港鐵旅遊                                                                                               |
| 參考：                    |                                            | |

### 車站設計
在1979年通車時，由於前地鐵公司當時認為香港部份市民是文盲，因而透過車站顏色方便乘客知道自己身處的位置。車站顏色主要有4個原則作決定，包括車站名本身與顏色字有關（如黃大仙站採用黃色）、是否具意境（鑽石山站採用黑色，再加上少量白色，便展示鑽石在黑洞中閃爍）、根據周圍環境（如堅尼地城站靠近海邊，故採用湖水藍色；或海洋公園站為刻意配合其鄰近設施之主題而採用海洋藍色）和隨機決定（如西營盤站的紫色與相連的上環站的泥黃色形成對比）。而繁忙地區的大型車站、轉車站或終點站則傾向採用紅色，希望吸引乘客的注意力（如荃灣站、旺角站、中環站及紅磡站）。
港鐵其車站顏色的特色更被旅遊指南Lonely Planet介紹。

### 指示設計

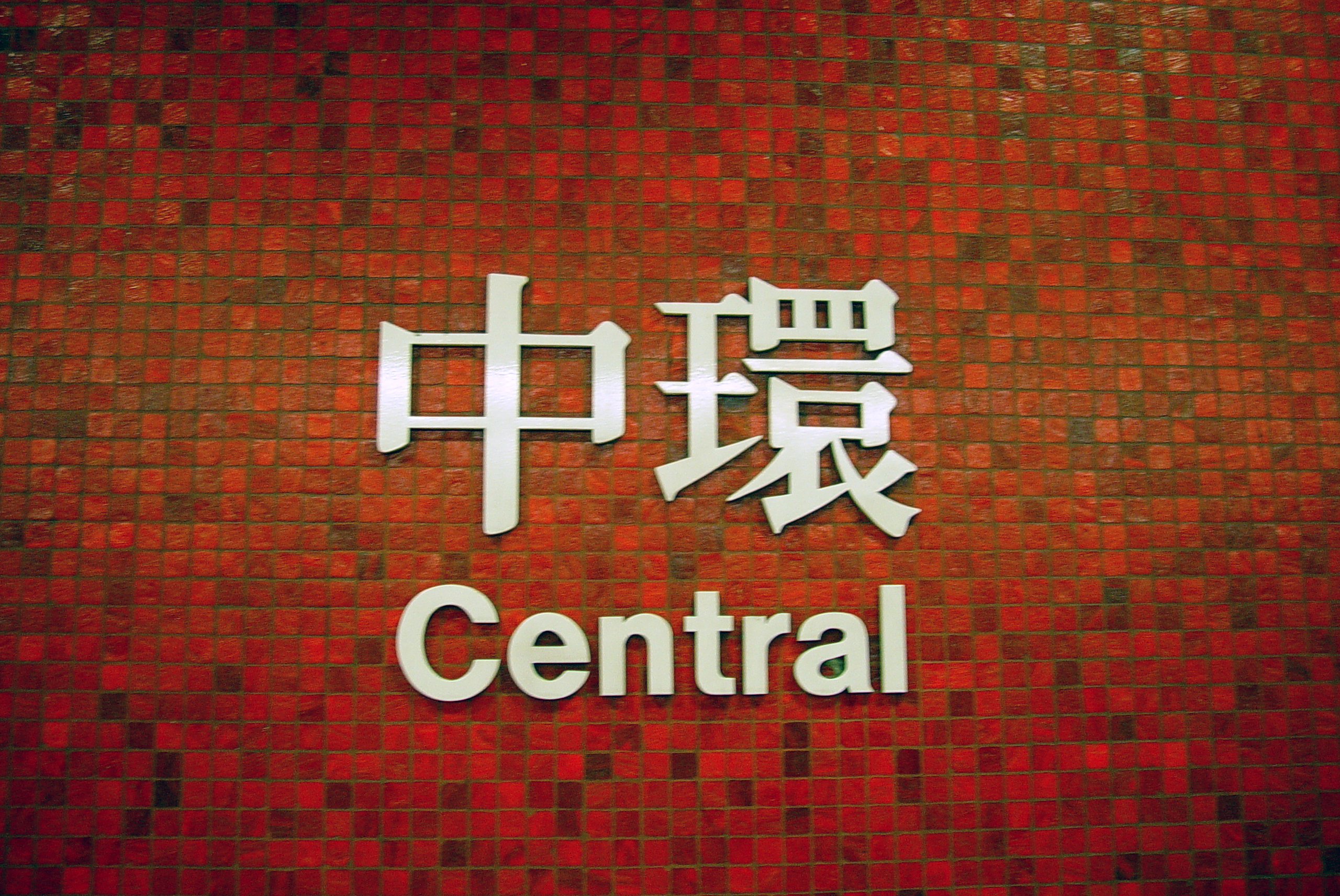
香港地鐵目前仍保留許多柯熾堅當年設計的「地鐵宋」

指示設計由前地鐵公司建築部門底下設計小組的工作，其中一部份為設計站牌的字體。當年採用「地鐵宋」是明體，曾令許多設計師費解，因為這是華人世界第一個城市大眾運輸系統所使用的字牌。設計者之一柯熾堅表示，地鐵是城市精神的表徵，而明體本身為帶有濃厚楷書基因的字體，用於站牌可彰顯中華文化的氣氛。對於香港這樣的國際都會來說，或許有宣示在地主體性的意味在。而且該字體雖然橫筆細，但關鍵的豎筆卻很粗，所以當作指示，並不會有看不清楚的問題，只要再把橫線加粗，就更好了。而英文字型為Helvetica。其後地鐵公司在1982年3月製成「指標規範手冊」，作為日後指示設計的準則。
到1995年，為了方便乘客認別出口位置，出口均加設英文字母並沿用至今。而指示牌在1998年起使用Myriad Pro Semibold，同時改良指示設計，棄用1979年沿用的紅黑底作背景，全面改為黑底。

### 車上設施

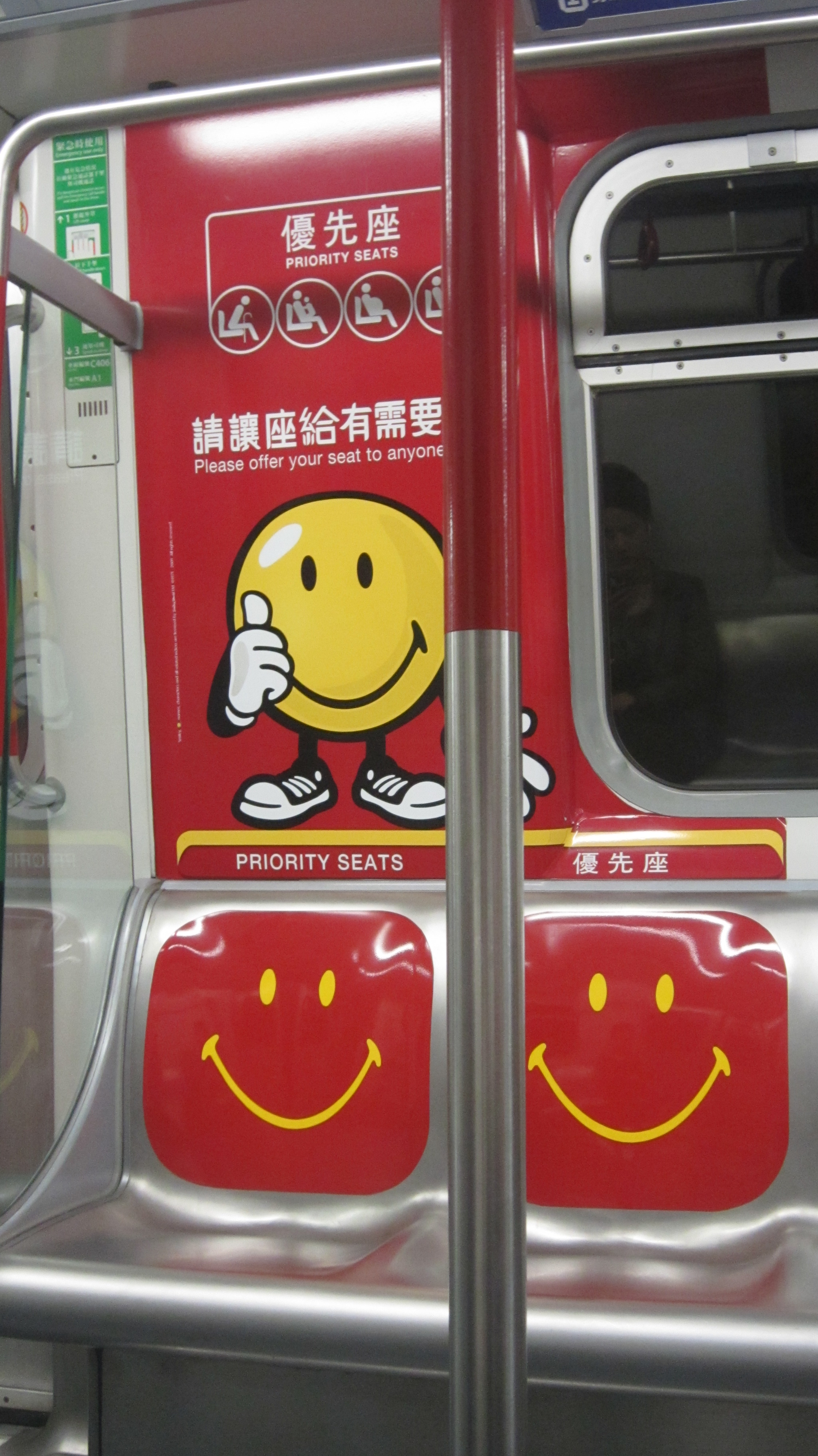
港鐵列車的優先座

港鐵列車上均貼有包括所有港鐵路綫的路綫圖，方便乘客。當中南港島綫、港島綫、荃灣綫、觀塘綫、將軍澳綫、東涌綫及機場快綫列車均安裝了閃燈路綫圖，供乘客留意列車的行駛方向、停靠車站及轉乘資訊。
此外，港島綫、荃灣綫、觀塘綫及將軍澳綫列車都裝有「港鐵資趣台」，除顯示列車訊息及報站提示之外，更提供由商業電台提供的文字新聞及其他廣告資訊。
東鐵綫、屯馬綫、港鐵中國製列車、港鐵屯馬綫中國製列車及港鐵南港島綫中國製列車列車則安裝了新聞直線（全稱「港鐵新聞直線列車資訊娛樂系統」），在車廂內播放包括由有線電視提供的新聞及娛樂節目、鐵路安全訊息及廣告的連續片段，讓乘客在旅程中得知最新資訊，同時帶來廣告收益。將來因應新列車的陸續引入，新聞直線亦會引入全市區綫。
雖然新聞直線系統在列車經過某些路段時會出現間歇信號中斷情況；但這系統在「2007香港資訊及通訊科技獎」中獲得「最佳無間斷網絡（流動資訊娛樂）銀獎」，也肯定了其系統的穩定性。

### 流動通訊
港鐵各個車站及行車隧道內鋪設了流動電話網絡，使乘客不論在地面或地下均可無間斷地使用流動電話。港鐵也是全球首個引入第三代流動通訊（3G）及Wi-Fi無線上網的鐵路系統，乘客可於車站及列車上使用流動電話、電子手帳等瀏覽互聯網或高速傳輸數據。

## 安全

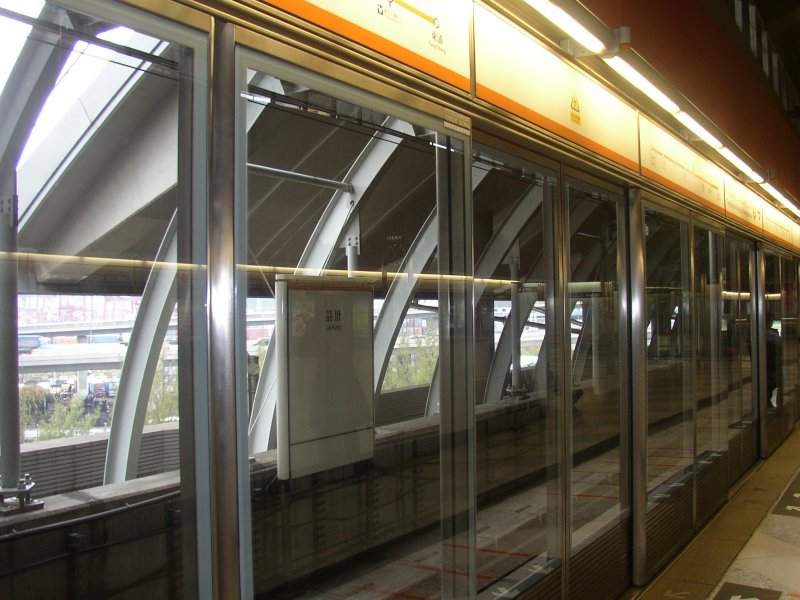
港鐵月台幕門（圖為荔景站）

港鐵系統的治安以及保安由香港警務處以及港鐵轄下的保安公司 (當中包括附例特檢隊) 負責。港鐵系統一向被譽為全世界最安全的鐵路網絡之一，在港鐵發生的罪案，僅佔全港罪案的1.5%，相對港鐵每天近400萬人次的搭乘。
港鐵一直都舉行不少活動，確保乘客注意使用港鐵時的安全。例如在各個車站內有不少海報，月台及車廂亦有广播提醒乘客。宣導標語常以粵語口語表示，如「緊握扶手，企定定，照顧同行長者同小朋友。」（使用扶手電梯時，緊握扶手，不要亂行走」）或「聽到嘟嘟聲，停低你至精」（聽見嘟嘟聲（列車門在關閉時發出的警號）時，停下來是最聰明）、「搭港鐵，咪衝門，要小心」（乘搭港鐵時，不應衝門，要小心）等。此外，港鐵引入附例來防止乘客進行不當或危險的行為，例如禁止攜帶易燃物品，違規者可被罰款甚至入獄。港鐵禁止攜帶金屬氣球進入車廂範圍，以免影響架空電纜運作。

### 月台閘門和幕門
機場快綫、東涌綫、將軍澳綫、屯馬綫（前西鐵綫）和尖東站興建時的新建車站均在通車時已裝設了月台幕門。1992年，工聯會港島東地區服務處就西灣河站有乘客墮軌事件發起市民簽名行動，民建聯東區區議會議員亦聯名於區議會提出同樣要求，正式要求當時的地鐵公司加裝月台玻璃幕門，其時地鐵衹答允於計劃興建之機場鐵路沿綫研究設立月台門，同時表示在使用中及有弧度的地鐵站加建幕門存在技術和資金上頗大困難，衹作考慮。1997年11月19日，地鐵公司答覆工聯會和民建聯多位區議員要求時透露，正式決定耗資10億港元，陸續於全港28個地底車站加裝全高式月台幕門，以防再有乘客於該等車站意外墮軌或蓄意跳軌自殺，同時防止月台冷氣流失至路軌隧道內，但不包括10個地面或架空車站（因應該些月台不設空調，後來改為安裝半高式月台閘門），最初計劃幕門工程1999年動工、同年至2000年之間完成首對幕門安裝，後延至2002年8月起，港島綫、荃灣綫和觀塘綫各個地底月台才開始出現月台門，是全世界首條鐵路在營運中鐵路系統加建月台幕門，所有安裝工程於2005年10月全部完成。月台幕門能夠防止乘客墮軌，及防止月台的冷氣流失。迪士尼綫的欣澳站及迪士尼站車站設計以開放式為主，無安裝空氣調節，故此發明月台閘門。月台閘門高1.5米（約月台幕門的一半）。月台閘門能夠防止乘客墮軌，成本亦較便宜。
全線99座所有車站已經完成安裝幕門或閘門。
根據港鐵資料顯示，自月台安裝幕門後，發生的事故的數字明顯減少。
每個月台兩端均有壓力感應器，一旦有人經月台兩端的樓梯步行到路軌，感應器便會傳送信號到站長室，通知職員。此外，每個月台都設有緊急停車掣，防止有人墮到路軌而被列車輾過。東鐵綫因部份車站月台彎度過大及空隙較大，乘客可能會誤墮縫隙或被困於閘門與月台邊緣之間的空間，港鐵曾試驗安裝月台伸縮踏板。有關羅湖站伸縮板的工程已經完成安裝，分別於2009年4月14至5月25日以及同年8月21至10月15日內試用，期間列車抵達車站時需要額外時間15-20秒。因月台伸縮踏板令列車延遲而影響乘客及班次。2014年9月。港鐵就沙中綫二期安裝月台幕門及東鐵綫加裝月台閘門工程進行招標前的資格預審，工程範圍同時包括了為部份東鐵綫車站加建月台伸縮板，羅湖、大學及至旺角東站會合共加建約140個伸縮板。2017年12月底馬鞍山綫月台閘門安裝工程全部完成。

### 自動體外心臟去顫器
於2010年10月29日，港鐵宣佈於10個繁忙車站（紅磡站、羅湖站、中環站、金鐘站、旺角站、太子站、九龍塘站、銅鑼灣站、荃灣站及香港站）的站長室、客戶服務中心及月台監察亭設置共39部自動體外心臟去顫器，由香港消防處救護總區訓練港鐵前線職員，有需要時，由前者及鐵路警區警務人員優先負責處理操作。至此，有300名前線職員接受過訓練學習使用除顫器，港鐵會試驗1年，然後檢討成效，考慮是否推廣至全香港所有車站。
在試驗期間，在3次情況底下，站內有人成功利用自動體外心臟去顫器救回兩名心臟病發者。於2011年11月1日，港鐵落實將自動體外心臟去顫器裝置至全香港93座車站，包括2部置於城際客運的九廣通列車上，耗資350萬港元購置200多部相關的裝置，分布於站長室及月台監察亭，總數為237部，每站裝置兩部。配備自動體外心臟除顫器的客務中心和月台監察亭的玻璃窗上，都會被貼上特別標誌，方便識別。至2011年11月1日，有750名前線職員接受過訓練學習使用除顫器。屆時，救護總區亦會向所有督導級的員工教授急救知識。自2012年開始，全綫84個車站及城際客運的九廣列車上，已設有237部自動體外心臟去顫器。

### 事故
公眾認為兩鐵合併後會為乘客帶來更高效率的服務，但不少調查均指自合併以來，港鐵服務延誤個案有上升之勢。《文匯報》的調查指港鐵的延誤由2008年的240宗，逐步增至2010年278宗，上升近一成六，2011年錄得300宗延誤事故。其中逾半起因是機件故障，達169宗。其中2011年夏季，21日內更發生至少6宗事故。服務延誤逾一小時的嚴重事故亦持續發生，2008年累計至2011年9月底已有17宗。
有港鐵工會人士透露，港鐵近年削減維修資源，單是2010年保養及相關工程開支卻較2009年減少300萬元至9.12億元，引致前綫維修保養人手不足，並大量聘請外判公司負責維修保養工序，做成近年事故頻密。立法會議員亦批評賺大錢的港鐵只會加價，卻減少資源改善服務質素，將乘客安全置之不理。
而港鐵的事故通報機制亦受不少公眾批評，有媒體向港鐵查詢2011年第二季事故數字，發言人以資料未有公開為由拒絕提供。一群80後港鐵員工因而決定在twitter及facebook開設MTR Service Update，即時公布事故信息，至今吸引了逾3萬名網民關注。

### 嚴重事故

#### 1993年荃灣綫載客列車脫鈎事件
1993年4月27日，當時未與九廣鐵路合併的地鐵公司，曾發生全球首宗脫卡意外。事發時，一列荃灣綫載客列車由荃灣站駛往大窩口站途中，一個車卡的連接器鬆脫，導致最後3卡車廂與前面車卡分離，失去動力後停在隧道內。但車長未察覺列車脫卡繼續行駛，駛至大窩口站時，經月台職員通知才揭發事故。幸好當時沒有乘客站在車卡與車卡中間，所以沒有人命傷亡。

#### 1994年觀塘綫載客列車出軌事件
1994年1月28日晚上，一列觀塘綫載客列車由牛頭角站駛進九龍灣站2號月台時，其中兩節車卡出軌，服務嚴重受阻，為地鐵自啟用以來首宗載客列車出軌事件。

#### 2004年荃灣綫列車縱火事件
2004年1月5日，有精神病患者在荃灣綫列車上縱火，事件造成14人受輕傷，是地鐵自啟用以來首宗縱火案。事件使地鐵公司嚴厲執行禁止攜帶危險物品的禁令，以進一步保障乘客的安全。另一方面，地鐵當局亦定期進行意外演習，使員工保持危機意識。

#### 2012年西鐵綫電力故障事件
2012年5月3日早上8時上班時間，西鐵綫美孚站架空電纜發生電力故障，900名乘客被困車廂近兩小時，港鐵要疏散尾隨一部列車，由管道步行約100米返回車站月台。事件中有一名孕婦感不適，需戴上氧氣罩送院。屯門來往荃灣西維持5至10分鐘一班車，而紅磡來回南昌站亦維持5至10分鐘一班車。而荃灣西來回南昌站，港鐵則提供接駁巴士服務。服務受延誤約2小時，直至上午9時，工程人員確認高壓電纜運作正常，立即將肇事列車拖回車廠，所有列車服務於9時40分回復正常。
在荃灣西站及南昌站外一度有過百人排隊等候，部份乘客找不到港鐵的接駁巴士，職員亦是一問三不知。有市民不滿列車在尖東站和柯士甸站停車超過10分鐘。住在屯門的工聯會立法會議員王國興因為遇上西鐵綫故障，趕不及到立法會開會，他批評港鐵的處理手法，說一定會在立法會跟進，認為要設立懲罰制度。
港鐵董事局主席錢果豐出席股東週年大會後，對西鐵綫早上故障造成的不便，向公眾致歉，認為港鐵現時有200公里長的列車服務，無可避免會出現事故，最重要是找出事發原因，減少意外發生的機會，他認為港鐵員工今早處理事故的表現算是不錯。

#### 2012年東鐵綫電力故障事件
2012年7月23日晚上11時，因強颱風韋森特襲港，大埔墟站附近有大樹倒塌，導致電力故障，再加上其他路段亦出現跳電情況，引致東鐵綫全線暫停服務，共有8列東鐵綫列車受影響。其中4班列車停留在大圍站、大學站、大埔墟站及火炭站達8小時，亦有乘客半夜被迫滯留在沙田、大圍等車站大堂。逾千名乘客受事件影響，被迫在該處過夜。
有乘客不滿港鐵沒安排接駁巴士，亦有人鼓譟跟車站站長理論，不滿港鐵的廣播並無交待服務何時恢復。港鐵派職員向乘客講解情況。沙田站部份乘客不滿行程受阻，與職員理論，要求港鐵提供穿梭巴士或協助他們截的士。港鐵其後向這批乘客，每人派發200元。
直至2012年7月24日早上7時半，經搶修後，東鐵綫全線恢復通車。但在早上10點過後，8號風球除下，大批市民出門上班，港鐵觀塘綫九龍塘站往油麻地方向的月台上，非常擠迫，一般要等3班車才上到車。港鐵要實施人流管制措施，乘客鼓噪。
港鐵車務營運總管劉天成表示，解釋因天氣惡劣影響，東鐵綫列車服務在凌晨2時44分回復正常，但由於凌晨列車服務已停止，加上要進行維修工程，不能再發車接載滯留的乘客。港鐵亦強調，有廣播通知乘客，並已開放車站給乘客休息，並提供水和洗手間設備。
對於記者不斷質詢為何出現「大細超」派錢情況，即不同車站乘客有不同待遇，劉迴避不答，但承認有職員協助乘客乘的士，他又讚揚惡劣環境下仍在港鐵沿線加班當值的職員，重申希望受影響乘客諒解港鐵，拒絕向受影響的乘客道歉。
時任立法會議員鄭家富批評港鐵應變手法差劣，過去立法會曾多次討論港鐵在緊急事故提供接駁巴士的安排，但今次事件反映港鐵仍然準備不足。他敦促港鐵檢討事件，並加快在東鐵綫沿線加裝屏障，防止因塌樹損毀電力系統。

#### 2013年將軍澳綫電纜鬆脫事件
2013年12月16日中午12時40分，觀塘線一列由調景嶺往油塘站方行駛的港鐵北車長客電動列車，駛至兩站之間的五桂山隧道時，一段30米長架空電纜鬆脫，列車車頂碰撞電纜後冒煙搶火，數名乘客稱聽到幾響爆炸聲，並見車身外有火花，車廂燈光一度半熄，遂報警求助。消防到場後，發現列車停在離油塘站約50米外的管道內，疏散車上150名乘客，由車頭的緊急出口離開車廂，徒步走到油塘站月台，事件中無人受傷。油塘站亦要全面封閉，油塘站至寶琳站及康城站服務完全癱瘓。2時許，港鐵抽調觀塘綫列車，有限度提供將軍澳綫過海服務。港鐵維持每8分鐘的列車在藍田站接載乘客後，使用藍田站後備行車隧道直接駛入將軍澳綫過海段，途經鰂魚涌站，以北角站作終點站（即等同2002年前將軍澳綫尚未通車時的觀塘綫列車行走路線）。此安排一直維持至當天下午5時35分，直至架空電纜維修完成，癱瘓5小時，是港鐵22年來最長時間的故障。
由於將軍澳近年巴士重組大削跨區和過海線，地鐵成為區內最重要交通工具。發生事故時估計約10萬居民出入嚴重受阻，大批受影響乘客在車站內外等候，只可等港鐵安排接駁旅遊巴。其中觀塘站、寶琳站和坑口站的港鐵免費接駁巴士站外有數百人排隊，大批乘客冒寒風冷雨排隊兩小時才能搭到巴士。唯港鐵職員沒提供清晰指示，有夫婦排隊到上車一刻才發現上錯車，要重新排隊；將軍澳站職員更發出錯誤資料，派發的「乘車應變錦囊」小冊子列有2013年11月底已取消的692巴士線。與此同時，將軍澳隧道在半小時內發生兩宗交通意外，共10人受輕傷送院治理無大礙。連環車禍令區內交通「雪上加霜」，嚴重擠塞。
根據服務表現安排，若出現港鐵可控制範圍內的事故而導致服務中斷超過31分鐘，港鐵須繳交「罰款」，透過回程九折優惠安排回贈市民。今次事故令服務中斷4小時55分鐘，故港鐵或被罰款750萬元，估計提供5.7日的回程優惠。

#### 2015年東鐵綫混凝土漿湧入事件
2015年3月21日，港鐵東鐵綫紅磡站附近的沙中綫地盤發生混凝土漿灌入行車路軌事件。當天下午三時半，工人正為隔音屏障工程灌漿，疑其間部份圍板破裂，大量混凝土漿由地盤溢出，一直湧入東鐵綫路軌範圍內，部份混凝土漿蓋着路軌，約80名工人接報到場清理。工人先用鐵鏟將路軌上的混凝土漿鏟走，並開水喉沖走混凝土漿，然後由其他工人用布袋盛載石屎，再一袋袋運走。北行綫往旺角東方向的路軌旁邊有圍板傾斜並明顯破損，相信該處是肇事圍板缺口，外邊堆積大量混凝土。
受事件影響，東鐵綫來往紅磡至旺角東站的列車，需採取單軌雙程行車，服務延誤。紅磡、九龍塘及沙田等多個車站的月台擠滿候車乘客，到站的列車亦極為擁擠，不少乘客需要等候兩、三班車才能上車。列車服務受阻約三小時，至晚上6:34才逐步回復正常。港鐵為事故向乘客致歉，肇事沙中綫地盤事後已暫時停工，以待作進一步調查。

#### 2017年荃灣綫列車縱火事件
2017年2月10日晚上約7時15分，一列由金鐘開往荃灣的荃灣綫列車在開往尖沙咀站期間，有乘客在車廂內縱火，車上亦有濃煙冒出。列車開往尖沙咀站後停駛，所有乘客即時離開車廂及車站，而尖沙咀站的職員亦疏散乘客，車站其後封閉。事故發生期間所有荃灣綫列車不停尖沙咀站。而事件最後令19人受傷，包括1名台灣旅客。其後，縱火的乘客傷重不治，造成1死18傷。

#### 2017年觀塘綫電纜折斷事件
2017年4月10日傍晚約6時，觀塘綫彩虹站至九龍灣車廠的軌道電纜裝置在下班繁忙時間出現故障，起初暫停觀塘站至彩虹站之間服務，其後工程人員需要擴大檢查範圍，佔用更多路軌，導致服務中止範圍由彩虹站延長至九龍塘站。有列車於九龍灣站至彩虹站之間的隧道故障停下，用了近2小時才可將所有乘客經路軌疏散至月台；部份列車照明系統局部暫停，空調亦暫停，多人不適甚至暈倒，要用氧氣罩協助呼吸，共有8人送往聯合醫院。由九龍塘至黃埔站班次減至10分鐘一班，來往觀塘至調景嶺站更需12分鐘一班。港鐵安排接駁巴士接載乘客來往九龍塘至觀塘站，共5,000多人乘搭。觀塘綫列車服務癱瘓近2個半小時至8時25分才恢復。

#### 2017年東鐵綫電纜折斷事件
2017年5月18日下午約3時，東鐵綫紅磡站至旺角東站的一座架空電纜力裝置斷裂，起初暫停紅磡站至沙田站之間服務。最終於晚上7時30分，服務全面恢復正常。

#### 2017年觀塘綫信號故障10.5小時事件
2017年8月5日早上11時，觀塘線牛頭角站與藍田站之間路段發生罕見的「聯鎖系統」故障，故障初期彩虹站至調景嶺站每15分鐘一班，到下午2時30分，觀塘線列車維持5分鐘一班，車程較正常延誤約5至10分鐘。港鐵同時安排免費接駁巴士，接載受影響乘客往來彩虹站至油塘站。根據服務延誤罰款機制的計算方程式，港鐵料罰2000萬元罰款，打破過往紀錄。惟運輸及房屋局以「影響鐵路安全」為由，港鐵只需罰款200萬，因為罰款機制僅以83分鐘計算罰款。立法會議員林卓廷不滿政府的說法等同「港鐵發言人」。

#### 2018年東鐵綫伺服器故障事件
2018年1月11日上午9時25分，負責控制東鐵綫信號系統的伺服器運作不暢順，工程人員轉換使用後備系統及改由人手操作，同時嘗試重新啟動伺服器，但仍不成功。為進行跟進修復，控制中心宣佈暫停東鐵綫全線列車服務，包括城際直通車也停駛。服務癱瘓兩小時至11時半列車服務才陸續恢復運作。故障期間港鐵加派接駁巴士疏導受影響乘客，惟指示不清晰引起混亂。在粉嶺站及火炭站曾有乘客被困車廂良久但得不到任何救援下打開車門沿路軌離開。後來港鐵調查發現故障源於訊號系統發出有問題指令，估計屬軟件運作有問題。同年3月12日，港鐵向政府提交事故調查報告，事件起因乃列車控制系統軟件存在編碼誤差，導致系統發出了「無效訊息」，使控制系統伺服器及所有工作站停止運作。

#### 2018年四綫大故障事件
2018年10月16日，發生自1979年啟用以來最嚴重故障，引致上班繁忙時間全港交通大混亂。荃灣綫信號系統在深夜更新後，由於兩個信號系統不配合，引致荃灣、觀塘及港島綫發生信號故障，控制中心不能傳送列車車速指令。為確保行車安全，列車改由人手操作，並需要慢駛。港鐵在清晨5時56分通知傳媒，同時稱維持12至15分鐘一班車，車程額外多40分鐘。但有乘客表示月台迫滿乘客，等了一小時都未有列車，職員在站內實施人流管制。大批趕上班市民轉乘其他交通工具，但巴士站、小巴站和的士站亦出現大批人龍。有乘客由上水來到九龍塘後轉搭的士，但結果也要等一個多小時才能上車。故障亦引致港九多條主要道路出現大塞車。
港島綫列車於9時20分回復正常，但到早上10時20分，將軍澳綫亦出現信號系統故障到下午1時才完成緊急維修。
港鐵常務總監金澤培連同車務總監劉天成表示今次故障是自90年代後期營運以來從未發生過，會成立調查委員會調查事件，同時會選擇一天為乘客提供半價乘車優惠。10月29日，港鐵在11月3和4日（周六和周日）推出優惠，以感謝乘客故障期間的體諒。使用成人八達通的乘客可以享有小童票價優惠、長者小童及學生則可一元搭車。港鐵車務總監劉天成形容為「一點心意」。但多位議員批評和不滿港鐵的安排，應在平日推出優惠。而乘客認為優惠只在周末推出，不覺得開心。

#### 2019年荃灣綫列車相撞事件
2019年3月18日凌晨3時，在測試新訊號系統時，一列由中環站開往荃灣的列車在駛出車站不久，與另一列開往中環站的列車擦撞，幸當時列車沒載客，只有一名列車上司機受傷。事後，暫停荃灣綫來住中環站和金鐘站的服務。列車服務維持3.5分鐘一班。港鐵表示已暫停測試新訊號系統，直至事故查到水落石出。

#### 2019年東鐵綫載客列車出軌事件

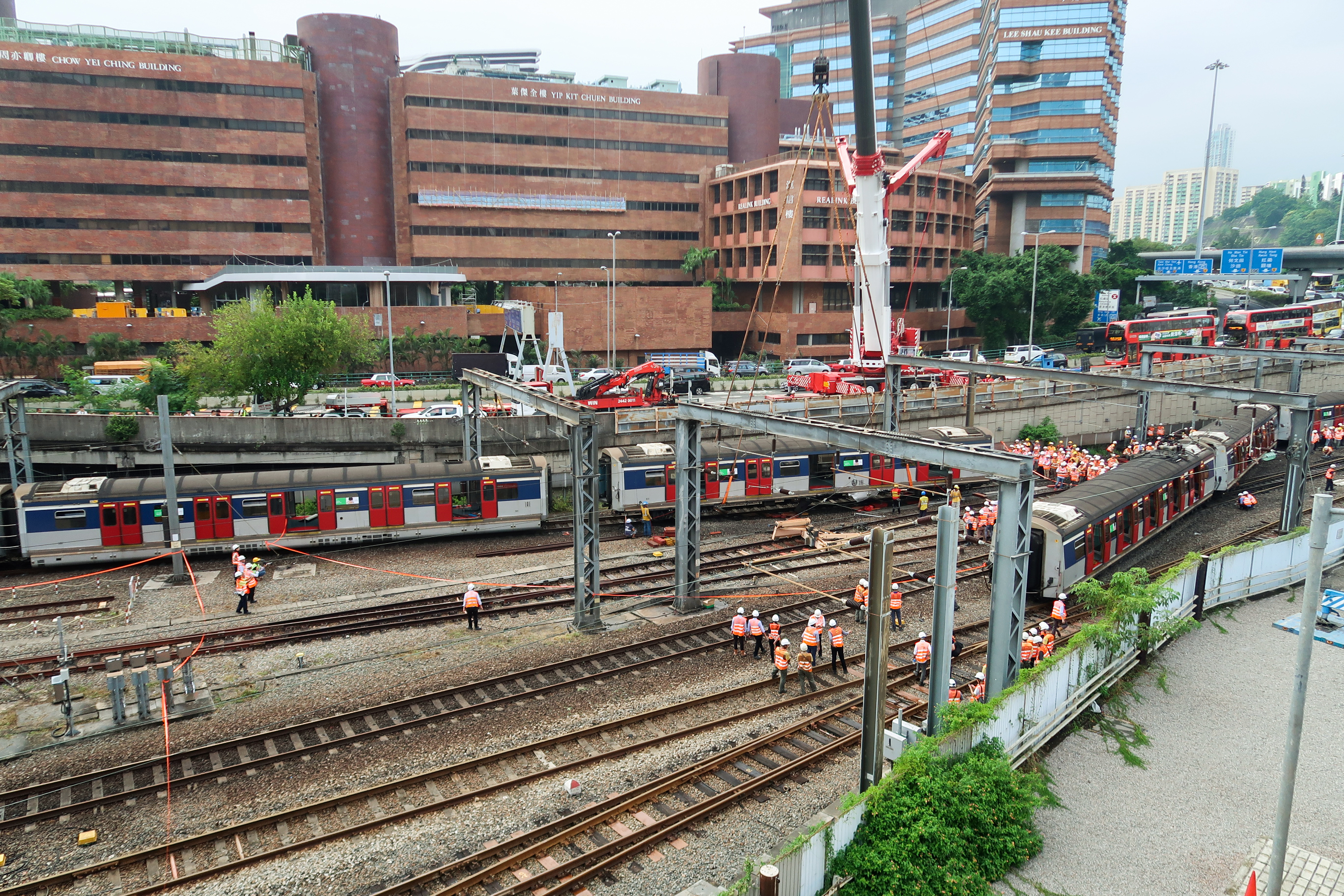
出軌列車現場

2019年9月17日早上8時半，東鐵綫一列港鐵中期翻新列車（E21/E81編組）從旺角東站駛入紅磡站一號月台期間突然脫軌，導致第4、第5及第6卡車廂偏離路軌，以及第4至第5卡車廂之間接駁位斷開，部分車廂的車門因列車脫軌衝力而飛脫，繼1994年後第二宗港鐵載客列車出軌嚴重事故。事故造成8人受傷。受事故影響，東鐵綫紅磡站至旺角東站服務全日暫停，旺角東站至羅湖站服務維持6分鐘一班，旺角東站至落馬洲站服務維持18分鐘一班，另安排免費接駁巴士往來大圍站至鑽石山站，而19班城際直通車班次取消。經過一輪復修工作，紅磡站於9月18日可使用1個月台服務。免費接駁巴士於上午6時半取消，而6班城際直通車班次取消。

#### 2019年全綫暫停服務事件
2019年10月4日，香港經歷了接近4個月的反修例運動，部分示威者嘗試透過影響港鐵車站運作及對其進行大規模破壞，以進行全港大罷工。港鐵表示，由於大量車站遭到嚴重破壞，為顧及所有乘客和員工安全，港鐵宣佈全線暫停服務，港鐵巴士亦暫停。
2019年10月5日，港鐵宣佈全線全日繼續暫停服務，該日下午2點半起僅維持機場快綫香港站及機場站兩站服務。
2019年10月6日，港鐵關閉48個車站，其中馬鞍山線全線暫停，重開45個車站。晚上8點22分，港鐵表示，由於大量車站遭到反修例示威者暴力破壞，港鐵宣佈全線暫停服務，僅維持機場快綫香港站及機場站兩站服務。
2019年10月7日，港鐵關閉54個車站，其中荃灣線及馬鞍山線全線暫停，重開39個車站，並預告晚上6點後全線提早暫停服務以便搶修。
2019年10月8日，有市民發現港鐵站關閉後，凌晨時分有黑衣人破壞港鐵站內設施，然而一名蒙面人手持強光手電筒照向閘外圍觀的人，並對閘外圍觀的人態度惡劣，人們隨即把該名不明身份的蒙面人拍下。同日港鐵關閉13個車站，開放其餘車站，並預告晚上8點後全線提早暫停服務以便搶修。
2019年10月9日，港鐵關閉7個車站，包括觀塘站、旺角站、將軍澳站、坑口站、車公廟站、沙田圍站、石門站，開放其餘車站，並預告晚上8點後全線提早暫停服務以便搶修。
2019年10月10日，港鐵只關閉將軍澳站，並預告晚上9點後全線提早暫停服務以便搶修。
2019年10月11日或以後日子，港鐵所有重鐵車站正常開放，並預告晚上10點後全線提早暫停服務以便搶修。
2019年10月23日，港鐵預告平日晚上11點後全線提早暫停服務，但周末仍維持晚上10點後全線提早暫停服務。
2019年11月24日，因應2019年香港區議會選舉，港鐵打破過往周末晚上10點結束服務的規律，於晚上11時才結束服務。
2019年12月2日，港鐵所有路線回復正常服務，惟維持風險評估需會在特別情況下關閉車站。

#### 2021年港島綫載客列車車門脫落事件
2021年12月2日傍晚近6時，當時正值下班高峰時間，港島線一列西行列車駛至銅鑼灣站時，首卡列車一對面向廣告牌的車門整幅脫落，跌入路軌，門頂的路線圖亦鬆脫，脫落的車門其後在第二卡車廂的路軌被發現，車門玻璃粉碎；而路軌旁一個廣告箱下部邊緣有撬起，大量散落的玻璃碎片布滿路軌上。
列車服務在晚上9時前陸續恢復正常，而灣仔至鰂魚涌站列車服務因此暫停近三小時。
港鐵期後表示事件涉及一種供燈箱和大型貼紙共享的「可轉換廣告板」，因廣告牌用作更換廣告的部件移位，與車門碰撞，導致首卡一對車門脫落，與車門沒有關係。

#### 2022年荃灣綫載客列車轉向架偏離軌道事故
2022年11月13日9時33分，一列荃灣綫列車往中環的列車駛向至油麻地站時；轉向架遷離導致車門飛脫，車門飛脫的車廂停在玻璃幕門顯示第6卡車廂5號門及第7卡1號門的位置上。事故發生後，荃灣綫荔景至佐敦站區間暫停服務。
2022年11月16日，港鐵向政府提交油麻地站有列車偏離路軌及車門脫落的初步調查報告。當日有約150名乘客事發後，經車尾緊急出口斜道，行路軌折返旺角站，港鐵車務總監李家潤表示，原意是安排乘客疏散到油麻地站月台，但因廣播問題，以致部分人往車尾緊急通道離開。
李家潤又說，由於車頭的駕駛室受損，車尾出口打開後，警報沒有傳到車長，幾分鐘後站內職員察覺到情況，向控制中心匯報，中心啟動應變安排，指示觀塘綫往黃埔方向的列車暫停服務，並協助乘客到達旺角站月台。但由於有時間差，乘客在路軌期間，觀塘綫曾有列車在旺角往黃埔方向開出，相信有乘客見到列車。李家潤認為，讓乘客有此經驗是絕不理想，對此致歉，承諾港鐵會深入調查及跟進，亦感謝當日乘客有序前往旺角站。

#### 2022年將軍澳綫車卡脫鈎事故
港鐵將軍澳綫有列車 ( 港鐵市區綫韓製列車 ) 其中兩卡的接駁位機件出現故障，列車啟動安全防護裝置，列車服務一度暫停，1500名乘客從漆黑的路軌疏散。立法會鐵路事宜小組委員會副主席張欣宇指，港鐵用較中性字眼去形容今次事故，但他推斷是兩卡車之間出現鬆脫，用「甩卡」形容較為合適。港鐵代表在記者會上被問及事故是否因「甩卡」導致，港鐵回應指列車已返回車廠深入調查接駁裝置，並沒有正面回應。因本次事故，來往調景嶺站至寶琳站及康城站服務暫停約4小時，期間大批市民需排隊轉乘港鐵免費接駁巴士或其他交通工具，認為形容排隊情况混亂，當中包括市民排錯隊白等，有人更稱由康城步行了一小時出來到調景嶺站。列車服務到中午後才恢復正常。兩名女乘客包括一名孕婦，報稱不適要送院。

#### 2023年黃大仙站嚴重水浸事故
2023年9月7日深夜，當日香港受到低壓槽影響而出現暴雨，天文台發出黑色暴雨警告，期間黃大仙站出入口的樓梯及扶手電梯有大量雨水湧進車站大堂甚至月台而導致水浸。而港鐵於翌日（2023年9月8日）凌晨約12時宣佈黃大仙站需要關閉，期間觀塘綫列車不停黃大仙站；其後亦在凌晨約12時30分宣佈觀塘綫黃埔站至觀塘站的列車服務暫停。而在當日日間，位於黃大仙中心北館外的車站B3出口幾乎被雨水掩沒。直到同日晚上，港鐵表示會在翌日（2023年9月9日）重開黃大仙站，但部分扶手電梯、升降機、入閘機、月台幕門以及廣播設備等因損壞而未必能全數恢復使用。然而在重開當日早上9時許車站有電纜發生故障，事故期間車站須進行緊急疏散，而觀塘綫石硤尾站至彩虹站的列車服務亦須暫停。其後有消防員及警員到場並進入月台視察，而經初步檢查後發現是車站往調景嶺方向的隧道頂部有輕微滴水，初步相信與早前暴雨水浸有關。

#### 2025年將軍澳綫電力故障事故
2025年5月22日下午5時15分，港鐵將軍澳綫油塘至北角站之間的列車隧道有架空電纜出現跳掣並傳出火光巨響，導致電力供應受阻，北角至調景嶺站服務先暫停。後來康城至寶琳站信號系統亦受阻，將軍澳綫全綫服務暫停。其後港鐵立即進行搶修，晚上約8時40分恢復部分服務：調景嶺來往寶琳及康城分別6及10分鐘一班；調景嶺來往北角繼續停駛。至晚上10時33分，港鐵搶修完成，將軍澳綫全綫恢復服務，事故歷時逾5小時。
因事發正值傍晚繁忙時間，受影響人流眾多，港鐵提供免費接駁巴士疏導人流，九巴、城巴及渡輪等交通工具亦加強服務。惟期間將軍澳隧道亦曾發生交通意外，導致將軍澳一帶的交通頗為擠塞，並有市民反映安排欠佳。運輸及物流局局長陳美寶表示高度關注事件，機電署已派人跟進，要求港鐵盡快遞交報告。港鐵就事件向受影響乘客致歉。

### 中等程度事故
- 2008年12月，港鐵觀塘綫因維修人員疏忽架空電纜隔離器，觸發短路架空電纜損壞斷裂（架空電纜受損的地方約為油塘站向油麻地方向前行約150米的地方），令列車服務一度停頓近4小時。
- 2010年10月21日早上繁忙時間，港鐵荃灣綫因油麻地站上一條架空電纜斷裂，導致油麻地站至佐敦站服務完全停頓。大批市民於上班時間滯留站內。至早上10時才回復正常。
- 2011年5月，觀塘綫九龍灣站正逐步安裝月台半身閘門於5月15日曾發生故障，部份已安裝的閘門未能開啟，要人手操作打開閘門讓乘客上落車。到了同年8月2日早上上班繁忙時間，九龍灣站往調景嶺方向的月台閘門發生故障，要由月台助理及乘客合力拉開閘門讓乘客上落。故障時列車須改為人手操作，入站時要慢駛，導致沿綫列車服務受阻兩小時，大批乘客要在彩虹站落車轉乘列車，彩虹站非常擠迫。有乘客不滿「港鐵職員以廣播粗暴喝令乘客落車」，對港鐵安排混亂大表憤怒，但港鐵至今並沒有交代。
- 2011年7月14日，東涌綫一列開往東涌站列車行駛途中冒煙及傳出燒焦味，駛抵欣澳站疏散乘客，港鐵指車卡煞掣系統失靈，其中一卡車煞掣後，「逼力」未能完全鬆開產生磨擦所致。
- 2011年7月20日，一列由欣澳站開往東涌站列車由於重力煞車產生磨擦，自動煞停，傳出濃烈燒焦味，港鐵發言人解釋是因為重力煞車產生磨擦引致。
- 2011年7月24日，一列列車駛入東涌站後出現搖晃及冒煙，令行車不穩定。列車班次延長7分鐘。經檢查後發現車底的軸承移位，令車廂重量不平均及出現不規律跳動，導致部分用作固定路軌的鋼夾損壞。由於往後數天須維修多部列車及鋼夾，東涌綫列車服務在7月尾期間延遲約一分鐘。
- 2011年8月3日早晨上班繁忙時間，港島綫天后至金鐘段出現電力跳掣，列車由銅鑼灣站開往灣仔站途中，電力系統突然故障跳掣，近車尾底部傳來一聲巨響，繼而有煙冒出，列車隨即停下，車內電力則告中斷，後備電力啟動，提供基本照明及開動抽氣機。列車跳掣後，觸動電力保護裝置，使天后站至金鐘站供電系統亦跳掣，未能向列車提供電力，港鐵隨即檢查沿线列車情況，發現除跳掣列車故障外，尾隨其後正駛近銅鑼灣站的列車亦有故障。合共造成2,000多名乘客被困在無冷氣車廂10多分鐘，服務受阻逾20分鐘，多個港鐵站擠滿乘客，逾萬人受影響。約8分鐘後，港鐵安排兩列車先後進入灣仔站及銅鑼灣站，乘客疏散返回月台。消防員抵達灣仔站，向冒煙列車進行檢查，證實未有發生火警，無人受傷。兩列車其後駛往金鐘站避車處進行檢查。[144]港鐵發言人指，事發期間共有4列列車受影響，其中2列列車顯示電力故障，要在銅鑼灣及灣仔站分別落客，返廠檢查，疏散乘客約2,200人；另兩列列車則一度停在隧道內，至9時20分系統才回復正常。[145]
- 2011年8月6日下午1點半時，東鐵綫近大埔墟站的信號系統發生故障，有乘客投訴由粉嶺前往大埔墟3個站之間，列車停頓3、4次，延誤近10分鐘。其間車站內有廣播，亦有車務調動，部分北行往羅湖方向列車要改以沙田為終點站。服務於下午3點10分回復正常。該故障更是港鐵6日內所發生的第7次事故。[146]
- 2012年7月3日早上8時30分，一列往北角的將軍澳綫列車，駛至將軍澳站上落客後，當車長準備開車之際，發覺其中一扇車門未能關閉，列車無法開出，車長立即向上級請示，決定通知車廂內1,700名乘客被迫落車，需轉乘另一班列車。由於正值上班繁忙時間，乘客指當時月台逼爆候車人群，苦候10多分鐘才能夠上車，引起乘客鼓譟。不過，港鐵指事故僅服務受阻三至四分鐘。[147]
- 2013年1月24日，北角站有幕門起火，港島线不停北角站，將軍澳綫調景嶺至寶琳維持五分鐘一班，調景嶺至康城維持十分鐘一班。
- 2017年10月26日凌晨1時10分，知情人士[谁？]報道一部無載客港島綫列車駛回廠時，第三卡車輪突然出軌，偏離軌道，車卡輾壓路軌及軌道旁的設備造成損毀，並撞毀一條供車長上落的石屎樓梯。港鐵證實事件，指事件中無人受傷，公司現正全面調查，政府相關部門並已知悉事件。[148]
- 2019年3月24日凌晨零時許，東涌綫一列開往香港站的列車，行駛途中因架空組件鬆脫，令車頂的集電弓墮下，列車慢駛至欣澳站停下。受事件影響，機場快綫來往香港站和機場站的列車服務暫停，來往機場站及博覽館站，維持15分鐘一班車，市區預辦登機服務現已暫停。東涌綫來往香港站至欣澳站列車服務維持10分鐘一班車，來往欣澳站至東涌站列車服務暫停。機管局未有收到因機場快線列車服務而不能登機的投訴。
- 2019年7月25日凌晨3時50分，一列工程車於進行例行更換路軌維修工程期間，於東鐵綫大學站附近，其中一組轉向架出軌。由於緊急維修仍然進行中，當天早上暫停火炭站至大埔墟站之間服務，港鐵安排免費接駁巴士行走沙田站至大埔墟站，中途停火炭及大學站。下午2時27分，即工程人員經搶修約9小時後，東鐵綫服務陸續恢復正常。
- 2019年8月25日凌晨0時25分，東鐵綫大埔墟站附近的一座架空電纜因塌樹受損，暫停火炭站至上水站之間服務，期間分別有一列往紅磡列車及一列往上水列車停在該路段，未能繼續行程。由於緊急維修仍然進行中，當天早上暫停大學站至粉嶺站之間服務，港鐵安排免費接駁巴士行走大學站至粉嶺站。早上10時36分，即工程人員經搶修超過10小時後，東鐵綫服務陸續恢復正常。[149]
- 2019年10月6日，一列由葵興站（當時荃灣綫受反修例事件影響，只停葵興、荔景及美孚）開往美孚站的列車在茘景站渡線以時速10公里慢速行駛時超越停車燈號位置，該路軌平常不會使用，列車越過該位置時觸碰到軌旁石屎躉，但列車車輪沒有偏離軌道。6名乘客及2名職員受傷，車長被暫時調離駕駛職務。[150][151]

## 爭議事件

### 城際直通車輾斃狗隻事件

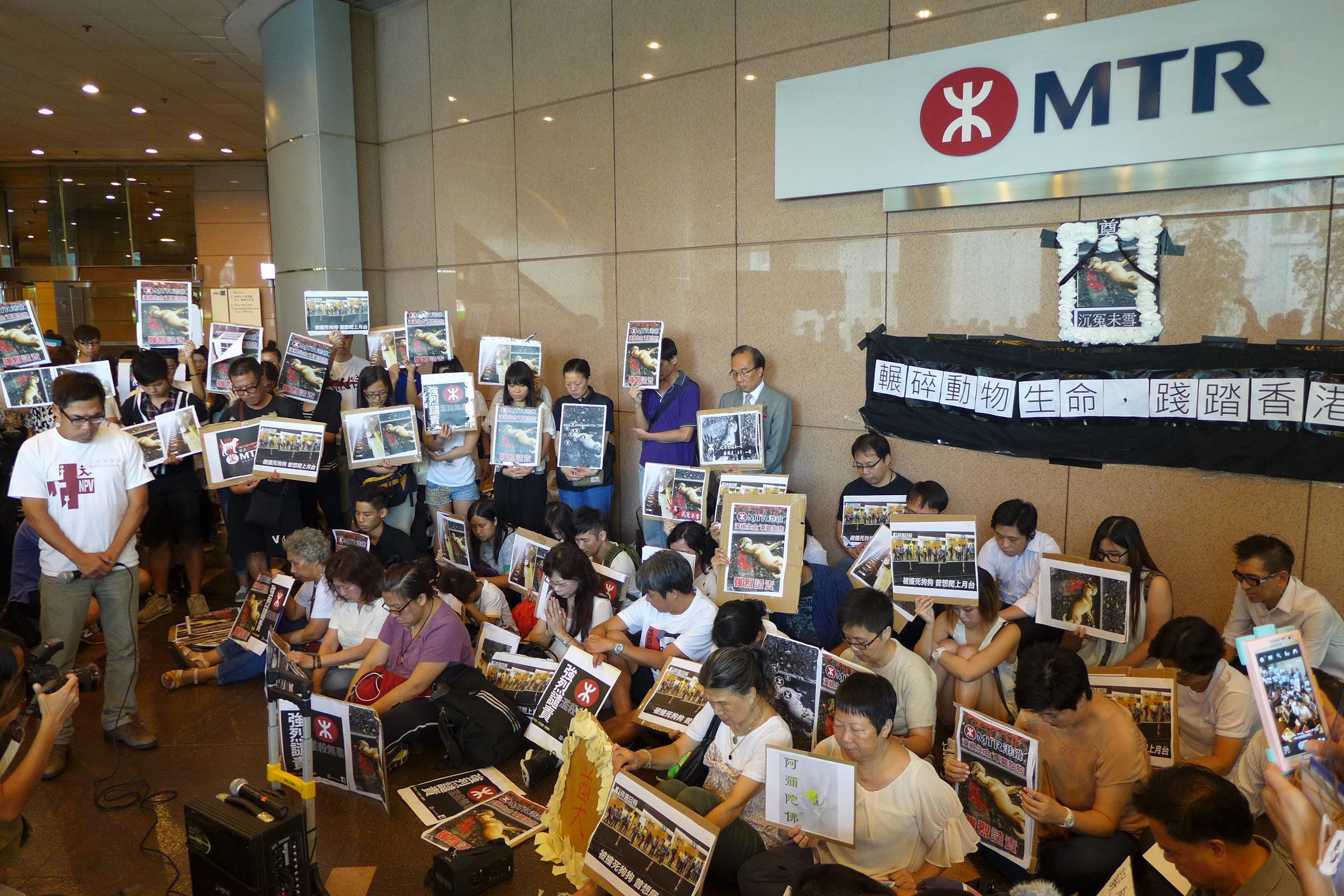
8月22日，近100人響應網上號召，到位於九龍灣的港鐵總部大樓，抗議日前有狗隻在粉嶺站被列車輾斃

2014年8月20日早上約9時50分，一隻啡黃色的中型唐狗突然闖入上水站南行線路軌，當時有乘客發現後即通知車站職員。有目擊者指出，車站職員曾暫停列車行駛，走入路軌嘗試驅趕唐狗，擾攘約6至7分鐘後，卻未能成功將唐狗帶離路軌，但車站職員仍重啟列車服務。最後該唐狗跑到粉嶺站路軌，遭一列當時駛入月台的城際直通車直接輾斃。
多名目擊意外的乘客在網上發放事發圖片，質疑港鐵在利潤優先前提下，避免列車延誤延遲引致通報政府及巨額罰款，所以於明確知悉有狗隻在路軌範圍仍決定繼續讓列車行駛。
有媒體就事件向港鐵查詢，港鐵回覆時指事發時有月台乘客發現唐狗，通知月台上車務人員，但職員經搜索後一直未有發現唐狗，直至20分鐘後屍體出現於粉嶺站路軌上，狗屍交漁護署處理。
港鐵發言人無正面交代唐狗被輾斃的原因，以及為何唐狗未離開路軌便重啟列車服務。港鐵當時更表示無法證實狗隻死亡和來自中方的跨境直通列車有關。
有網民發起聯署，要求港鐵交代列車輾斃唐狗意外真相，至8月21日中午已有逾4萬人參加聯署，及後有近9萬市民網上簽名要求港鐵解釋事件。港鐵回應市民要求，於事件約35小時後，再發出另一份聲明，內容提到：昨日早上約9時50分，港鐵職員於上水站發現有狗隻進入了路軌範圍。車務控制中心即時停止列車駛入該路段，而車站職員則嘗試引領該狗隻到安全地點，然而他們並不成功，狗隻匿藏在月台底部，職員隨即進入路軌範圍，嘗試將狗隻抱起帶走，但過程中因狗隻掙扎，一位港鐵職員受傷。《蘋果日報》更向食環署及漁護署求證，兩個部門均聲稱沒有處理過有關動物屍體。港鐵最後承認狗屍已棄垃圾站。
港鐵發表詳盡版解釋後，有市民上載當時錄影片段，證實港鐵補充聲明內多處不盡不實，包括：兩名職員進入上水站的路軌範圍欲將狗隻驅離路軌範圍，但無直接與狗隻接觸，職員並無將唐狗抱起；唐狗沒有掙扎過；兩名職員並沒有受傷；職員離開路軌時狗隻仍在路軌上，並非匿藏在月台底。片段更証實職員曾警告，阻止月台乘客協助狗隻返回月台。
港鐵車務總監金澤培於8月22日記者會上為未能救狗道歉，並應要求向狗隻遺照獻花，但仍然未有承認狗隻被列車撞死，亦沒有解釋為何控制中心施壓上水站於一分鐘內解決事件。車務總監金澤培於會上亦承諾徹查事件，並於一周內公開調查報告。直至翌年3月，港鐵方公開調查報告，但仍拒絕就此事而道歉。
九鐵車務員協會則發表聲明譴責公司高層未完成調查就向公眾道歉，堅持事件並非鐵路員工處理失當，認為此舉影響鐵路員工的專業形象和使前線員工受到壓力。對此事件，中國官方媒體《環球時報》批評港人「小題大做」，但《南方都市报》發表文章指出事件源於香港這個高度發達社會對於生命的重視及對動物權益保護有着悠久的傳統，文章並分析了小狗死亡引發軒然大波的深層次原因。
「香港十八區動物保護專員」召集人麥志豪及「爭取成立動物警察大聯盟」向香港警察舉報港鐵在事件上觸犯第169章《防止殘酷對待動物條例》刑事罪行，但香港警察只將事件列為求警協助案，案件最後獲警方不了了之方式處理。

### 攜桌球棍上車遭警告事件
前亞運金牌選手、現任香港桌球總會教練陳國明，於2015年7月14日由上水乘港鐵前往火炭香港體院教波時，在上水站被港鐵職員截停，並指他的桌球棍盒為160厘米，違反「攜帶行李不可超過130厘米」的規例，不僅被禁止乘車，更當場收到警告信，如有再犯將罰款2千元，甚至入獄。陳國明坦言雖明白港鐵職員只是執行職務，但亦理應視乎實際情況才採取行動：「其實有好多桌球員、甚至世界女子冠軍吳安儀，都試過好多次搭火車因桌球棍盒長度問題被逐，不過有部分被檢查過知道盒內是桌球棍就獲放行，但我今次講得清清楚楚都不得要令。」他將事件放上Facebook，引起極大迴響。有網友反應激烈，直指港鐵職員矯枉過正，更有人說「捉水貨客又唔見你哋咁落力」，另有網民希望港鐵方面可以聽取各方意見，妥善處理同類情況。

### 乘客站內飲水遭警告事件
2015年8月13日，有網民在facebook群組「香港機場實況討論區」上載照片，指其同事的朋友昨在荔枝角站內飲水，被港鐵發警告通知書，呼籲其他乘客小心。該通知書照片顯示涉事乘客前日下午約四時，在荔枝角站一號月台，違反港鐵附例第27b條「飲食」，聲明港鐵會紀綠該次違例事件，並指若乘客再犯可被檢控及處以罰款2,000元的最高刑罰。不少網民指天氣炎熱，乘客須飲水相當正常，否則若中暑，後果可大可小，諷刺港鐵「嚴過班房（即是嚴過課室）」。港鐵回應指，由於涉及個人私隱，未能提供上述個案資料，但指已透過告示及廣播提醒乘客入閘後切勿飲食，職員會不時巡查，若發現乘客違例飲食會勸喻、警告或有需要時作出檢控，呼籲乘客為他人着想，入閘後切勿飲食，保持港鐵清潔。

### 女學生攜古箏遭攔截事件

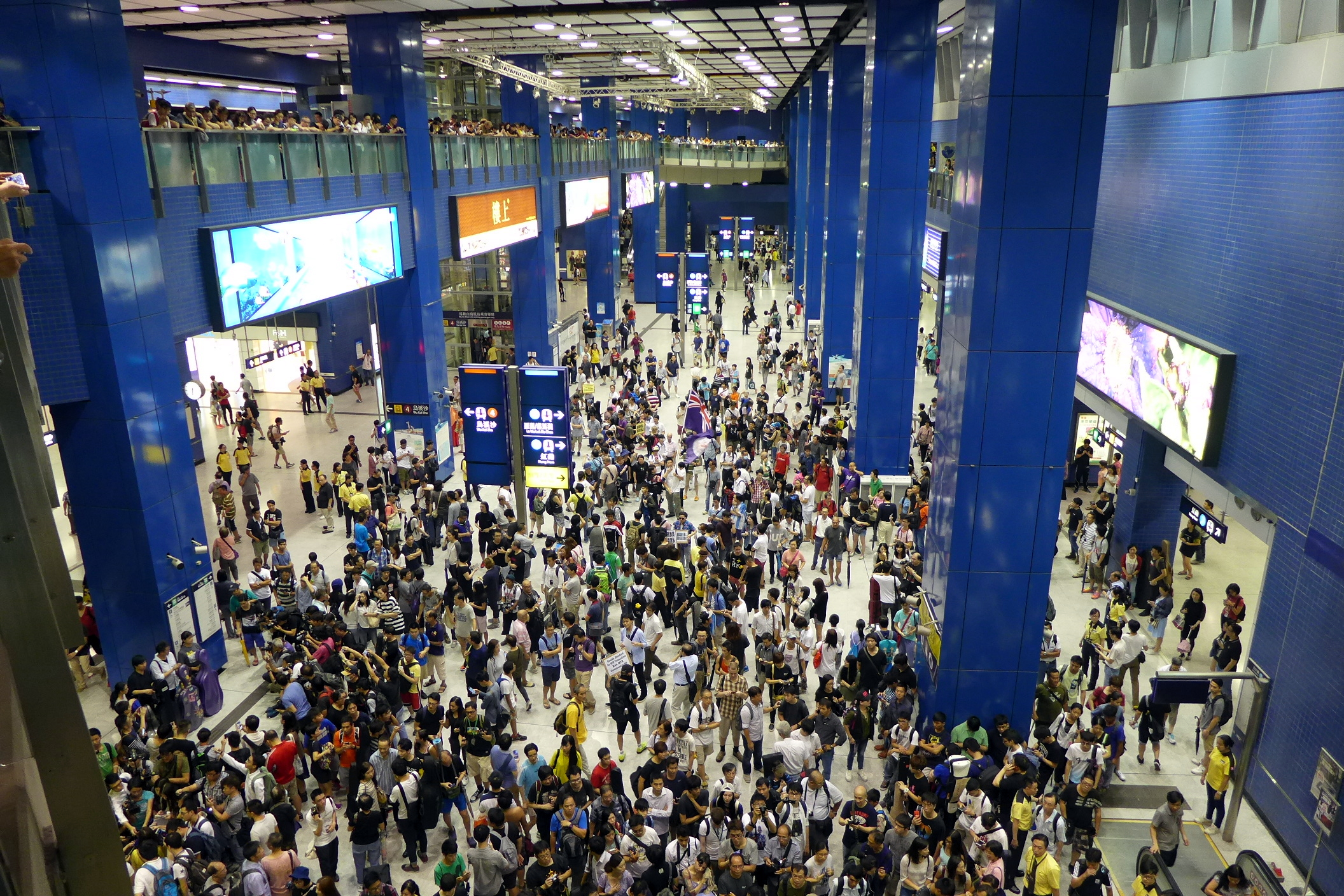
逾百市民於2015年10月3日在大圍站大堂示威，抗議港鐵禁止攜帶大型樂器及縱容水貨客

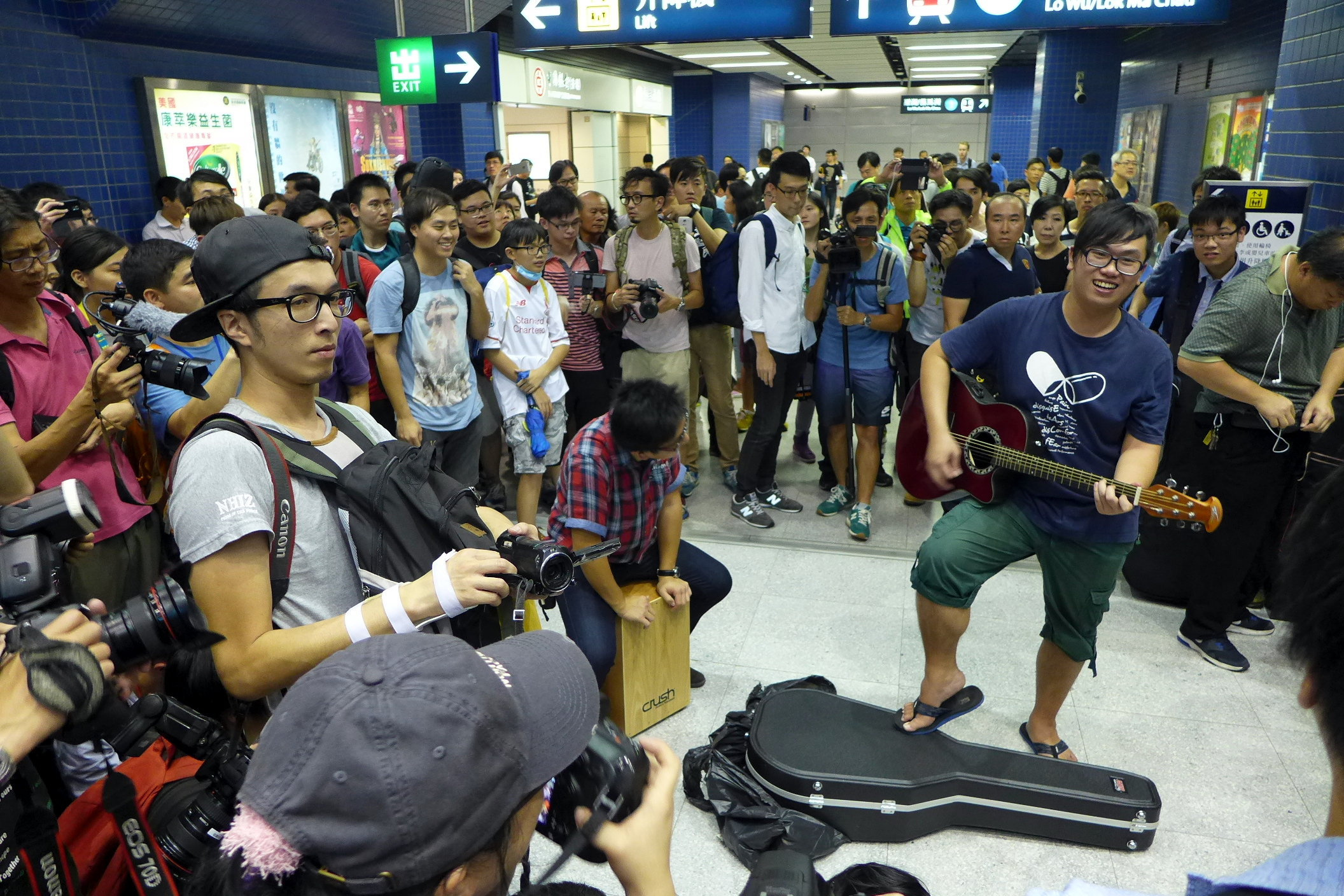
在大圍站大堂，樂手拿起樂器演奏示威

2015年9月16日，facebook「大圍聯盟」群組於15日晚上載一張照片，一名身高約1.6米、身穿校服的女學生，背著一個與她身高相約的古箏，站在港鐵大圍站。當時，她正被3名港鐵職員包圍，疑因攜帶體積大的深啡色古箏盒，而遭截停查問。有網友指，事件發生於傍晚6時許，該名女生被指古箏太大，不獲進入月台。該相片在網上瘋傳，網民紛紛「洗版式」抨擊港鐵處理乘客攜帶大型物件的條例時，「雙重標準」及「執法不公」。他們以水貨客事件作比較，指港鐵對水貨客寬容，卻嚴禁乘客攜帶大型樂器上車。當中更有不少音樂愛好者坦言「身同感受」，促港鐵檢討現行條例。有網民亦隨即在Facebook上載多張攝於港鐵車廂的相片，相中可見乘客帶著關刀、長槍及洗衣機等上車，但未見有職員阻止，有網民質疑港鐵雙重標準，欺善怕惡。
其後不准學生乘客攜帶樂器乘搭列車的風波愈演愈烈，一名香港浸會大學音樂系學生，攜帶大提琴在大圍站上車後，被「追蹤」到九龍塘站轉車時，遭兩名港鐵職員截停。男生被帶到房內量度大提琴高度，發現大提琴高134厘米，超出港鐵行李規定的標準4厘米，向他發出警告信，並警告他若再犯，港鐵法律部再發警告信就會正式控告他，由法庭決定罰款額。事件再惹網民不滿。
到9月25日，香港管弦樂團和教聯會發出聲明，對港鐵的限制表達關注，前者認為措施影響音樂愛好者，要求探討解決方案，後者深表不滿，認為措施對學生學習樂器構成嚴重不便，妨礙體藝發展。9月25日晚於香港站中環行人隧道表演的「香港眾樂團」，有樂手於演奏時在譜架及樂器上展示「請尊重音樂人攜帶樂器的權利」、「樂器不是貨物」等標語，向港鐵抗議。有市民在網上號召全港中西樂學生、老師、樂手，於10月3日（周六）晚上6時，攜帶大型樂器到大圍站抗議，期望爭取港鐵酌情容許攜帶大型樂器的市民使用港鐵。最後，港鐵態度軟化，承諾會檢討行李規定。
2015年10月3日傍晚6時許，逾百市民於大圍站大堂示威，抗議港鐵禁止攜帶大型樂器及縱容水貨客，當中數十名為音樂人，分別㩦帶大型樂器如大提琴、結他、手風琴等到場，成功入閘乘車。抗議亦吸引大批市民到場，對港鐵執法不一表示不滿，認為港鐵「放生」水貨客。港鐵事務總監蘇家碧表示有關人士利用該場合，於車站範圍內作出不恰當及破壞行為，滋擾其他乘客，又對港鐵職員無理指控，影響車站整體運作，對此非常遺憾。

### 觀塘站天橋唱歌被阻事件
《中國好聲音》香港區冠軍、音樂人劉卓軒於2015年9月26日晚在港鐵觀塘站，近APM商場出口的行人天橋唱歌，被港鐵職員阻止，港鐵職員其後報警。音樂人自稱是測量師，質疑該地屬公共空間，指職員無權干涉。翻查地政署資料，創紀之城第五期連接港鐵站出口、橫跨觀塘道的行人天橋「位於政府土地」。立法會議員田北辰表示，政府土地也可以由港鐵管理，若政府批准該處為《港鐵附例》管轄地方，港鐵便有權要求停止表演。若政府只是委託港鐵清潔該地點，港鐵行動前要先聯絡政府相關部門。

### 田北辰站內競選謝票事件
2016年9月10日，《明報》取得一封由港鐵車務營運總管李聖基於2016年9月5日傳送予其他管理層的內部電郵，內容提及名為Michael Tien的人表明打算在港鐵車站內感謝支持者，要求港鐵站主管行使「合理彈性」（exercise reasonable flexibility），並在電郵末段稱，若發現任何「傳媒敏感的事情」（media sensitive issue），需通知客戶服務部。
《明報》記者於9月8日傍晚發現田北辰與助理在輕鐵兆康站轉乘西鐵站的範圍內謝票，其間未有港鐵職員干預。不過根據港鐵車站平面圖，該處為港鐵附例適用的鐵路處所。任何候選人都不可在港鐵的鐵路處所及管理範圍內進行任何競選活動，派發單張或任何印刷品，否則有可能違反相關附屬法例。

### 北角站招牌涉嫌僭建事件
2016年12月5日，屋宇署在港鐵北角站B4出口張貼告示，指港鐵在該出口的上蓋大廈之簷篷底一個懸掛式港鐵標誌招牌及支架屬於僭建，事前並無根據《建築物條例》事先向屋宇署申請及獲得批准，署方按照《建築物條例》命令港鐵在30日內展開拆除工程，事件是由署方委聘的顧問公司在北角七姊妹道進行「大規模違例招牌清拆行動」時揭發。署方續指任何人若在指定日期內仍未遵從命令，又無合理辯解，即屬違法，當局將提出檢控。一經定罪，可處罰款20萬港元及監禁1年，更可就罪行每持續一天另外罰款2萬元。

### 調景嶺站入閘機故障事件
2016年12月18日早上時分，港鐵調景嶺站入閘機曾一度出錯，四百多名乘客的八達通卡被多扣八角車資，港鐵表示正跟進相關事件。

### 宣傳廣告針對背包客事件
2017年3月初，港鐵為針對車廂擠迫問題，製作短片及海報宣傳呼籲乘客上車時放下背囊，以免阻礙其他乘客。不過短片上載到facebook專頁後，引起大量網民激烈批評，認為是醜化及變相帶頭公審、針對帶背囊的乘客，卻忽視了行李篋違規的嚴重，認為要解決車廂過於擠逼的問題，應從分流入手，以及阻截超過許可尺寸的行李篋。梁金成計劃發動「戒背囊、齊拖篋」行動抗議。港鐵董事局主席馬時亨回應指，有關呼籲只是「希望方便乘客」，「大家將就下」，希望市民明白其出發點。

### 西鐵綫車站大堂加鐵鍊 禁止市民坐下
西鐵綫車站大堂空間廣闊，但港鐵一直未有設置座位讓市民休憩。有市民更會在坐在走廊玻璃幕牆地台休息和涼冷氣。不過由2021年3月開始，港鐵稱有人投訴車站環境造成影響為由，在天水圍站、元朗站及朗屏站大堂近玻璃幕牆位置加裝了鐵鍊，禁止市民坐下。市民批評港鐵沒有人性，也認為鐵鍊十分核突（醜）。

### 港鐵職員疑跪頸制服乘客事件
2021年4月17日早上，一名21歲有精神病紀錄的男子手持一張殘疾人士身分個人八達通和公立醫院精神科醫療紀錄文件證明，在杏花邨站出閘時突然被在場港鐵職員要求查票。男子情緒激動，網媒拍攝到港鐵職員以跪頸動作，按地制服該男子。警員接報後持盾到場把他拘捕。被捕男子受傷與5名受傷職員同送東區醫院治理。港鐵未有正面回應為何要使用跪頸方式制服乘客，只表示會在致力可行情況下維持車站秩序，於安全情況下截停拒合作和逃跑的逃票人士。香港復康聯盟主席張健輝批評港鐵做法離譜，認為不必要派出五名職員截查一個乘客，並使用壓頸方法制服，加上使用殘疾人士八達通的人士可能樣子與平常人無異，不排除事件因誤會引起，港鐵應加強培訓員工。事後該名青年患上橫紋肌溶解症和強迫症，至今亦不敢獨自乘搭港鐵，同時需定期服藥及接受心理輔導。
到2023年7月12日，被告否認3項襲擊致造成身體傷害罪、兩項普通襲擊罪及一項刑毀罪。案件審訊期間控方一度質疑醫生的專業資格，但裁判官對於控方的指控感到不解。裁判官曾宗堯裁定被告5項襲擊罪名不成立，刑毀職員眼鏡則罪成，被判罰款2,500元及賠償2000元。裁判官曾宗堯指出雖然港鐵附例列明職員有權查核乘客車票，但無賦予使用合理武力的權力，並無公民逮捕權。法官又指4名港鐵職員口供出現矛盾、遺漏關鍵情節，而片段與事實是違背。形容被告在職員人多勢眾的環境以不堪手法按壓被告。

#### 乘客稱被港鐵職員無禮呼喝推撞
2022年4月7日，網民在facebook「公務員secrets」社交群組發出帖文和兩張照片，稱自己在杏花邨站出閘時遭多名查票人員大聲兇惡，期間更有職員出手推撞，要求事主出示八達通卡作檢查。其後事主雖然配合職員要求，但其後查票人員亦要求示身分證。而事主要求展示職員證投訴卻遭到拒絕，之後用手機拍攝更「作勢」試圖搶奪手機和要求刪除相片，同時指職員挑釁要求事主返回車站。事主批評涉事職員無禮貌，認為公營機構不懂得為市民提供合理服務。港鐵回應指“當日杏花邨站並無相關事件，公司亦無進行查票工作。依據圖中車站環境，相信有關照片並非近期拍攝。”網民發出的照片背景之OK便利店招牌使用舊商標，唯該分店招牌已更換成新標誌。

### 反對逃犯條例修訂草案運動

#### 車務安排爭議

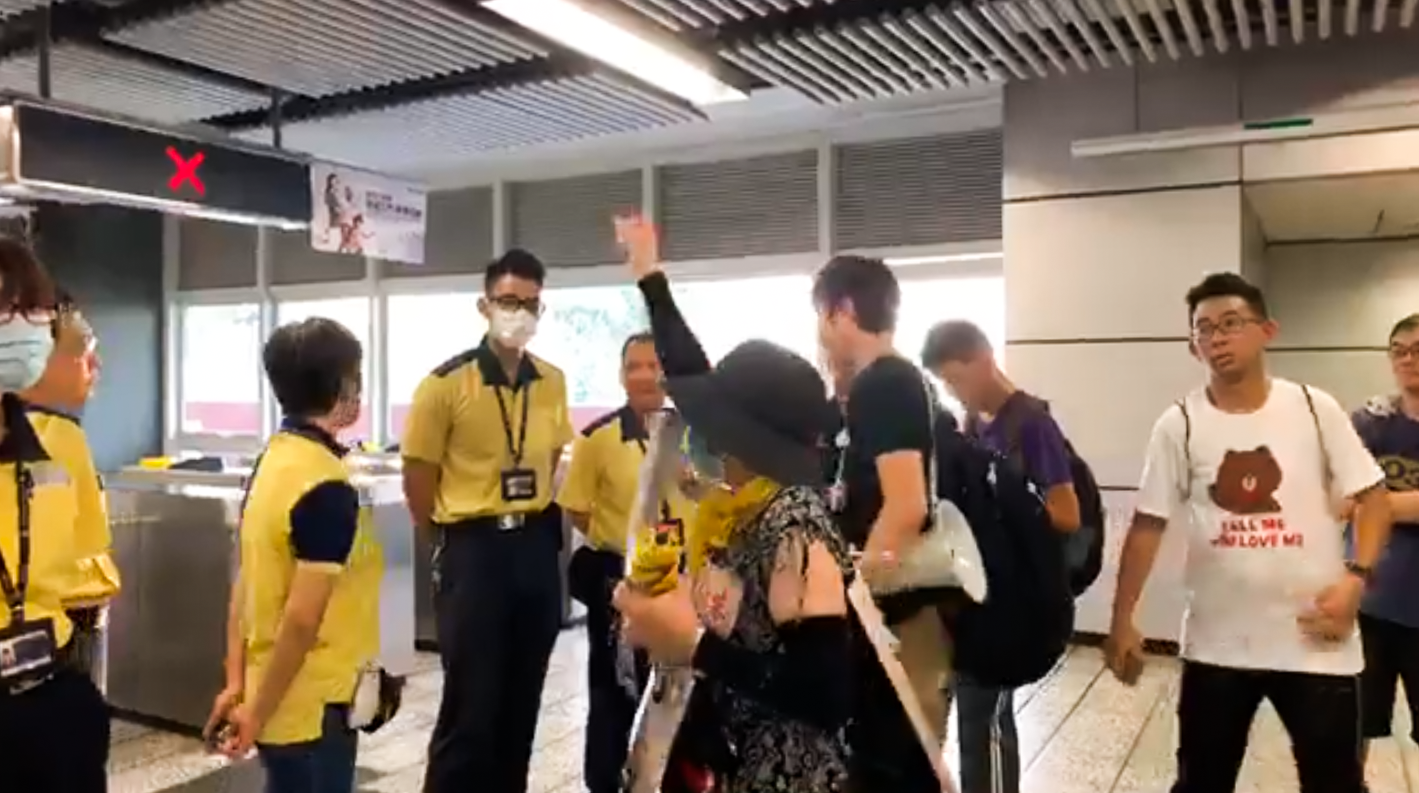
2019年8月24日下午4時許，有遊行人士在遊行結束後往九龍灣站抗議，對局部停運向職員表達不滿

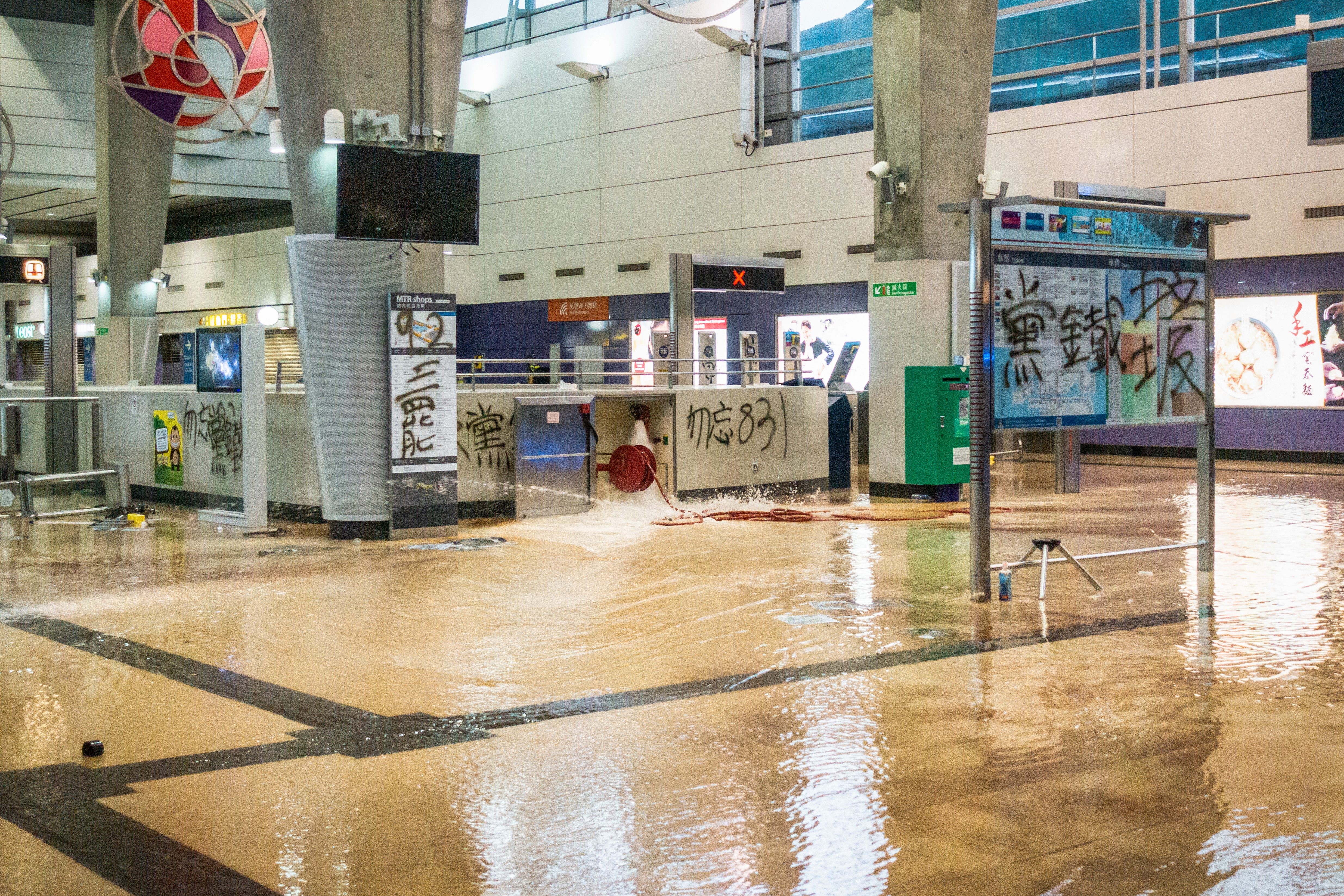
2019年9月1日，示威者在乘客離開東涌站後，在站內破壞設施，又開了消防喉放水，令大堂水浸

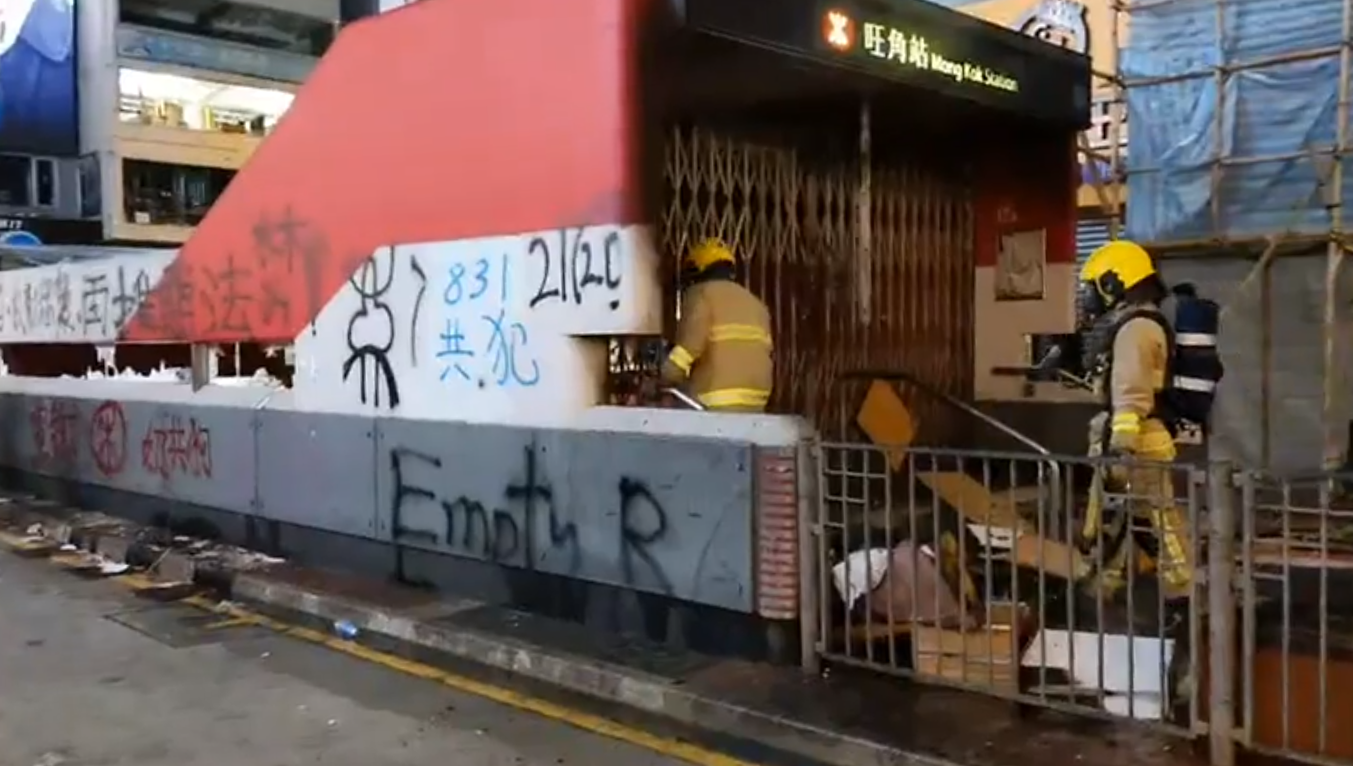
旺角站遭到破壞和塗污（2019年10月6日）

2019年香港爆發反對逃犯條例修訂草案運動，各區不斷出現示威活動。6月12日金鐘被示威群眾佔領道路，港鐵於晚上因應警方要求封閉金鐘站，港島綫及荃灣綫列車不停金鐘站，轉車乘客需改到中環站轉車，而南港島綫服務更被縮短至海洋公園站，無法往返港島北，只提供海洋公園站至堅尼地城站的接駁巴士，有關安排至翌日下午才回復正常，影響大批南區市民上班，多名南區區議員對此向警方表達不滿。
7月14日沙田區遊行的警民衝突後，港鐵因應警方要求，宣佈東鐵綫沙田站列車服務暫停，惟此舉引起示威者恐慌，擔心未能離開現場，於是有不少示威者在沙田站月台阻礙當時最後一班停站的列車，希望容許更多示威者趕及上車，直至港鐵宣佈列車服務回復正常為止。經過當日事件後，港鐵一度改善有關安排，當因應警方要求暫停某一車站常規班次列車服務的時候，會同時安排特別班次由該車站開出，接載乘客離開車站。
直到8月21日元朗靜坐活動的示威者遭武裝警察驅散後，港鐵一如以往於元朗站安排特別班次，然而，此舉引來了中華人民共和國政府官方傳媒《人民日報》點名批評港鐵，斥責有關安排是「護送黑衣暴徒離開」。及後，受壓的港鐵再更改安排，表示可隨時暫停列車服務及關閉車站。
8月23日晚上8時，逾21萬人牽手築起香港之路，港鐵於9時關閉葵芳站。10時，人鏈解散後，大批市民於葵芳站抗議。
8月24日下午1時，有市民發起在觀塘區舉行「燃點香港·全民覺醒」大遊行，惟港鐵在早上10時許突然宣布因應公眾活動，中午12時起觀塘綫彩虹站至調景嶺站之間的列車服務暫停；而九龍灣站至藍田站之間各車站則暫時關閉。同時亦未有提供接駁巴士。這是反修例事件6月爆發以來港鐵首次在獲發不反對通知書遊行開始前便關站及停駛。不少市民批評港鐵停運決定嚴重影響市民生活。立法會議員批評做法妨擾市民參與合法的公眾活動。到近下午1時許，觀塘站A出口閘下有4人靜坐抗議封站，要求港鐵高層交代。到1時55分警員強行清場後，市民在站外踢閘抗議。
到晚上8時38分，港鐵車務總監劉天成向乘客發出公開信，指社會上的政治爭議所引發了一些在鐵路發生的事件和衝突是公司運作40年來最大的挑戰，希望乘客諒解當日觀塘綫的特別車務安排。他說關閉個別車站是「經過審慎考慮、不得已的決定」，以「確保車站內所有人安全」。列車服務於晚上11時45分回復正常。運輸及房屋局表示港鐵關閉車站非人為錯誤、由港鐵公司自行提出並經政府同意，港鐵公司不需根據服務表現安排作出罰款。
8月25日荃葵青遊行，港鐵實施同樣做法，將荃灣綫荃灣站至大窩口站之間的列車服務暫停；而荃灣站、葵芳站及西鐵綫荃灣西站則暫時關閉。
8月30日九個傷殘人士組織包括自強協會、香港自閉症聯盟及龍耳等向政府及港鐵發表聯署公開信，反對港鐵的封站措施。該信件指出港鐵多次以人流控制、配合警方行動等原因，關閉不同港鐵站出口，亦安排列車不停某些港鐵站。這指施不但影響乘客，更令有需要出行的傷殘人士大受影響。
8月31日民陣原定舉辦的遊行及集會因警方反對而宣告取消，但港鐵仍安排當日下午關閉港島綫西營盤站。到晚上11時更配合警方拘捕乘客，同時將市區主要五條線提早關閉服務，包括荃灣線、觀塘線、港島線、南港島線、將軍澳線，導致旺角站、太子站發生嚴重衝突。
9月12日，港鐵宣佈不在13日中秋節提供提供通宵列車服務，為港鐵（及其前身地鐵）自1994年開始提供有關服務25年以來首次不提供。
受10月4日示威者大肆破壞車站影響，港鐵宣佈於10月5日全日全線停駛，10月6日恢復部份車站服務，惟晚上七時半宣佈只維持機場快線及部份港鐵巴士路線的有限度服務，此後港鐵一直維持提前停止服務（機場快線除外）的安排直至12月2日起恢復正常服務時間為止：10月7日提前晚上六時收車；10月8及9日提前晚上八時收車；10月10日提前晚上九時收車；10月11日起提前晚上十時收車；10月23日起逢星期一至五提前晚上十一時收車，逢星期六至日維持提前晚上十時收車；11月4日起逢星期一至五提前晚上十一時半收車，星期六至日維持提前晚上十時收車；11月13日起、11月23日提前晚上十時收車；11月18日起、11月24日起提前晚上十一時收車；11月26日起提前晚上十一時半收車。對於坊間質疑港鐵提前停止服務的安排是變相「宵禁」，運輸及房屋局局長陳帆否認，並指出有關安排基於確保鐵路安全的考慮。

#### 與示威者關係決裂

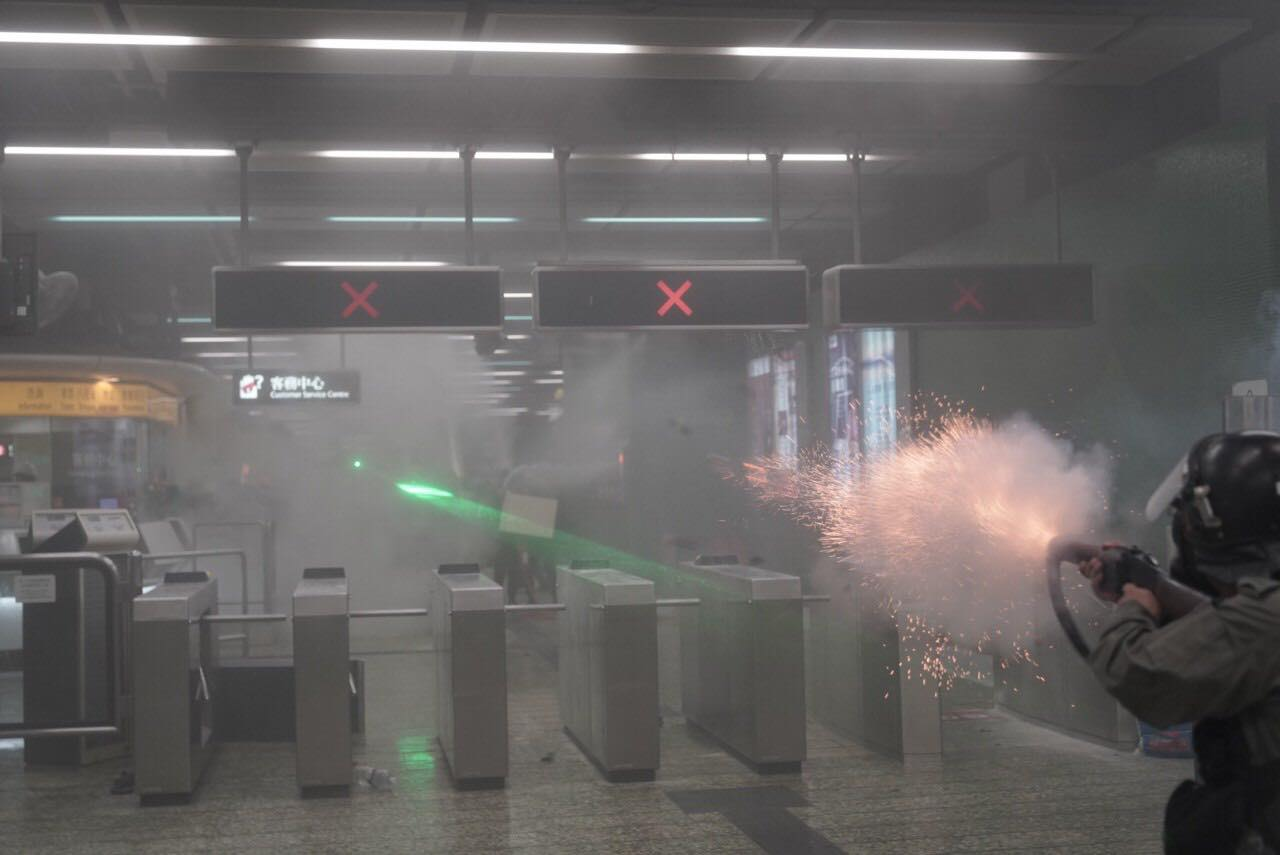
8月11日晚上，防暴警察在葵芳站施放催淚彈和發射橡膠子彈，濃煙攻陷整個大堂

反對逃犯條例修訂草案運動初期，示威者對港鐵關係友善，即使有激進示威者堵塞路面交通，也沒有出現任何干擾港鐵運作的行為，以便透過港鐵動員人手及安全撤退。此外，不少示威者為免使用八達通留下乘車紀錄，購買較昂貴的單程票，有些人更在購票機頂部留下現金（大多為硬幣方便購票）讓其他有需要人士購買車票。
然而，8月11日警方闖入葵芳站及太古站鎮壓示威者及施放催淚彈，部份示威者指責港鐵未有譴責警方濫暴行為及未有徹底清潔車站，開始對港鐵有不滿情緒。8月22日港鐵遭《人民日報》批評「護送黑衣暴徒離開」後，對示威者的態度轉趨強硬，開始在示威地區預早關閉車站及暫停服務，引起示威者強烈反感，並冠以「黨鐵」的貶稱。此後，示威者開始進行針對港鐵的報復行為，包括以「跳閘」方式不付車資乘搭港鐵、在車站塗鴉，以及對閉路電視、閘機及售票機等對車站設備及列車大肆破壞甚至縱火。8月31日太子站襲擊事件後，因港鐵不願公開站內閉路電視片段（及後港鐵敗訴，需要公開一些閉路電視片段的截圖，但同時限制不得複製或公開該片段），令示威者對港鐵對不滿大幅上升，此後的破壞目標也少不了港鐵各設施。
9月20日港鐵主席歐陽伯權接受訪問時表示，港鐵在運動初期的處理手法是「效果欠佳」及「難睇」，又稱提供特別班次接載滯留示威者離開的影像是「好肉酸」，民主黨立法會議員尹兆堅批評有關言論無助改善港鐵形象。
其後示威者破壞車站造成不同程度的破壞，港鐵稱有超過九成車站持續受到破壞，形容為成立40年以來最嚴重的惡意破壞，截至2019年11月底，估計有關設施復修及更換費用約5億港元。

#### 平安夜及除夕夜取消通宵列車服務事件
雖然在2019年港鐵並沒有因反條例運動而削減平安夜及除夕的通宵服務，但是自2020年11月中第四波新型肺炎疫情爆發以來，防疫措施被多次收緊，這影響聖誕新年的慶祝活動，導致除夕倒數活動須取消，故2020年平安夜和除夕夜首次不設通宵列車服務，只會在有需要情況下，於深宵時段提供有限度服務。緊隨的農曆年三十，港鐵亦沒有通宵服務。此後港鐵亦決定安排永久取消日後所有通宵列車服務。

#### 職員查票指罵乘客有汽油彈
2020年7月28日早上，西灣河站一名職員查票期間大聲指罵乘客，更指該名人士：「你做咩走，係咪有汽油彈，使唔使報警搜？」事件被人拍下短片在網上流傳，網民批評職員態度差劣。港鐵回覆媒體時表示，已經收到乘客反映涉事港鐵職員的言行不恰當，會作跟進。

### 老翁長時間於紅磡站洗手間內昏迷事件
2022年7月20日，一名66歲老翁在紅磡站與其家人失去聯絡，直到約6小時後才被站內清潔工發現其昏迷於非付費區的傷殘洗手間。隨後該名老翁被送往伊利沙伯醫院急症室搶救，唯最後宣告不治。而同年8月11日，港鐵行政總裁金澤培在召開2022年港鐵中期業績公佈會期間亦提及對該男子在紅磡站死亡事件深感婉惜，並向事主家人致以深切慰問；而港鐵香港客運服務總監楊美珍表示已展開詳細內部調查，結果顯示當日協助尋找事主的處理方式以至跟進及溝通有方面不足之處，並會嚴肅跟進要改善的地方及措施，亦會配合警方調查與切實執行相關結果，亦會與事主家人保持聯絡，並提供可行協助。

## 工業行動
港鐵目前有8家工會及會員，其中工聯會屬下有4間鐵路工會（香港鐵路總工會九廣鐵路職工會、香港鐵路公司員工協會、香港鐵路管理及專業人員工會及香港鐵道從業員總工會），職工盟屬下「香港鐵路公司員工協會」和在2019年11月在反條例風波下籌組的新工會「港鐵新動力」。

### 1980年代的工業行動
地下鐵路車務部職工會前身為“列車司機職工會”，現屬香港鐵路公司員工協會。當年地鐵服務初期，曾發生多次工業行動及罷工。
列車司機職工會於1980年5月成立，當時有會員110餘人，有90%列車司機參加。由於當年地鐵設高度規範的作業制度，及管理層的傲慢作風。在一次試車時，列車司機拒絶服從英國行政總裁的命令，為來賓奉上飲料，認為這不是工作範圍，行政總裁不滿地說：“由現在起，所有列車司機不獲升遷”，激發了本地基層員工感覺有成立工會的需要。

### 1981年
1981年7月14日，工會召開會員大會，一致通過採取漸進式工業行動，首先在車站和列車張貼標語，接着是按章工作及罷工。但公司得到消息後，立即向法庭申請禁制令，禁止工會在車站和列車張貼標語。工會於是轉向勞工處投訴，在勞工處的調停下，管理層接納了工會的建議，答應改善升級制度，及設立考績增薪制度，風波得以平息。

### 1983年
1983年1月，公司為了削減人手減低經營成本，首先在車站方面施行長短更，即每更的工作時間以6至10小時不等輪值。工會方面認為此舉不單止影響員工的生活規律，而且日夜顛倒及連續一星期的十小時工作，會令員工十分疲勞，及容易出錯，再加上大量削減人手，不單止增加員工的工作量，更令員工對乘客的服務水平下降。而短縮人手，亦不足以應付突發的意外，故此極力反對長短更的施行，工會先後去信董事局及勞工處，並在行政大樓及兩局議員辦事處請願，但管理層以試驗6個月為藉口，不理會員工的反對便在車站實施長短更制。

### 1984年大罷工
1984年1月，地鐵宣佈在車站試行長短更制成績令人滿意，並將在2月初在列車司機部試行長短更制。1月21日，工會召開會員大會，列車司機認為在車站方面前車可鑑，即使與管理層談判亦是白費心機的，會議通過採取工業行動，即時生效。由於事出突然，令管理層措手不及，再加上勞工處及多個勞工團體領袖如：基督敎工業委員會主任劉千石、香港教育專業人員協會會長司徒華、政府土地測量員協會主席黃偉雄等排解下，雙方終於在勞工處代表見證下簽訂協議。
唯到了3月22日，地鐵經過一連串的部署後，單方面宣佈於4月9日起，在列車部施行長短更，推翻1月份的協議，工會向管理層提出強烈抗議，並立即知會勞工處，由勞工處出面調停。3月29日至4月6日期間，先後舉行4次會議。工會代表原則上答應接受長短更，但有20點關於工作安排的細則要管理層改善，地鐵代表在勞工處的代表見證下，亦答應改善部份工作細則。
4月7日上午，地鐵代表致電工會，表示由於管理層不答應，要求取消其中1條，有關給予車站員工10分鐘進膳步行時間的承諾。
4月8日，工會召開特別大會，各會員認為公司根本無誠意談判，而且屢次破壞協議，是不負責的行為，於是進行投票表決，以95%的絶大多數通過罷工。4月9日凌晨，罷工開始，當時有百多人發起地鐵罷工，部份員工在九龍灣地鐵總部靜坐。罷工期間，工會主席及副主席兩人同時絶食，表示對罷工的決心。唯事件內有300多個員工被解僱，後來公司容許部份員工復職，但最終有13人沒有再被聘用，當中包括當年地鐵工會副主席。

## 使用車輛
港鐵市區綫使用的是重型鐵路系統，能有效應付眾多的乘客需求量。其中港島綫、荃灣綫、觀塘綫、將軍澳綫、東涌綫、機場快綫、及屯馬綫以每列8卡車營運；而東鐵綫採用9卡車，南港島綫為3卡車，迪士尼綫則是4卡車。
於早上繁忙時間，港島綫及荃灣綫的班次最頻密可達120秒一班；載客量最多的東鐵綫列車，每小時載客量可高達120,000人次。港鐵列車車廂數目由地鐵通車時的210節，增加至2,106節。

### 中型及重型鐵路列車

#### 觀塘綫、荃灣綫、港島綫、將軍澳綫及南港島綫、迪士尼綫列車
除南港島綫、迪士尼綫列車外，其他均為「6M2T」編組；至於南港島綫、迪士尼綫，為全動力車卡，即「3M」、「4M」。
- 現代化列車：這是香港地下鐵路最早投入營運的電動列車，由英國都城嘉慕製造。現時，觀塘綫部份列車、荃灣綫、港島綫和將軍澳綫一小部份列車使用本型號列車行走。列車最高時速80公里。為配合地鐵更改公司徽號和形象，地鐵於1998年起把所有英製列車全面翻新，翻新工程由澳洲的鐵路車廂生產商負責，於2001年8月完成，預計本型號列車於2022年至2027年內全數陸續退役。
- 韓製列車：為配合將軍澳綫通車，地鐵從韓國Rotem及日本三菱重工株式會社購入13列韓製列車。此列車本來是設計來行走將軍澳綫，但後來發現新列車不能即時適應兩套新舊列車系統[212]。最終安排所有韓製列車改走觀塘綫。直到2010年，韓製列車經過改良後，於4月8日再次安排全部行走將軍澳綫。而之前跟觀塘綫對調來行走將軍澳綫的15列第2C及3代英製列車，則全數調回觀塘綫。韓製列車的規格跟英製列車相同。
- 迪士尼綫列車：迪士尼綫的車廂，則是從市區綫（港島綫、荃灣綫及觀塘綫）調動12卡第3代英製列車在九龍灣車廠進行改裝，成為香港的首批無人駕駛港鐵列車，並配合香港迪士尼樂園度假區而被重新設計，例如車廂窗戶及車廂內的扶手皆為米奇老鼠頭部的形狀，最高時速達70公里。
- 市區綫中國長春製列車（DKZ28）：港鐵為了加強應付港島綫、觀塘綫、荃灣綫及將軍澳綫未來的乘客量增長，先後於2008年、2011年和2012年向中國長春軌道客車股份有限公司訂購其自行研製的22列共176卡車的新款列車。該批列車是不鏽鋼製輕量化列車，最高營運時速達80公里，同時強調該批列車的車體強度、噪音控制、防火性能等達世界級水平，可服務40年。新列車的車廂將採用22吋彩色液晶體顯示屏，取代電子二極管顯示器，為乘客提供車務資料及新聞資訊等。[213]
- 南港島綫中國製列車（DKZ50）：港鐵於2012年向中國中車長春軌道客車股份有限公司訂購10列共30卡車的新款列車。該批列車是不鏽鋼製輕量化列車，最高營運時速達80公里，同時強調該批列車的車體強度、噪音控制、防火性能等達世界級水平，可服務40年。新列車的車廂將採用22吋彩色液晶體顯示屏，取代電子二極管顯示器，為乘客提供車務資料及新聞資訊等。
- 市區綫中國青島四方製列車（SFM47/47A[214]）：港鐵公司2015年7月22日宣布，落實購買93列8卡車廂列車，全面取代現時行走觀塘綫、荃灣綫、港島綫及將軍澳綫的第一代英製列車。新購置的港鐵列車將配備更先進的運作系統及設備，合約批予中國中車青島四方機車車輛股份有限公司，於2018年至2023年陸續运送至香港。[215]

#### 東涌綫及機場快綫列車
機場鐵路包含東涌綫及機場快綫，而這兩綫的列車均為「6M2T」編組，最高營運速度達135公里每小時。
- 機場鐵路列車：東涌綫16列列車中的12列列車（V601/V801-V612/V812）及機場快綫全部11列列車都是由西班牙CAF及德國ADTranz聯合製造的電動列車。
- 東涌綫韓製列車：由於九廣西鐵[p]及迪士尼綫的通車引致東涌綫載客量持續上升，為應付在該兩綫和東涌綫之間轉乘的新增乘客量，地鐵公司向南韓Rotem增訂了4列增強型韓製列車。由於時間緊迫且訂貨量小，因此地鐵只以市區綫韓製列車為藍本，並加以改良。
- 機場鐵路中國青島四方製列車

#### 東鐵綫、屯馬綫列車
港鐵於兩鐵合併時向九鐵租用東鐵綫、屯馬綫的全數列車，並分別繼續在各路綫上行駛。而於1982年5月6日投入東鐵綫服務的英國都城嘉慕製列車已於2022年5月6日全數退役。
- 近畿川崎列車：九鐵於1999年購置由日本伊藤忠·近畿·川崎財團製造的電動列車，又有「SP1900」、「千九」、「IKK-Train」等俗稱。其中8列E200系列車供九廣東鐵[p]使用，以便增加東鐵的行車班次和客運能力。其餘22列E300系列車供2003年通車的九廣西鐵[p]使用。前馬鞍山鐵路[p]的所有E500系SP1950型電動列車也是由上述日本財團製造。為配合九龍南綫通車而帶來的列車需求，九鐵再增訂E300系的列車車廂，並把馬鞍山綫其中8個E500系車廂調往西鐵綫，並擴編為西鐵綫列車投入服務。然而為配合屯馬綫的通車，從2015年7月起，港鐵開始把現有8列東鐵綫SP1900型列車調往西鐵綫重新編組，供日後屯馬綫使用，而第一列SP1900列車已於2015年7月2日深夜調往八鄉車廠，並於東鐵綫於2021年2月6日當9卡編組韓國製造的港鐵東鐵綫現代列車開始投入服務後，將其餘5列東鐵綫SP1900列車也調至八鄉車廠進行改裝工程，換言之，這些SP1900列車不會再於東鐵綫行走。
- 屯馬綫中國製列車：2014年1月24日，港鐵公司宣布批出新列車合約批予中國中車長春軌道客車股份有限公司，負責17列新車的設計、供應、製造及營運測試。每列新列車設有8卡車廂；新列車於2016年中陸續付運到港進行測試，至2018年全面投入服務。列車外觀大致參照SP1900/1950列車，但車身顏色有別，而列車內部亦參考了近年新購入的港鐵列車的設計。[216][217]
- 東鐵綫現代列車：2012年12月14日，港鐵公司宣布批出新列車合約批予韓國現代Rotem，總值約40億港元。負責37部新車的設計、供應、製造及營運測試。每列新列車設有9卡車廂，主要在南韓設計及製造。首部列車已於2015年9月14日付運到香港後及進行測試，2021年整批新車便會全面投入服務，全面取替中期翻新列車及SP1900型電動列車於東鐵綫服務。[218]2022年5月7日該款列車已全面在東鐵綫行走。

### 城際鐵路列車

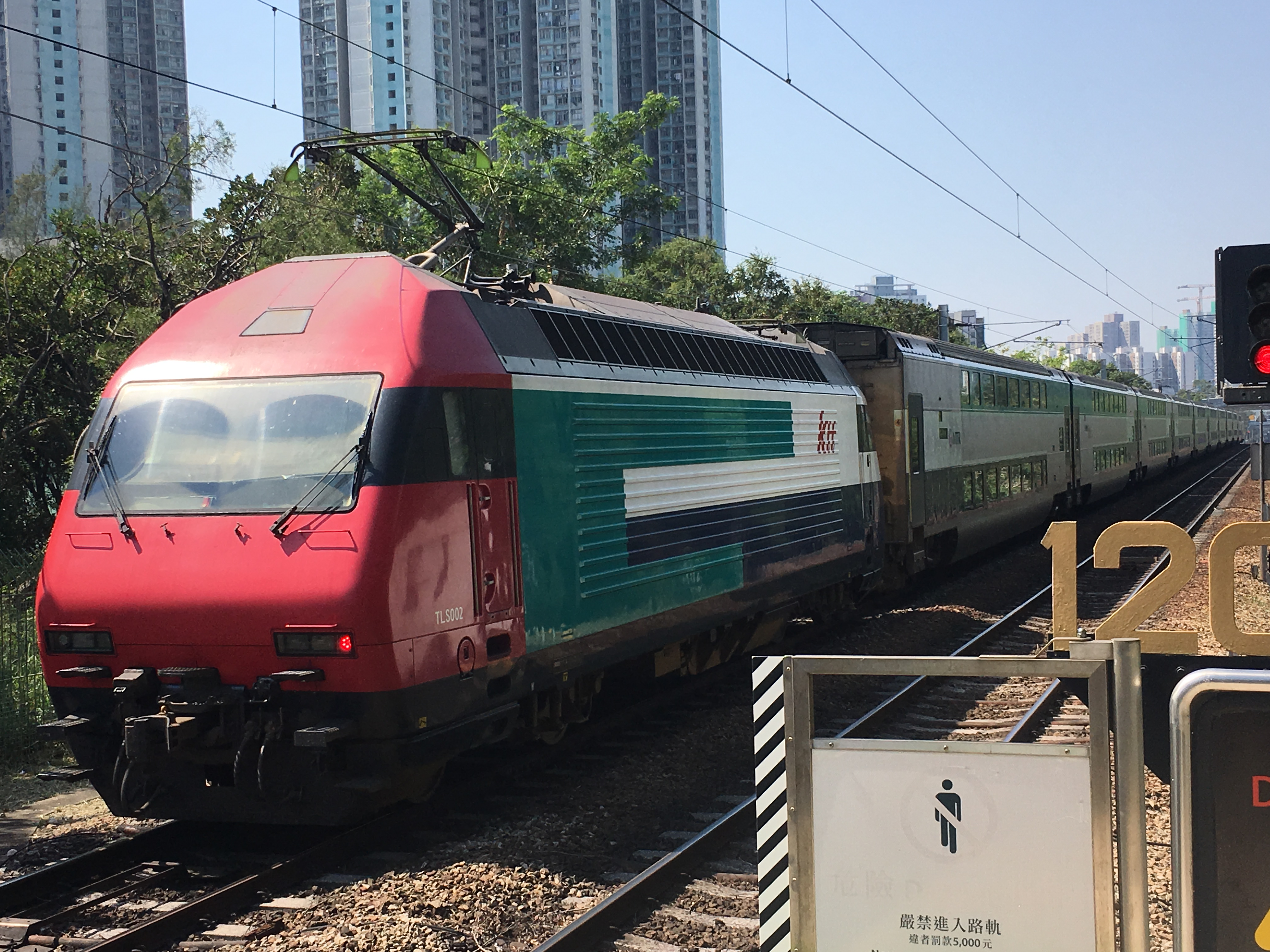
九廣通列車（攝於粉嶺站）

- Ktt「九廣通」客車：為雙層客運列車，九鐵於1995年為配合廣深鐵路電氣化所購置。客車部份由日本近畿車輛製造，共12輛；並由2輛瑞士SLM公司製造之SBB Re 460型電氣機車拉動，在廣深鐵路的最高營運速度為時速160公里。現時不再提供服務。

### 高速鐵路列車

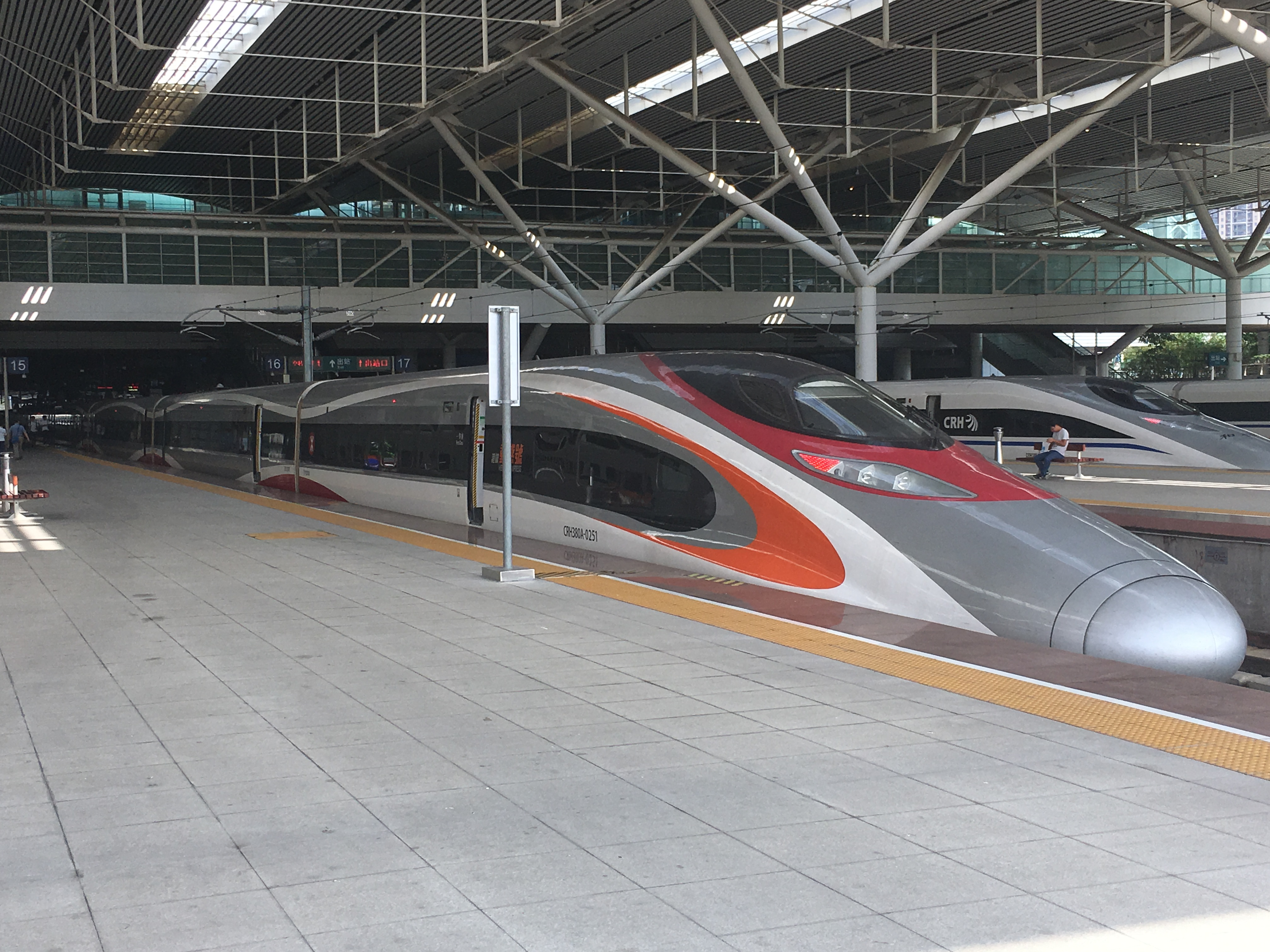
港鐵動感號列車（攝於深圳北站）

- 港鐵動感號高速動車組：港鐵會購置9列有8節車廂的列車行走廣深港高速鐵路。列車由中國中車集團子公司中車四方公司製造，以和諧號CRH380A型動車組的技術平台為基礎改良。[219][220]該動車組列車是唯一一個沒有餐車車卡的高鐵列車。

### 港鐵巴士車輛

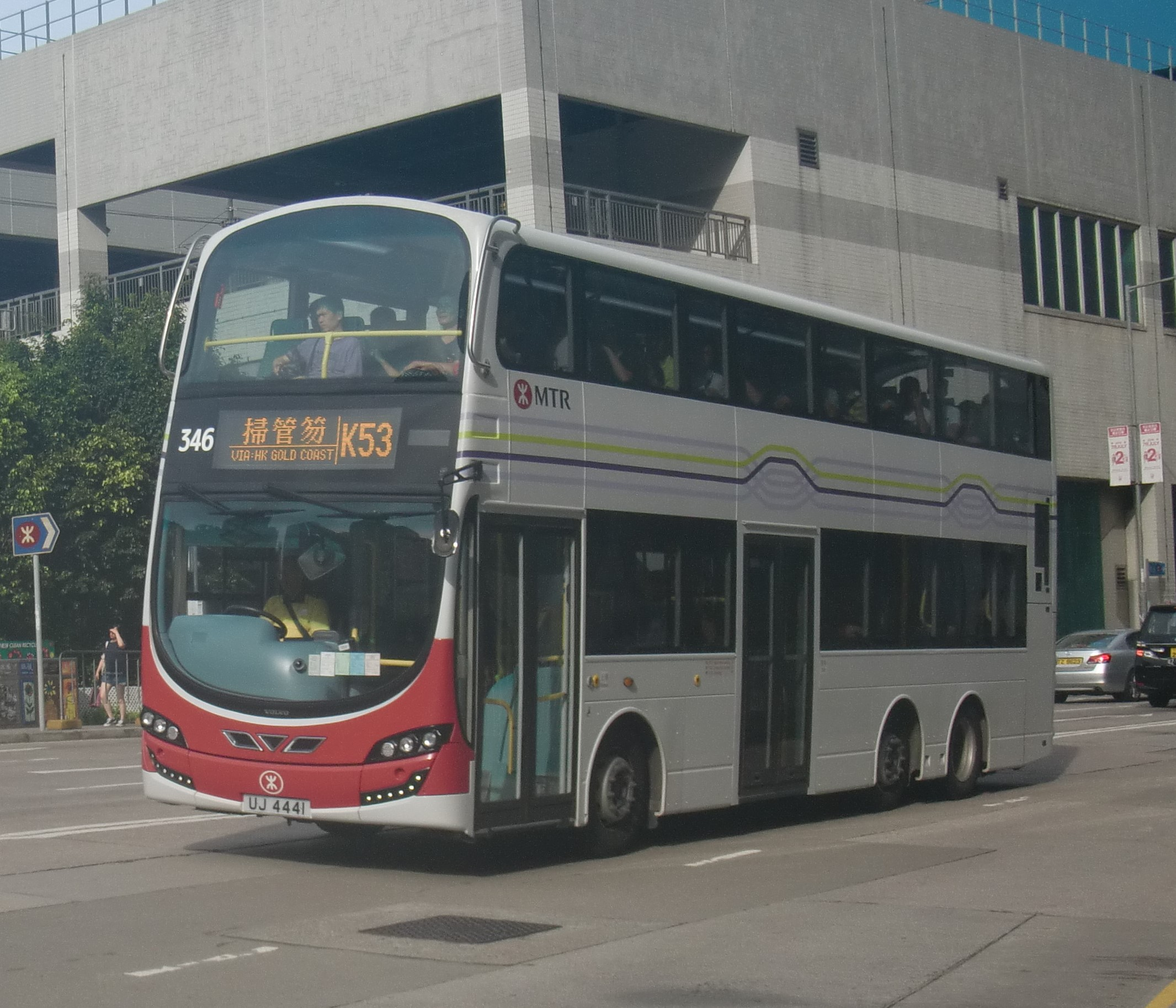
一輛行走新界西北的富豪B9TL巴士

港鐵現時向九廣鐵路公司租借了154輛空調特低地台巴士，營運接駁東鐵綫的港鐵接駁巴士，及於新界西北提供接駁和輔助輕鐵及西鐵綫的巴士服務。車隊包括亞歷山大丹尼士Enviro 500、富豪B9TL、亞歷山大丹尼士Enviro 500 MMC、亞歷山大丹尼士Enviro 200 Dart及亞歷山大丹尼士Enviro 400型巴士。
兩鐵合併前，九鐵曾於2002至04年間向城巴及新巴租借巴士提供服務，現已把巴士全數退還兩間巴士公司。九鐵亦分別於2004及05年底向新巴購入二手丹尼士三叉戟巴士和於2007年向亞歷山大丹尼士購買符合歐盟4型廢氣排放標準的環保巴士，並悉數投入服務。

### 港鐵非客運列車

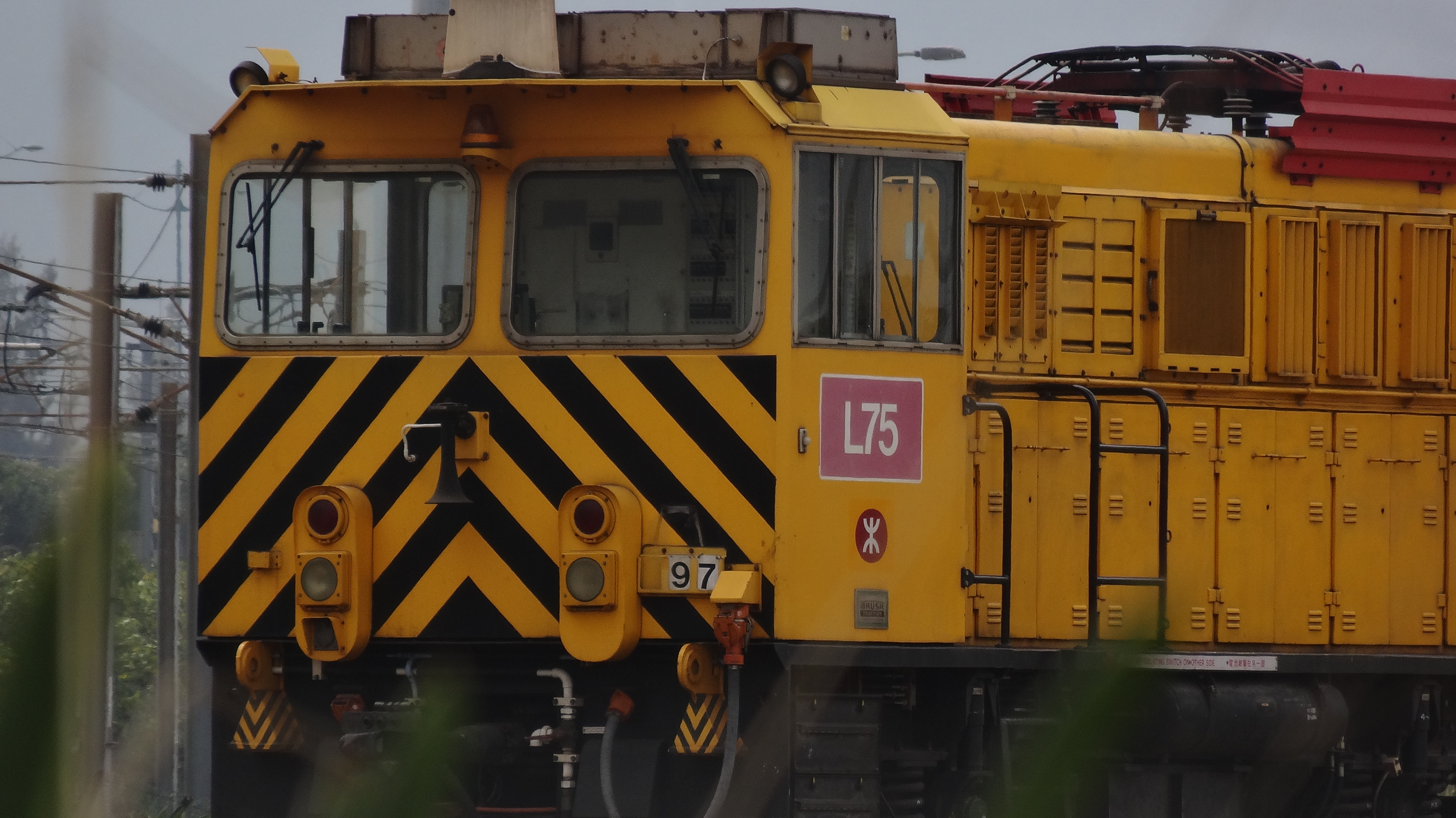
行走於市區綫上的Brush電力機車

港鐵除了客運上使用的列車之外，還有3種用於日常維修及牽引工程列車所用的工程機車。
- 港鐵Schoma柴油機車及Brush電力機車：用於觀塘綫、荃灣綫、港島綫、東涌綫、機場快綫、將軍澳綫、迪士尼綫、南港島線及東鐵線（僅前者）的工程機車。
- 港鐵G16型柴油機車、港鐵G26型柴油機車：於九廣鐵路 ( 現稱東鐵綫 ) 電氣化以前，用作拉動客車之用，於電氣化後只作拉動貨卡及緊急用途之用。
- 港鐵ER20型柴油機車：用於東鐵綫、屯馬綫上，及取代1950年代製造的九鐵G12型柴油機車。
- 港鐵CKD0A型柴油機車：同樣用於東鐵綫、屯馬綫上。

## 維修車廠

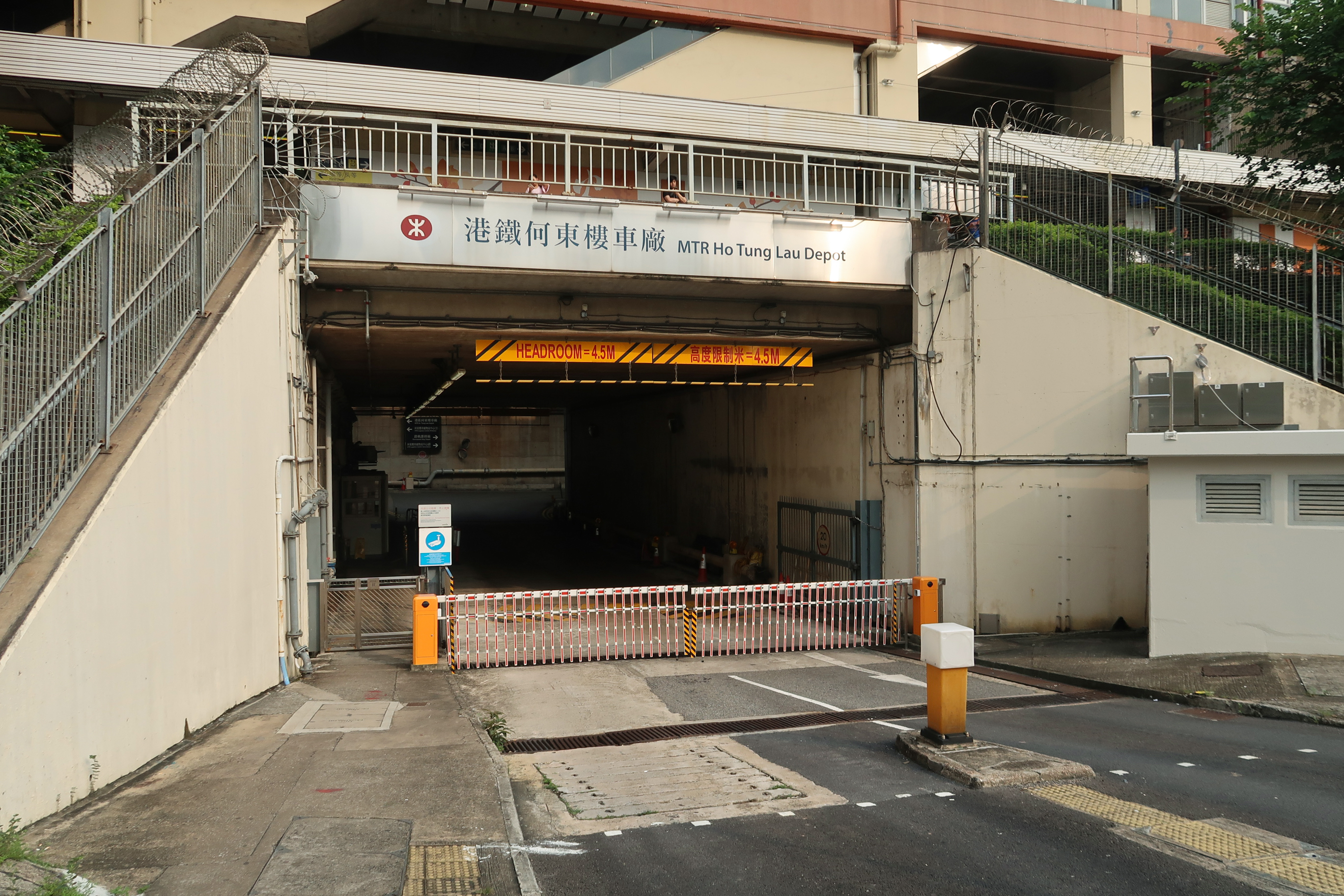
港鐵何東樓車廠出入口

港鐵觀塘綫、荃灣綫、港島綫、將軍澳綫及南港島綫的1,500伏直流電電動車組維修保養工作由5個維修車廠負責，分別為九龍灣車廠、荃灣車廠、柴灣車廠、將軍澳車廠及黃竹坑車廠；東鐵綫及屯馬綫的25千伏交流電電動車組維修保養由另外3個維修車廠及中心負責，分別設於何東樓車廠、大圍車廠及八鄉車廠。輕鐵車輛的維修在屯門車廠進行，機場快綫、東涌綫及迪士尼綫的電動車組則由小蠔灣車廠負責維修保養。唯一例外的是廣深港高鐵。作為高鐵車場的石崗列車停放處啟用後僅作為臨時停放高鐵列車、初步維修及例行清潔服務等場所。但列車大修則由國鐵（國鐵廣州局集團下屬的廣州南動車所）及中車四方擔當。該車場還具備各類型救援車、路軌維修車、路軌探傷車、隧道清洗車以及備用工程車，可以於有需要時拖拉失靈的列車。
每個維修車廠除了負責為相應行車綫的電動車組提供電力外，亦設有停車設施、洗車設施與預防及糾正性維修設施，例如更換重型設備時用的起重及頂升設備。

## 未來發展

### 新路綫
港鐵現時有多條新鐵路的發展計劃，當中包括自兩鐵合併前由九廣鐵路公司興建及籌備中的路綫，以便擴展服務範圍及提供更完善的服務。這些新路綫日後將交予港鐵興建及營運。然而，各項發展計劃遇到不同程度的延誤，使原定的通車時間一再延遲。

### 興建中新路綫
| 項目名稱   | 所屬路綫 | 起訖                 | 預計竣工時間 |
| ---------- | -------- | -------------------- | ------------ |
| 古洞站     | 東鐵綫   | 上水－古洞－落馬洲   | 2027年       |
| 東涌綫延綫 | 東涌綫   | 東涌東－東涌－東涌西 | 2029年       |
| 屯門南延綫 | 屯馬綫   | 屯門－第16區－屯門南 | 2030年       |
| 小蠔灣站   | 東涌綫   | 欣澳－小蠔灣－東涌東 | 2030年       |
| 洪水橋站   | 屯馬綫   | 兆康－洪水橋－天水圍 | 2030年       |

### 規劃中新路綫

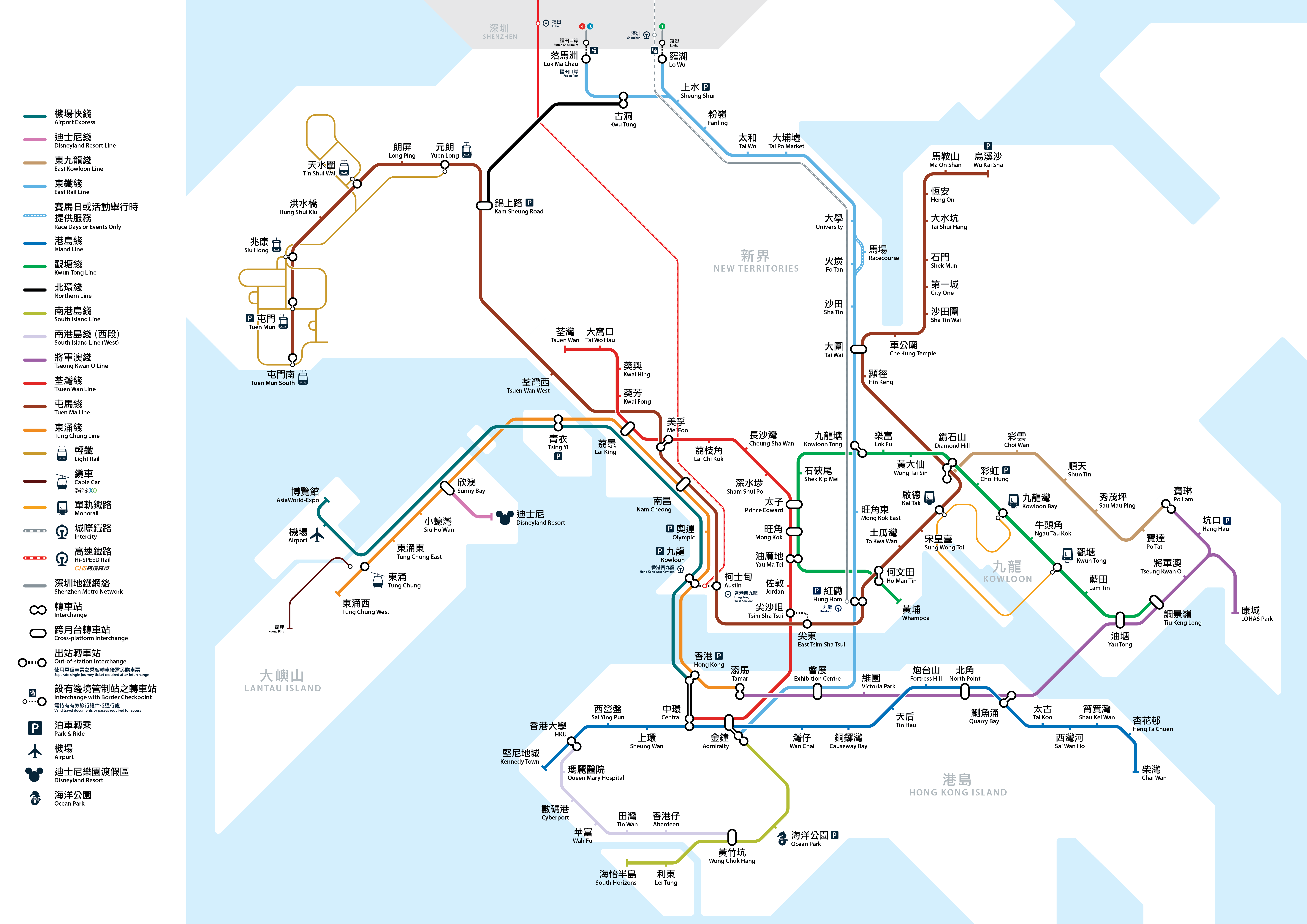
包括所有《铁路发展策略2014》建议铁路网络项目之港铁路线图

| 項目名稱           | 所屬路綫           | 起訖                 | 預計竣工時間 |
| ------------------ | ------------------ | -------------------- | ------------ |
| 白石角站           | 東鐵綫             | 大學－白石角－大埔墟 | 2033年       |
| 北環綫             | 北環綫             | 錦上路－古洞         | 2034年       |
| 北環綫支綫         | 北環綫支綫         | 新田－皇崗口岸       | 2034年       |
| 將軍澳綫南延綫     | 將軍澳綫南延綫     | 康城－第137區        | 待定         |
| 港島西至洪水橋鐵路 | 港島西至洪水橋鐵路 | 洪水橋－香港大學     | 待定         |
| 中鐵綫             | 中鐵綫             | 錦上路－九龍塘       | 待定         |
| 北環綫東延綫       | 北環綫東延綫       | 古洞－坪輋           | 待定         |
| 新界東北綫         | 新界東北綫         | 香園圍－粉嶺         | 待定         |

### 設施改善工程
當中包括：加建新的車站出口、升降機、行人通道、座椅、翻新陳舊車站、加建車站洗手間、加設隔音屏障以降低噪音及加建月台閘門。

### 香港站延展掉车隧道
由於現時亦有乘搭機場快綫的乘客，可以由香港站1號月台原車返回不設閘機的機場，從而利用票務系統的漏洞逃票，當該工程完成後，屆時機場快綫列車將會使用位於1號月台對側的已預留2號月台作為落客之用，機場快綫兩月台的相應路軌之間以牆壁完全分隔，有望杜絕以上情形。作為中環第三期填海工程的一部分，香港站東面的將會建造四條長約500米的明挖回填隧道，連接香港站，稱為香港站延展掉車隧道。

### 數碼資訊平台
為了方便乘客掌握車務和站務資訊，港鐵將會推出兩個全新數碼資訊平台，包括於旺角站設置一塊42寸的大型輕觸式螢幕，以供乘客搜尋車務資料和車站附近地標的位置及路綫，乘客可以QR碼將路綫儲存至手提電話，方便前往目的地。此項措施將會試行3個月，視乎反應，會考慮推擴至全香港的鐵路站。另外，港鐵於2011年9月推出全新手提電話應用程式「MTR Mobile」，當中功能「Next Train」向乘客提供所有路線實時列車到站時間，方便乘客計劃行程。
此外，港鐵現時有7個車站將街道圖和出口指示牌集中展示於車站站內的當眼處，方便乘客搜尋道路資訊，而車站街道圖上的每個地標旁邊都印刷有QR碼，乘客對其進行「掃描」後，便可以將前往地標的路綫「儲存」至手提電話，措施於2012年年內擴展至多6個車站，至2013年擴展至合共20個車站。

## 環境保護
2015年12月，港鐵斥資3億6千萬港元在5條新路綫採用環境保護、節約能源設計。其中南港島綫、沙田至中環綫及觀塘綫延綫都採用山谷形走勢行走，即是列車在駛離鐵路站時會稍為下坡，於到站時稍為上斜，以物理學原理幫助驅動列車及煞車，此舉可以較平常節約2至3%電力。此外，5條均會採用變頻技術，吸收乘客上落車時由身體重量所產生的能源用在升降機上，及將升降機及扶手電梯下行時的墜力循環再用，將所收集得來的電力供予照明、月台幕門及液晶顯示器等，預計最高可以節省20%電力；又會利用高效能照明設備和水冷式空調，分別可以節省1至3%電力。推行上述設計，預計每年可以總共節省1,980萬度電力，相等於55,000個家庭每年的總用電量，佔港鐵整體耗電1.4%；預計每年減少14,000噸二氧化碳排放。

## 其他

### 稱呼
儘管地鐵和九廣鐵路已經合併，但是大部份香港市民仍然習慣沿用兩鐵合併前的名稱，將港鐵的不同部份分别稱呼為地鐵（原屬地鐵公司的路綫，觀塘綫、荃灣綫、港島綫、將軍澳綫、東涌綫、迪士尼綫,以及2016年通車的南港島綫）、機鐵（機場快綫）、西鐵（西鐵綫）、馬鐵（馬鞍山綫）與東鐵／火車（東鐵綫），亦有稱「MTR」（相當于外地的捷運MRT），但所有傳媒和香港政府則已改稱「港鐵」。

### 商標由來
現時的商標，在地鐵和九廣鐵路合併前沿用至今。其商標其實是「木」字的小篆，相傳是由於地鐵系統屬金、但是放在土裡面，因此香港地鐵公司當時設計商標時選擇了會五行中剋土的「木」來作為商標，於是金剋木、木剋土，只要火不來，屬金的地鐵自可平安運轉。而從商標圖案的寓意上，它上、下兩個半圓形分別象徵着九龍與港島，中間貫穿的一豎，表示當時地下鐵路貫通了一水之隔的兩岸。

## 外部連結
- 官方网站 （繁體中文）（英文）
- 路政署（页面存档备份，存于）
- 九廣鐵路公司（页面存档备份，存于）
- 港鐵2008年簡介影片
- 香港鐵路大典上的相关条目：港鐵